# 清华大学
清华大学（英語：Tsinghua University），简称清华，舊称游美肄业馆、清华学堂、清华学校、國立清華大學，是一所位于中华人民共和国北京市海淀区清华园的公立大学。始建于1911年，因北京西北郊清华园而得名，初为清政府利用美国退还的部分庚子赔款所建“遊美学务处”及附设“肄业馆”，1925年始设大学部。抗日战争爆发后，清华大学与北京大学、南开大学南迁长沙，组建国立长沙临时大学。1938年国立长沙临时大学内迁昆明，易名国立西南联合大学。1946年清华大学部分迁回北京清华园复校，拥有文、法、理、工、农等5个学院。1949年中华人民共和国成立后，国立清华大学归属中央人民政府教育部，更名“清华大学”；而国立清华大学则于1956年由原大陆时期校长梅贻琦在台湾新竹复校，造就清华大学两岸分治的局面延续至今。
1952年，高校院系调整，清华大学文、法、理、农、航天等院系外迁，吸纳外校工科，转为多科性工业大学，在土木、水利、计算机、核能等领域贡献卓越，被誉为“工程师的摇篮”。1978年后，逐步恢复理科、人文社科、经济管理类学科。1999年，原中央工艺美术学院并入，成立美术学院。2006年，与北京协和医学院合作办学，培养临床医学专业学生。2012年，原中国人民银行研究生部并入，成立五道口金融学院。2013年，黑石集團捐助成立清華大學蘇世民書院及獎學金，與著名的牛津大學羅德獎學金及劍橋大學蓋茲獎學金在捐助規模及名聲上皆相當。
清華大學與北京大学並稱為中华人民共和国最顶尖的兩所高校，現屬於「QS世界百強大學」、「泰晤士高等教育世界百強大學」、「美國新聞與世界報道世界百強大學」及「軟科世界百強大學」，是「雙一流A類」和原「985工程」、原「211工程」重點建設大學。在2025年《QS世界大學排名》和《泰晤士高等教育世界大學排名》中，清华大学分列世界第20名、第12名。截至2024年12月，清华大学擁有美術館、博物館、圖書館、32个学院、54个系、12个书院。清华大学还拥有433个科研机构、數家校办产业以及一座科技園區等。

## 校名

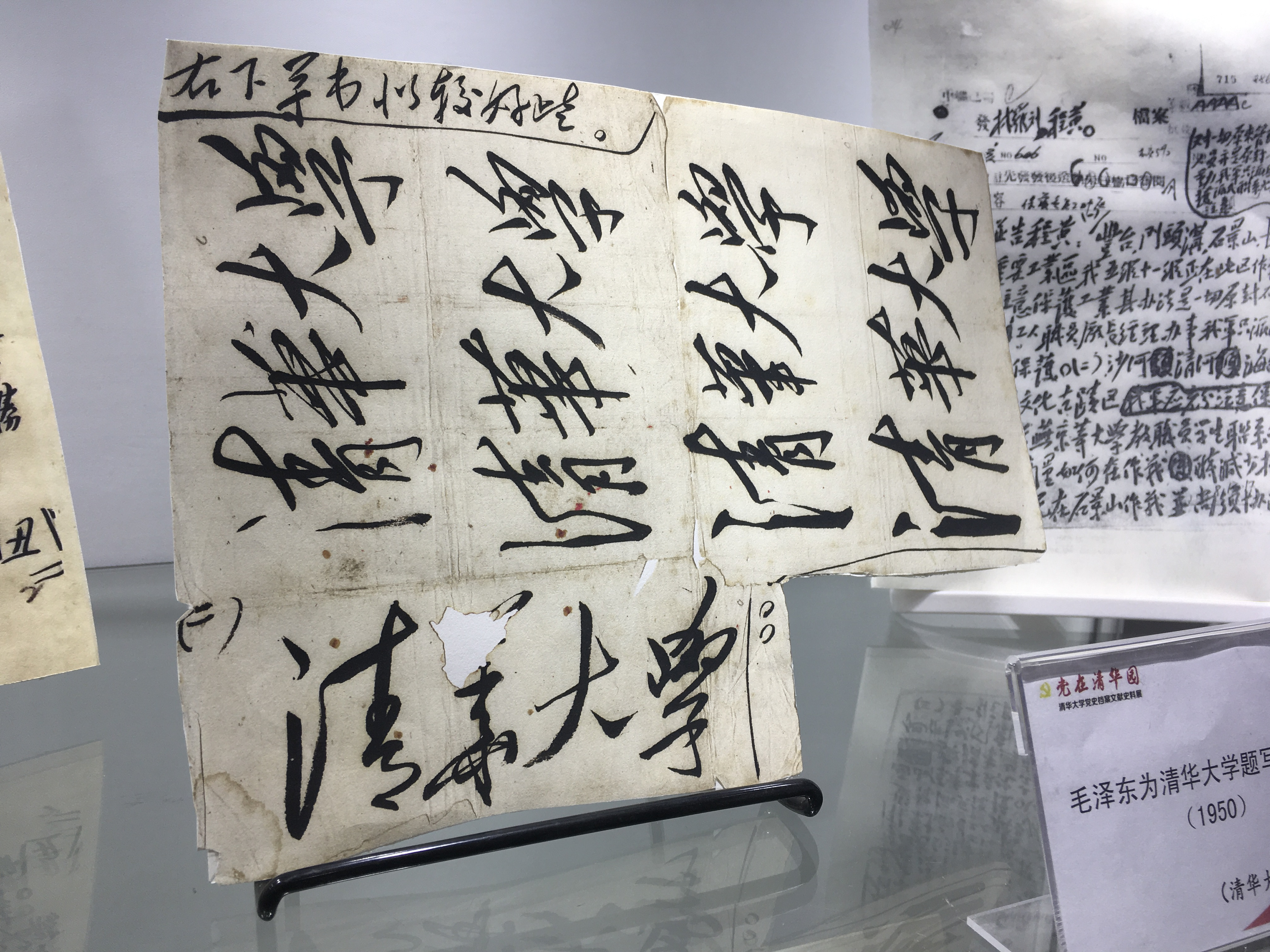
毛澤東親自書寫清華大學，缺角的右下角成為清華正式校名字體

### 中文校名
校名「清華」二字乃因「清華園」得名。而「清華園」的命名，則有兩種說法。第一種來自取義「水木清華」，此詞最早來自东晋谢混作《游西池》诗，有“景昃鸣禽集，水木湛清华”（“湛”通“沉”，音chén），意指“夕阳斜照，鸣叫的鸟儿归林；清澈的水色与华美的草木，已经淹没在暮色之中。”原为感叹时光流逝之意。后引申出“水木清华”一词，并赋予“池水清澈，树木华美”之意，工字厅北側建築主體景觀後廈，正廊上懸掛“水木清华”四字匾额。另一種說法，則是明清以来的皇家园林，以“清华”二字命名者，皆来源李世民作《大唐三藏聖教序》中“松風水月，未足比其清華；仙露明珠，詎能方其朗潤”句，比如明万历年间建皇家园林清华园（今畅春园）。
清康熙年间建熙春园，后分为近春园、熙春园两部，咸丰帝为熙春园亲书匾额改为“清华园”。1909年9月28日外务部为兴筑游美肄业馆的奏稿写道：
……现在应即赶速筹建肄业馆……查有西直门外成府东北清华园旧址一区，方广约四百余亩，尚存房屋数十间，卉木萧疏，泉流映带，清爽高旷，于卫生最为合宜，且与京张铁道路线距离仅有半里，往来亦称利便……
1910年，游美学务处将附属肄业馆改为学堂，依据所在地而定名“清华学堂”（Tsing Hua Imperial College），后沿袭更名“清华学校”（Tsing Hua College）。1928年6月，南京國民政府掌控北京后准备改办大学，由于清华接收美国退还庚款，对罗家伦校长的委任状中定名为“清华大学”，未加“国立”二字，后经罗家伦多次争取，最终定名为国立清华大学。1949年中華人民共和国成立后，奉中央人民政府教育部令，去掉「国立」二字，並延續至今。

### 英文校名
“清华”二字按照晚清流行的威妥玛拼音写为“ch'ing hua”，如1910年老清华园站的站名拼写为“CHINGHUAYUAN”。但當時尖团音在拼写上仍有人会区分，「清」仍用威妥玛拼音表示為「ts'ing」（国际音标[ʦʰiŋ]）。而“清华园”作为地名，采用地名通用的邮政式拼音拼写。邮政式拼音建立在威妥玛拼音基础之上，取消「送气符」，從“ts'i”变为“tsi”，因此邮政式拼音清华的拼写为“tsing hua”，便沿用至今。在1949年之前，基本将校名写为“Tsing Hua”，汉语拼音“Qīng Huá”推行后也依旧沿用原名，1981年，校方正式确定校名英文写为“Tsinghua University”。1977年第三届联合国地名标准化会议决定使用汉语拼音拼写中国地名，1987年12月经过中华人民共和国国务院批准，发出《关于地名标志不得采用威妥玛式等旧拼法和外文的通知》，所以在一般意义上、从译名规范性的角度讲“清华大学”的翻译应为“Qinghua University”，但出于对约定俗称的习惯尊重、减少宣传成本，尤其是上述采用威妥玛式拼音的学校几乎都是百年老字号，其威妥玛式拼音名称早已深入人心，尤其在海外比汉语拼音令人更容易识别，故而清华大学官方仍然沿用威妥玛式拼音演变而来的译称「Tsinghua University」，對此，仍然有人持有不同意见。

### 校名商標
今日中文校名手写体为1950年毛泽东手书。1997年开始，学校为毛体“清华”、毛体“清华大学”、“TSINGHUA”、“Tsinghua University”、校徽、清华鐘徽、二校门图案等在中國大陸、香港等近40个国家與地区获得注册商标，其中“清华”于2006年成为国家驰名商标，是中國大陸高校首个驰名商标，为打击众多以清华名义宣传甚至作假的产品服务提供了法律依据。

## 历史

### 清華學堂時期

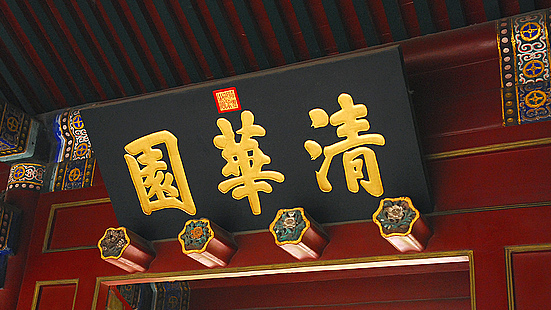
咸丰帝御笔清华园匾额位于工字厅正门

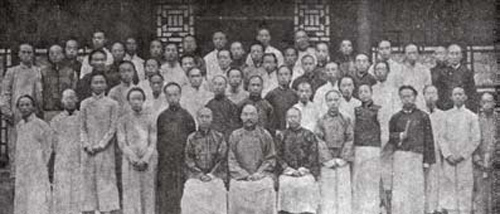
1909年遊美學務處第一期留美生

清华大学源于辛丑条约约定的庚子赔款。1904至1905年（光绪三十年至三十一年），大清驻美公使梁诚在與美国国务卿海約翰商議以黃金還是白銀為準還款時，得知美國政府認為赔款已超过美國應得到的部分，索要過多。梁诚得知后，几番据理力争要求美国退回，幾經遊說之後，1908年12月28日，美国总统老罗斯福决定返还赔款基数定为一千余万美元，逐年退还。赔款用于人才培养和赴美留学。
1909年（宣统元年），美国开始退还庚款。为统筹考核留学生，外务部与学部上奏设立“游美学务处”并附设“肄业馆”。7月17日（六月初一）游美学务处正式建立，后任命外务部署左丞、左参议兼学部丞参上行走周自齐担任总办，学部员外郎范源濂和外务部候补主事唐国安，驻美公使馆参赞容揆任驻美学生监督，三年间共组织三批近200人赴美留学。
外务部选定清华园后，修缮工字厅、建造校门、一院、二院、三院、同方部、北院、校医院，1911年竣工，校园占地450亩。1911年2月，肄业馆改称“清华学堂”，由军机大臣那桐题写校名，总办周自齐兼任监督，会办范源濂、唐国安兼任副监督。3月30日（三月初一）暂行开学仪式（中等科），4月1日高等科开学，教师多从美国聘请，游美学务处也迁入工字厅办公。10月，武昌起義爆发，清政府挪用退还赔款弥补军费，学堂经费断绝，原定正式开学仪式取消，11月9日正式停课。1912年5月1日復课。

### 清華學校時期

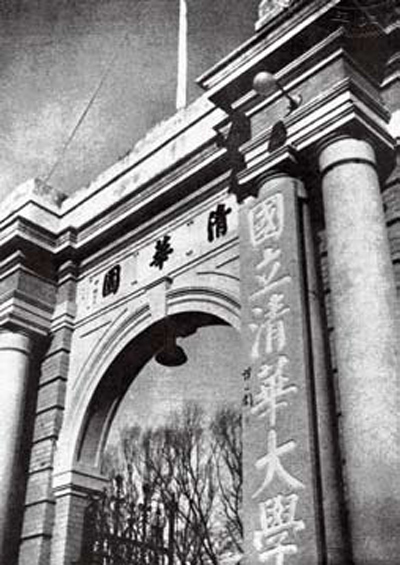
国立清华大学大门（今二校门）

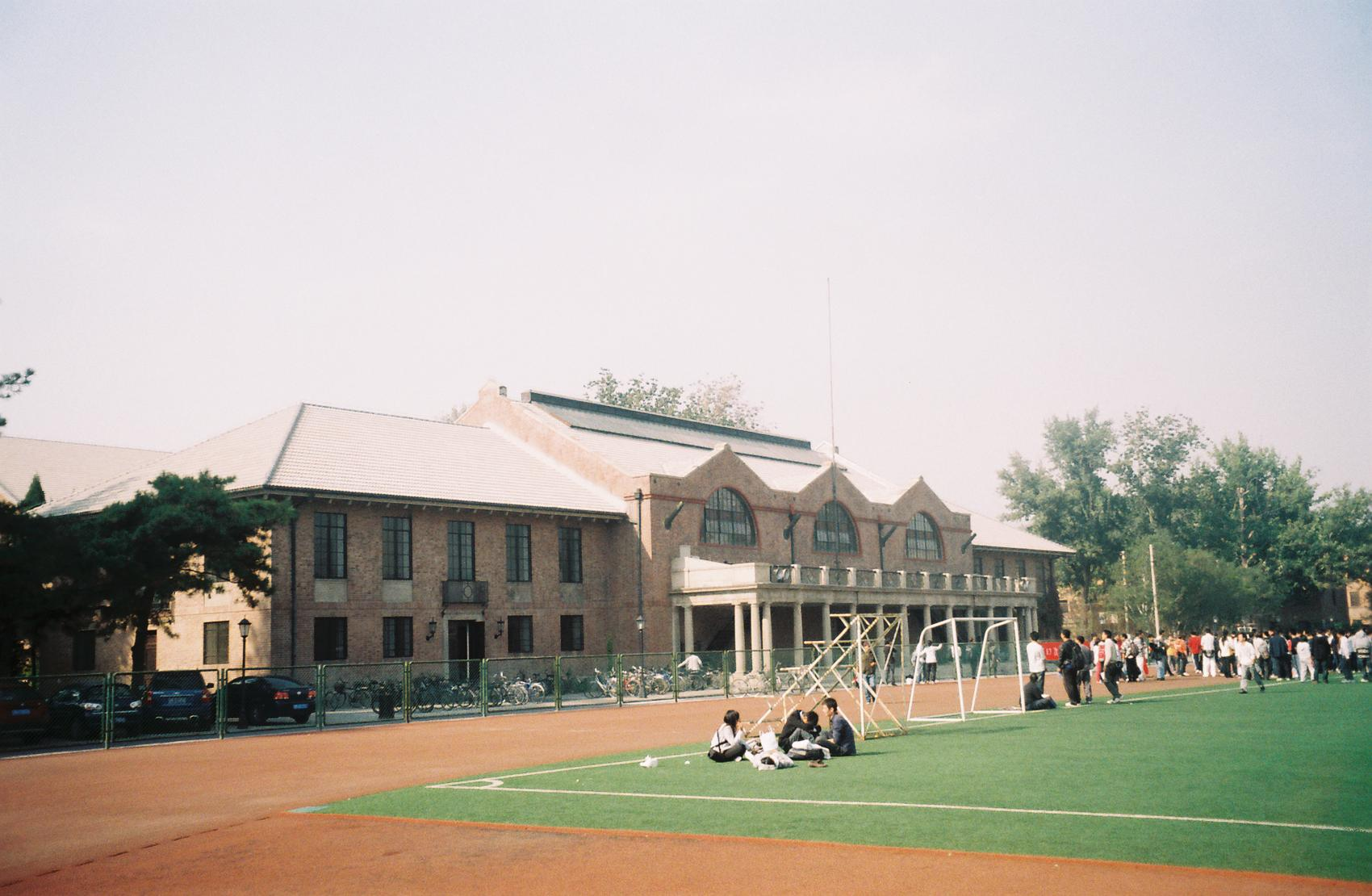
清华大学西区体育馆

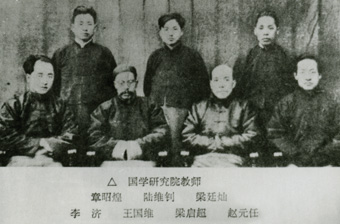
1925年，国学研究院教授合影

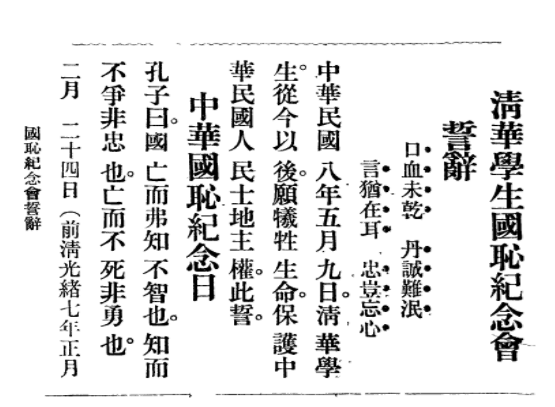
國恥紀念會誓詞

1912年中华民国成立后，裁撤游美学务处，学堂改名为清华学校，分中等科四年、高等科四年共计八年学制。唐国安为第一任校长，周诒春为教務長，在校生约500人，教员30余人，以“培植全材，增进国力”为宗旨培养“领袖人才”。1913年春，近春园、长春园东南隅、水磨村部分地段并入清华大学。1914年10月，美国建筑师墨菲与丹纳为学校规划校园，布置留美预备学校和综合大学。1916年至1920年，建成图书馆、体育馆、科学馆、大礼堂等早期建筑。此期间，经费充足、园林优美，学习环境十分理想。学校强调体育锻炼和强健体魄，设立体操课，午后“强迫运动”，开办童子军训练和军事训练（兵操）；参加菲律宾第一届远东运动会；清华、协和、汇文合办的“三角运动会”为北京最早校际大赛。
1914年11月5日，时任参政院参政梁启超先生在清华学校同方部作的题为“君子”演讲，引述易经中两个象辞“天行健，君子以自强不息”及“地势坤，君子以厚德载物”，对清华学子给予厚望。后来“自强不息、厚德载物”被定为校训。
1913年3月初，唐国安校长病逝，周诒春继任，任内勤勉，增加设备建筑，扩充留美名额，于1918年1月辞职。此后因受到政局變化以及學生反對，直到1931年校长更迭频繁，史称“清华校长更迭风波”。早期先后有范源濂（美国驻华公使反对）、赵国材（代理）、张煜全（被迫辞职）、罗忠诒（学生拒绝）、严鹤龄（代理）、金邦正（离校赴美）、曹云祥（代理）被任命校长。
1924年5月，曹云祥成为正式校长，在任6年中，將清華從中等留美預備學校改辦為綜合性大學，辦學目的也從从派遣留学逐步转为培养本国人才，1925年春成立国学研究院，聘请梁启超、王国维、陈寅恪、赵元任等导师。1925年5月成立大學部，始创四年制本科教育，開始招收大學一年級生，稱為新制生，而留美預備部學生為舊制生，之後清華學校由留美預備部、大學部、國學研究院三個部分組成，並逐步向綜合性大學過渡。至1926年，大學部共成立17個學系，包含中國文學系、西洋文學系、歷史學系、經濟學系、教育心理學系、物理學系、工程學系、體育學系、音樂系等。至此，清华改办大学的初步框架形成。
清华学校的课程、教材等均仿照「美国学堂」，許多教师來自美国。1911年2月，共有17名美籍教师在清華执教，是清华第一批外籍教师，並承担大部分教学工作。外籍教師在清華主导教学工作，一直到大學部創立，許多清华留美生返校服务，中国教师才逐步取代外籍教师的优势地位，成為教师队伍的主角。清华学校的体育、兵操、课外活动等大多模仿美国学校；学校的行政组织形式，比如董事会、评议会、教授会等，也是仿照美国。英语是校內通用语言文字。英国哲学家罗素访问清华时表示：「清华学校恰像一个由美国移植到中国来的大学校」。
1919年5月4日，五四运动爆发，北京城内十多所学校示威游行。清华学生组织演讲、会见公使、致电巴黎和会。9日，校内挂半旗，全体同学在体育馆举行“国耻纪念会”，并焚烧校内日货。共同宣誓“愿牺牲生命，以保护中华民国人民、土地、主权”。“五四”运动后，更多新思潮涌入清华，促进了清华学生的觉醒。1926年3月13日，举行纪念孙中山逝世周年大会，李大钊、陈毅来校演讲。3月18日，北京民众为反日本入侵游行请愿，遭段祺瑞政府打压，開槍掃射學生，是为三·一八惨案，其中清华学生韦杰三牺牲。1927年6月，國學大師王國維憂憤國事，於北京昆明湖自殺，震驚全國。梁啟超亦因病離校就醫。同月教務長張彭春遭反對勢力攻擊而辭職，校園爆發「挽張去惡」風潮，學生遊行要求改造清華，曹雲祥校長被迫接受「教授治校」的治校原則。

### 國立清華大學初期

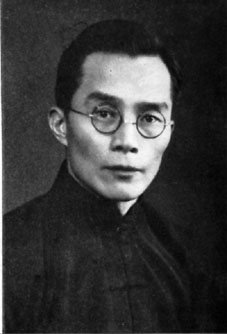
清華大學校長梅貽琦

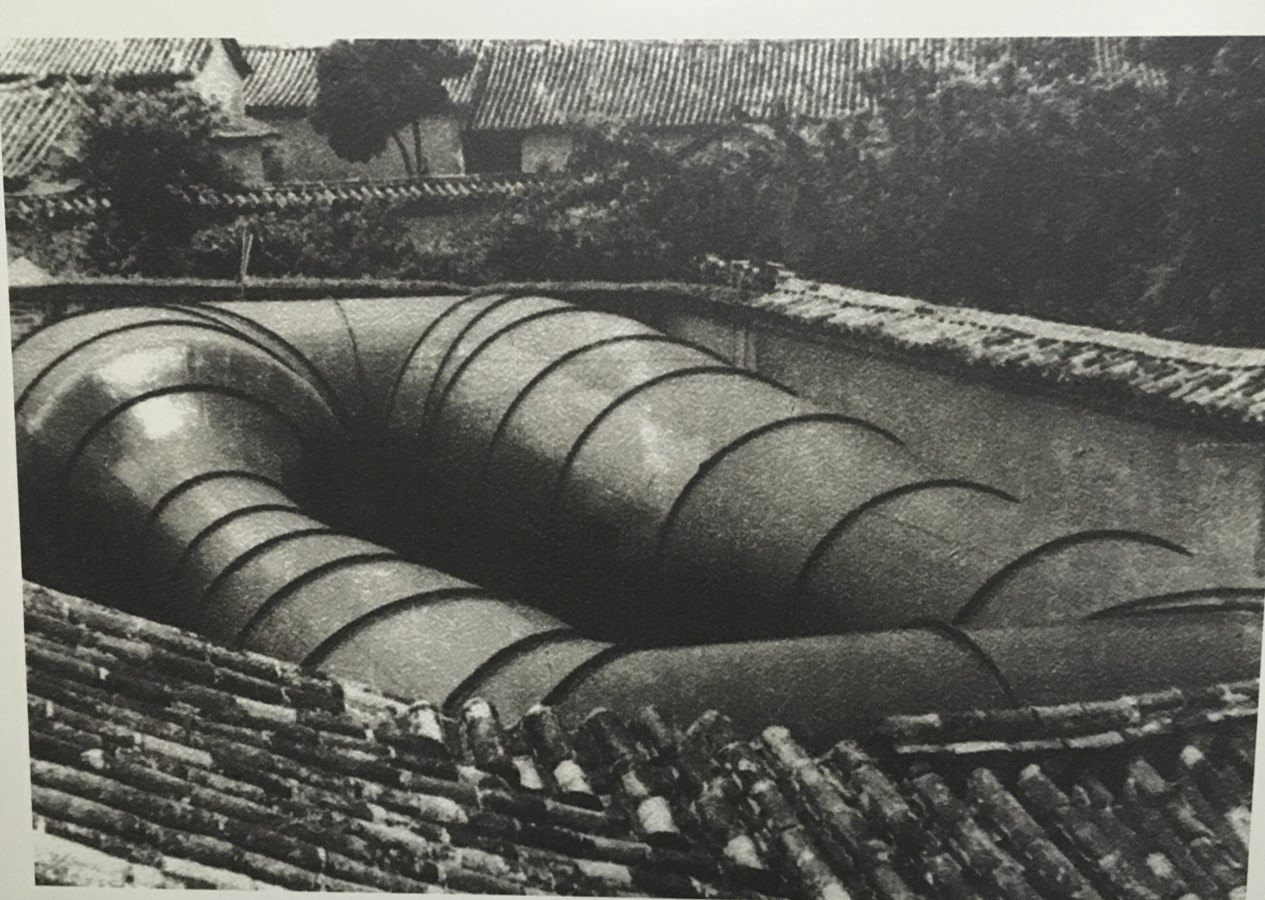
中國第一個航空風洞

1928年，南京国民政府取代北洋政府掌控北京后，任命孫科為清華校長，被孫科婉拒。國民政府遂改派罗家伦为校长，將學校易名為“国立清华大学”。羅家倫於校長就職演講中，提出要四化辦學（廉潔化、學術化、平民化、紀律化），並實行軍營化管理，遭學校師生拒绝。任职期间，罗家伦对学校组织结构大加整改，延請蔣廷黻、張奚若、蕭公權、馮友蘭、張子高等幾十位著名教授。1929年4月，羅家倫因查出清華基金帳目虧空，要求改革，與清華大學董事會發生矛盾，提出辭職。同月，清華大學師生發起解散董事會，回歸教育部管轄運動。5月，清華重归教育部管轄；6月，清華大學董事會解散，清華基金改由中華教育文教基金會保管。成立研究院，先辦文法兩科，次辦理工農科。1929年6月21日，學校在大禮堂舉辦最後一屆留美预备部、国学研究院以及第一屆大學部學生畢業典禮，留美預備部與國學研究院在此年停辦。
1930年5月，中原大戰爆發，蔣介石在北方失勢，北平落入閻錫山之手，校內親閻錫山勢力醞釀“倒羅運動”，再加上羅家倫長期與學校師生意見不合，5月20日請辭離去。閻錫山指派同為山西人的清華校友喬萬選為清華校長，但是遭到清華師生以反對军阀力量把持校政為由，拒絕喬萬選。6月25日，喬萬選企圖以武力接收清华，遭學生阻擋，並簽下「永不任清華校長」承諾書。清華校務暫由校務會議維持，清華進入長達十至十一月的無校長時期。1931年4月，教育部任命吴南轩為校长，然而吴南轩擅自解聘教授，任用私人，携印入城，断绝学校资金并暗示武力解决，引起全校師生不滿，学生护校委员会和教授会迫使教育部将其撤职。
1931年10月14日，梅贻琦被任命为校长，12月3日，在校長就職典禮上提出“所謂大學者，非謂有大樓之謂也，有大師之謂也”的理念，此理念對清華有著深遠的影響。梅贻琦擔任清華校長長達17年，為清華最久任的校長，且对学校建设贡献巨大，确定了清华著名学府地位，被稱為清華永遠的校長。
此時期，梅貽琦大力延聘名師，讓此時的清華園名師雲集，如文學院的馮友蘭、朱自清、聞一多、陳寅恪、吳宓、金岳霖等；理學院的葉企孫、吳有訓、周培源、陳省身、楊武之、黃子卿等；法學院有陳岱孫；工學院有顧毓琇、施嘉煬、劉仙洲、章名濤、任之恭等，體育部還有著名體育教育學家馬約翰。在治校理念上，確立“民主治校原則”，也稱為“教授治校”，清華的教授會、評議會、校務會以及各種專門委員會，多由教授擔任，讓教授能積極參與學校事務。
這些學術大師在清華創造出許多研究成果。在自然科學方面，熊慶來的熊氏無窮數、孫光遠對微分幾何的研究、吳有訓對X射線的研究、趙忠堯對γ射線散射的研究、周培源對流體力學湍流的研究、黃子卿在等張比容測定的研究等，在當時都是中國一流研究；在工程方面，機械系教授王士倬建造中國第一座航空風洞；人文方面，朱自清的散文、聞一多在《詩經》、《楚辭》的研究、俞平伯關於《紅樓夢》的研究、王力在聲韻學、訓詁學的研究等，在學術界影響深遠。

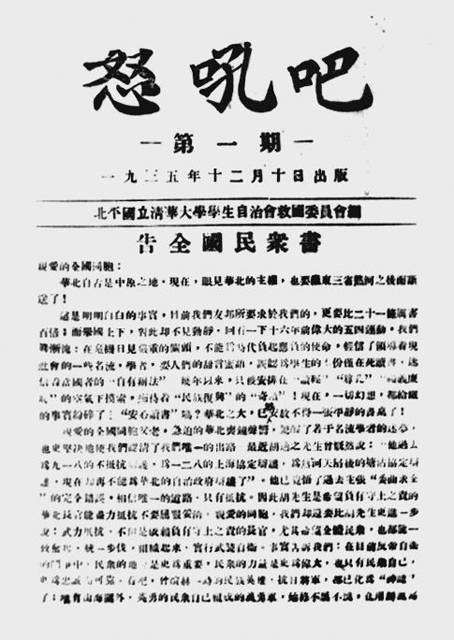
告全国民众书

1935年秋天，在日军危及华北之时，部分清華學生成立学生自治会救国委员会，学生蒋南翔草拟《告全国民众书》，喊出：“华北之大，已经安放不得一张平静的书桌了！”1935年12月9日，一二·九运动爆发，清华大批学生参加运动，高呼“打倒日本帝国主义”、“停止内战、一致抗日”等口号。12月16日，更大规模游行展开。次日，美国《纽约先驱论坛报》头版头条刊登报道：“5000中国人奋起反对日本统治，警察击倒60——北平学生被打，‘贞德’被捕”，其中将清华女学生陆璀誉为“中国的贞德”。
1936年，因日本侵華戰爭，學校於長沙岳麓山興建校舍，並將學校珍貴圖書器材南遷，同時決定籌辦特種研究所。2月19日，參予學生運動的救國會與學校教授會為了上學期期末考試補考問題發生對立，教授集體辭職。22日，由學生會與用功讀書學生組成之護校團發起挽留教授。23日，梅貽琦自南京回校，處分救國會帶頭分子，並慰留所有教授。29日，冀察政務委員長宋哲元派兵進入校園逮捕二十一名左派學運學生，後經校方多方奔走，獲得保釋。12月，西安事變爆發，校園左右派學生對立。28日，由潘光旦教務長宣佈解散校園一切學生運動。

### 抗戰時期

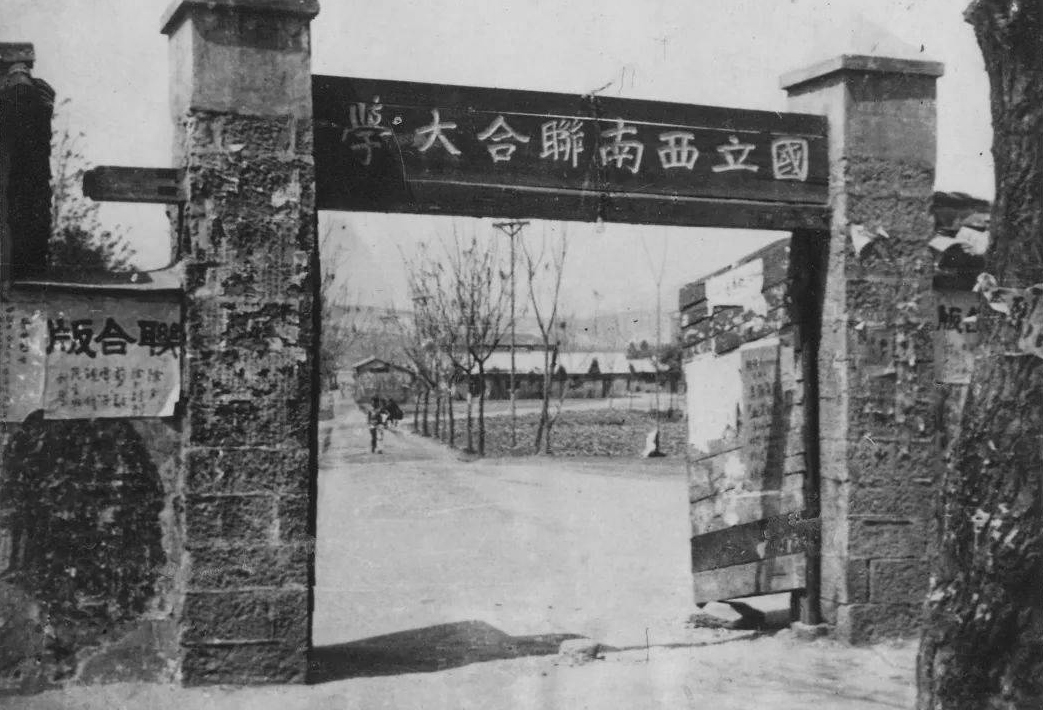
国立西南联合大学校门

1937年發生七七事变，抗日战争全面爆发。8月5日，日軍即佔領清華園。9月10日，清华大學奉令与北京大学、南开大学在长沙组建国立长沙临时大学。10月25日，临大开学，共有文、理、工、法商等四院十七系，文學院另於南岳上課。1938年1月，因戰爭吃緊，決議搬遷至昆明，临大组织师生分三路艰难到达昆明，校名改为国立西南联合大学，梅贻琦任设常务委员会主席。5月4日，联大开课，三校师生在条件极其艰苦的情况下开展教学、科研工作。1939年因戰局吃緊，政府宣布停付庚款。清華農業、航空、無線電、金屬、社會調查五研究所自行設法維持。8月，清華決定恢復文科研究所，設中文、外文、歷史、哲學四部。1940年，因聯大校園屢遭日軍轟炸，教育部命聯大遷川。8月，聯大決定於四川敘永設立分校，命一年級及先修班新生前往上課。11月，為了培養大後方中小學教師，聯大成立師院附設學校。1941年1月，敘永分校開始上課。4月，清華大學成立卅年，師生於昆明舉行紀念會，出版學報紀念專刊。8月，敘永分校結束運作，學生返回昆明。10月，文科研究所於昆明東郊龍泉鎮司家營成立，由馮友蘭教授出任校長。11月，與盟軍合作於昆明成立譯員訓練班，並成立師範學院初級部。联大期间，学生参与青年从军运动，应征飞虎队翻译、入缅作战、参加印度远征军。
联大期間，清华单独设立昆明办事处、研究院、特种研究所。研究院自1939年起逐渐恢复，设有文科、理科、法科3个研究所共12个学部，招收研究生。特种研究所依靠庚款基金利息，拥有农业、航空、无线电、金属、国情普查五个研究所，服务军事研究，研制军用飞机、军事通信，研制出中国第一个电子管。抗战胜利后，各研究所并入相关各系。
戰爭中，清华园遭到严重破坏，建筑物40%以上损坏，各类设备全部损坏，未南迁图书八成被损。1937年夏，清华园陷落後，少量留守教职工成立清华大学保管委员会保护学校。1939年春，日军野战医院152病院进驻清华园。占领期间，以各系馆为伤病住房，以图书馆为治疗室、手术室，以体育馆为马厩，以新南院为妓馆，杀害留守教职工。

### 国立清华大学复员时期

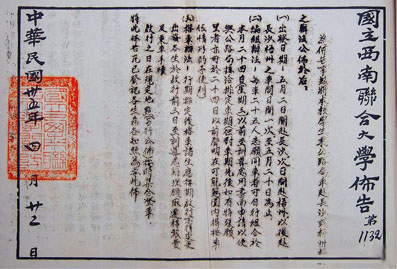
国立西南联合大学有关三校复校的布告

1945年日本投降后，学校开始修缮清华园。次年联大结束，三校复员。清华在战争伤痕下努力恢复发展，1946年2月，部分系所勉強於北平清華園重新復課。5月4日，西南聯大結束，學生依志願分發，入清華者932人，入北大者644人，入南開者65人。三校於昆明立碑紀念八年之艱苦合作。師生陸續北返，只留下師範學院改為國立昆明師範學院。7月，清華中文系教授聞一多遭國民黨特務刺殺，昆明發生學潮，梅校長赴滇解決。10月10日，正式於清華園上課，收集補充圖書儀器設備，並招考新生。1948年，清华大学扩充农学、气象学、法学、航空工程等院系。同年11月24日，在中国人民解放军进攻下，国民政府教育部督学前来谈迁校事宜，并接走清华5位教师。12月13日，解放军进军至西郊，绕开圆明园和清华、燕大，占领丰台。中共中央主席、中共中央军委主席毛泽东指示保护清华、燕京等校。解放军与国军战于学校墙外，不久后国军退守城內。15日，解放军进驻海淀镇，清华园成为最早被解放军占领并宣告解放的國立大學。12月18日，解放军第13兵团政治部张贴布告宣布严加保护学校，阻止抢掠。梅贻琦校长于12月14日因公入城，留在城内，后于21日乘飞机前往南京。12月17日，校务会议推举冯友兰为临时主席，代理主持校务。

### 中華人民共和国建國初期

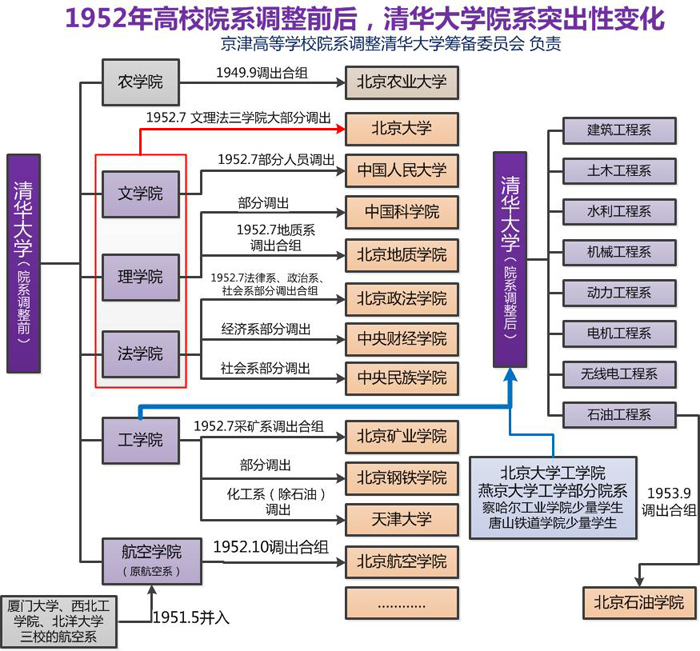
1952年院系调整

1949年1月10日，北平市军管会接管清华，5月4日，成立以叶企孙为主席的校务委员会，主持校务。國立清華大學時任校长梅贻琦赴歐洲，後往紐約。1955年，梅贻琦在中華民國臺灣省新竹市主持国立清华大学在台復校。1990年代以来，臺灣國立清華大學和北京清華大學交往频繁，有“一笔写不出两个清华”的說法，美國許多地區的清華校友會同時為北京清华和新竹清华校友服务。
1950年6月，营建系主任梁思成为新成立的中华人民共和国设计新国徽。1952年，中国高等教育体系仿照苏联社会主义模式进行院系调整，清华法、文、理、农、航空和工学部分院系划归北京大学、北京农业大学、北京航空学院等校，北京大學等校部分工学专业划归清华。清华大学从一所全科目综合类大学变成仅有八个工程系的工程技术大学。这一强制改革把人文教育赶出校园对清华发展造成很大程度的伤害，同一时候的三反五反开始控制教授们思想和学术自由。

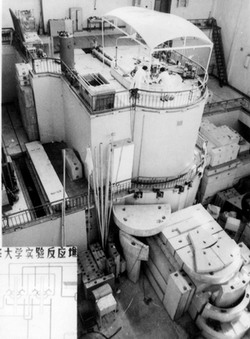
60年代的实验核子反应堆

1953年起，清华着手进行以“学习苏联先进教育经验”为蓝本的教学改革，按计划培养技术人才，从学分制转为学年制，学制延长到6年，建立严格统一的教学大纲，翻译大量苏联教材，加强基础科目，聘请苏联专家，学者教授。1955年后，增设实验核物理、放射性稀有元素工艺学等当时的尖端技术专业，以为工业和国防现代化，尤其是核武器计划储备和培训人才。1958年后，开展教育领域“大跃进”。实行教育与生产劳动相结合、勤工俭学、教育支援农业，清华师生承担了密云水库、中国革命历史博物馆等实践工作，前往上庄公社等地区参加农业、水利、机械等工作。
1957年至1958年春的反右斗争中，清华571人被划右派。清华逐渐形成“又红又专”（政治上忠诚，学术上优秀）的特色，从1953年起率先实行“政治辅导员”制度，让优秀学生党员“双肩挑”（专业学习和政治工作），延续至今。当时的清华被称为“红色工程师的摇篮”。1957年11月29日，蒋南翔校长提出“争取健康地为祖国工作五十年”口号，使得清華学生在德智体全面发展，並激励清华人至今。在马约翰等优秀体育教师带领下，1954年成立体育代表队，在北京市高校运动会上连夺6次男子团体第一和5次女子团体第一。
共和國初期，学校校园不断扩大，原贯穿校园的京张铁路随清华园站东移800米至今五道口处。新建中央主楼、西主楼、东主楼、工程物理系馆、精密仪器系馆（9003大楼）、各类实验室和校办工厂。在昌平新建原子能研究基地（今清华大学核能与新能源技术研究院）。

### 文化大革命時期

正在被拉倒的二校门

清华附中是文革红卫兵激进学生运动的发源地。1966年5月29日晚，一些對舊教育制度不滿的清華附中學生，討論北大聶元梓等七人所貼的大字報，其中一位學生提議以紅衛兵為名字寫大字報，受到其他同學的贊同，中國第一個紅衛兵組織誕生。1966年6月2日，清华大学附属中学红卫兵贴出大字报並在同年8月2號得到中共中央主席毛泽东回信支持。红卫兵开始“破四旧”、“大串联”，将运动推向全国。
1966年6月8日，工作组进驻清华，将各级干部打为“走资派”、“反动学术权威”、“牛鬼蛇神”，13日工作组停止校长蒋南翔的工作並接管清华，批评并压制以蒯大富为首的造反学生。7月，毛泽东回京，形式扭转，不久工作组撤回。1966年8月24日，二校门被红卫兵拉倒，并于次年建立全国第一座大型毛主席塑像。1966年12月19日，经“无产阶级司令部”授意，一统清华“文革”的井冈山兵团成立，蒯大富为第一把手。12月25日，5000多师生开展“反刘少奇、邓小平”游行，即“一二·二五大行动”。1967年4月10日，召开旨在揭露刘少奇的“批斗王光美万人大会”。1967年4月14日，因对文革一系列重大问题存在分歧，井冈山兵团分裂为“兵团总部”（“团派”）和“四一四串联队”（“414派”或“四派”），矛盾日益激烈。5月29日晚，“414派”成立“清华大学井冈山四一四总部”，与“团派”正式对立。“团派”属极端造反派，“414派”属造反派中的保守派。1968年3月，“杨、余、傅事件”后，两派矛盾膨胀，引发清华大学百日大武斗，是北京最为严重的武斗事件，致使18人死亡，1100多人受伤，30多人终身残疾，直接经济损失1000余万元人民幣，全校1萬多名師生紛紛逃離清華。1968年7月27日，中共中央派出工宣队进驻清华。“团派”袭击工宣队工人，导致5人被杀、731人受伤，震动北京城，史称“七·二七事件”，直接导致毛泽东终止全国群众武斗。
1968年底，为“清理阶级队伍”，工宣队进行“人人排队、层层摸底”的高压运动，造成非正常死亡约16人。工宣队被作为北京“六厂二校”典范推广全国。1969年，在江西南昌鲤鱼洲建立试验农场，上千教职工感染血吸虫病，实行“劳动改造”和“思想批判”。直到1976年，工宣队以学军、学农、学工方式来“再教育”和“改造”学生和教职工，采用“两个估计”政策对待知识分子。
1975年，邓小平主持工作后，清华党委副书记刘冰等人写信给毛泽东，斥责清华一二把手迟群、谢静宜飞扬跋扈。这被毛泽东看做“文革”翻案，加以批评，后演变为“教育革命大辩论”。12月，演变为全国性“批邓、反击右倾翻案风”运动，数十万群众和机关干部前来清华“学习”、“参观”，教学工作瘫痪，贴出十万多份大字报。1976年10月，“四人帮”倒台。16日，中共北京市委整顿学校。次年4月29日，刘达任党委书记兼革委会主任，开始整顿领导班子、纠正冤假错案、改善教职工队伍结构，不久后取消革委会。

### 改革開放初期

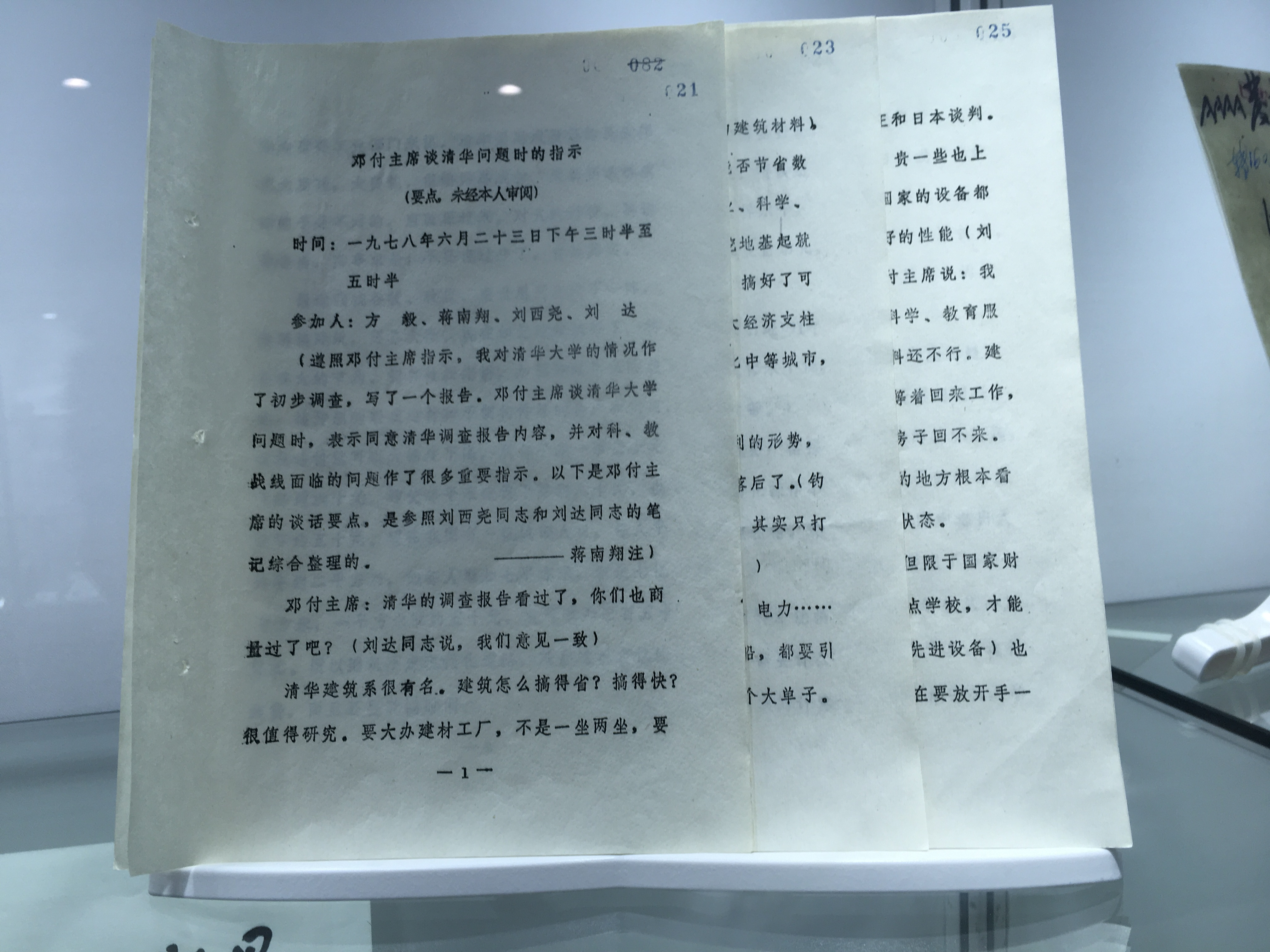
鄧小平聽取清華大學情況匯報紀錄

1978年2月，恢复高考之后招收的800多名新生到校。6月23日，邓小平听取清华大学情况汇报，并指示办重点学校、扩大学校规模。1979年，制定五年制教学计划，更重视基础训练，增加选修课。1981年9月，正式实施计划培养与按学分累计成绩的方法。学校迅速恢复教学、科研能力，1978年恢复招收硕士研究生，1980年开始招收博士研究生，到1982年，在校学生数量超过8800人。1978年-1982年，学校获得各级科技奖、专利奖250项，一批科研项目获得成功，如：新型焊接电弧控制法、紫外曝光精缩机、大规模集成电路、数字式电可控频率捷变系统、20万千瓦大型发电机组电子计算机模拟系统。

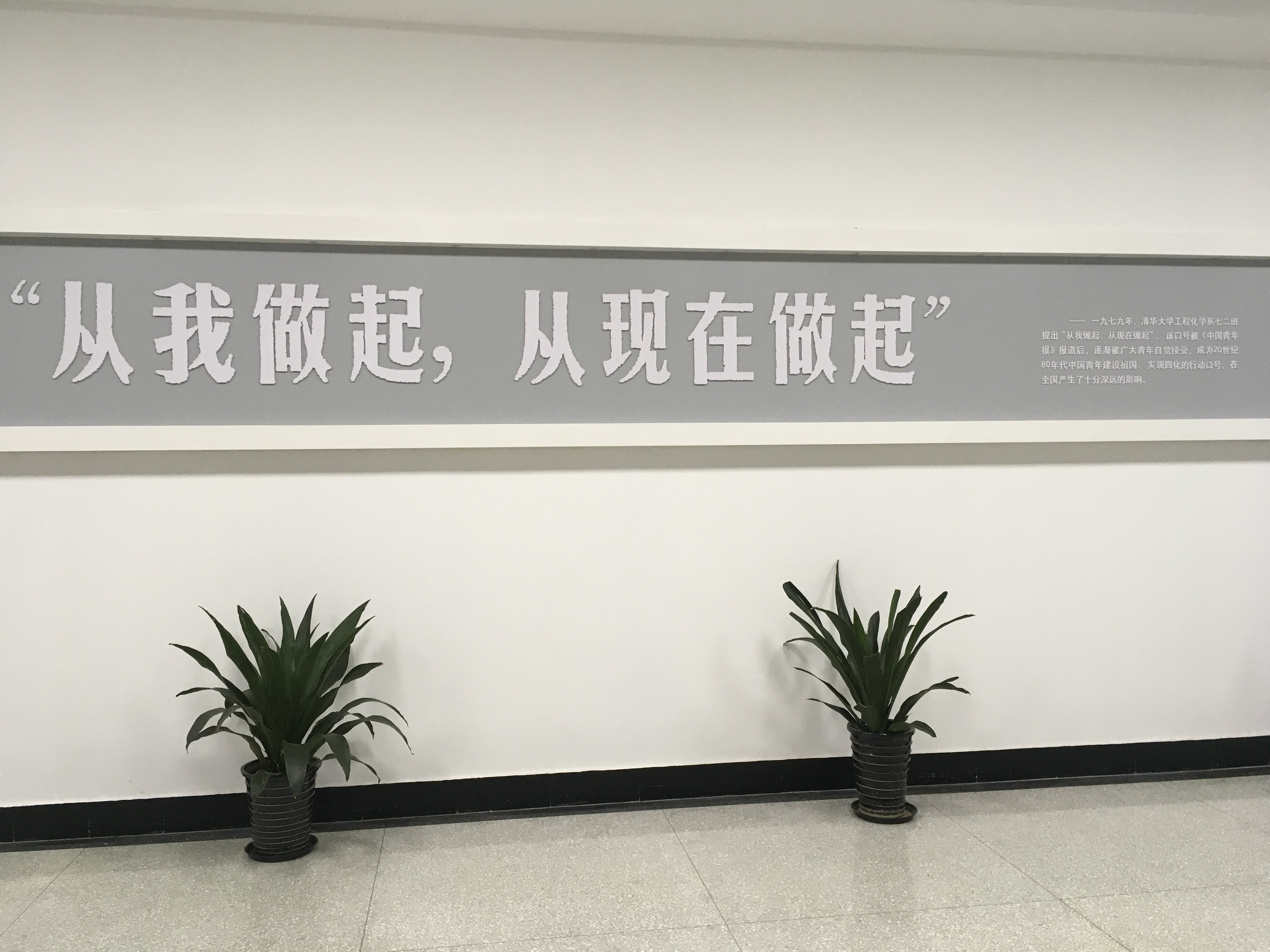
「從我做起，從現在做起」口號牆

1979年5月，化72班团支部综合意见提出“从我做起，从现在做起，为社会主义现代化建设多做贡献”的口号。1980年4月17日的《人民日报》转载化72班口号相关文章；1981年3月20日的《中国青年报》第三次发表社论《为社会主义祖国前途而奋斗是当代青年最崇高的使命和荣誉——从我做起，从现在做起》，介绍化72班事迹。这句口号迅速被传遍全国。

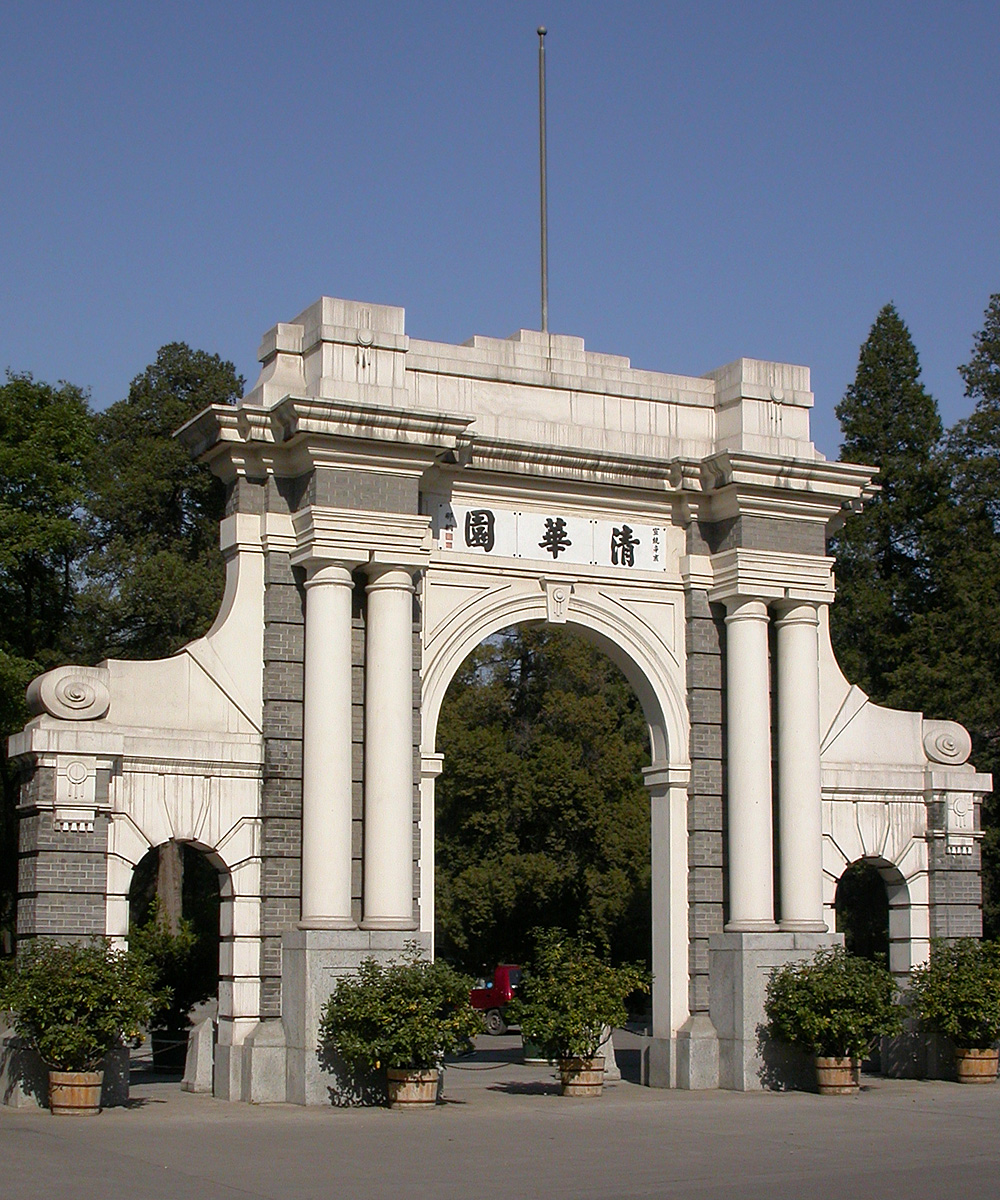
清华大学二校门

1981年10月，校长工作会议决定清华英文译名为“Tsinghua University”。1982年7月，第六次党代会明确办学指导方针为“一个根本、两个中心、三方面结合”。即：学校的根本任务是培养人；学校即是教育中心，又是科学研究中心；教学、科研、生产开发及社会实践相结合。学校的重心逐步从“阶级斗争”转移到教学、科研中。1985年8月，第七次党代会，第一次明确提出建设世界一流大学目标：“从现在起的十年，是把清华大学逐步建设成为世界第一流的、具有中国特色的社会主义大学的重要发展阶段。”
学校陆续撤销绵阳分校、水利系三门峡基地、团河农场、西山林场，并逐步确定“理工结合，文理渗透”的发展策略，逐步增设众多理科、文科、管理学科等类院系。理科方面，1979年成立应用数学系、1982年6月恢復物理系、1984年6月成立生物科学与技术系、1985年10月恢復化学系、1985年12月恢復理学院建制，周光召兼任院長；人文社科方面，1983年7月恢復外语系、1984年4月建立社会科学系、1985年3月恢復中国语言文学系；管理學科方面：1979年成立經濟管理工程系；1984年擴建為经济管理学院，朱鎔基任院長。其他方面，1984年建立研究生院、1985年成立中國第一個繼續教育學院。
1986年12月23日晚6时30分，部分学生因民主主张在大礼堂前聚会，两三千人围观，8时20分左右，近千人出西门进入北大、人大游行。次日，学校广播指出学生行为“是一件严重的错误事件”。26日，北京市出台《北京市关于游行示威的暂行规定》，限定游行流程、秩序。29日，北师大部分学生游行进入人大、清华、北大鼓动游行。
應校友的要求，校方決定拆除毛泽东像，但同時決定在主楼大厅北牆上建立永久性的毛泽东青铜浮雕像，以緬懷毛澤東。1987年8月26日，毛泽东浮雕像揭幕，8月29日，拆除位於原二校門位置的毛主席塑像。1990年3月底，校友会决定校友集资重建二校门，并于1991年80周年校庆前重建完成。
1989年4月15日，前中共中央总书记胡耀邦去世，校内出现挽联、标语及大字报。23日，3000余人集会成立“清华大学和平请愿组织委员会”，24日起罢课。24日，和平请愿组织委员会提出与国务院负责人对话，但最终未赴约。26日，《人民日报》发布社论《必须旗帜鲜明地反对动乱》，学校申明“不赞成罢课”。27日，大量学生出校参与四二七大游行，后得到市民、教职工、报纸的客观认可。5月4日，约1000人参加高自联五四大遊行，并宣布高校复课。13日，部分清华学生参加广场绝食。5月20日，国务院宣布北京戒严，28日，学生参加高自联组织的“全球华人大游行”。6月4日凌晨戒严清场后，学生开始撤离，凌晨3时起，学校派车前往各医院查找，最终查明清华学生在复兴门等处死亡4人，受伤19人。5日，清华下半旗，部分教授、市民参与悼念。7日，校方安排复课。21日，校方要求“高自联”、“工自联”、“筹委会”、“清华人之声”广播台等骨干主动向公安交代情况。
7月10日，校党委召开全校清查清理工作会议。8月1日起，学校在清华核研院召开党政干部会议，学习中共十三届四中全会精神，对此次风波进行反思，之后组织全校师生进行学习。9月22日，清华大礼堂举行平息风波戒严部队英模事迹报告会。1990年开展党员重新登记试点。

### 建設世界一流大學前期

#### 第一个九年（1994—2002年）

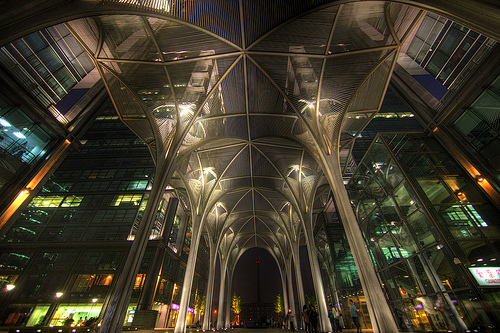
清华科技园

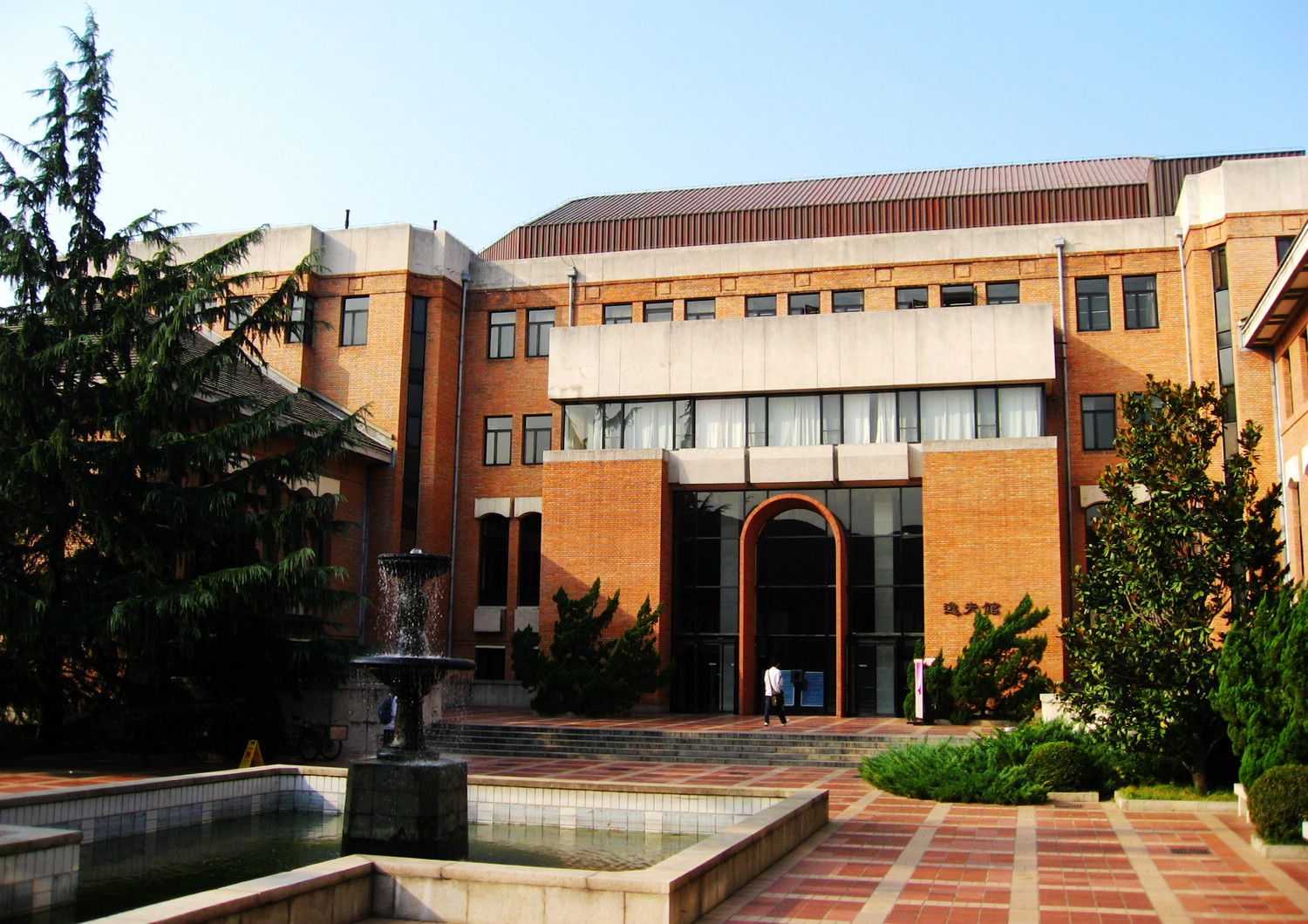
逸夫圖書館

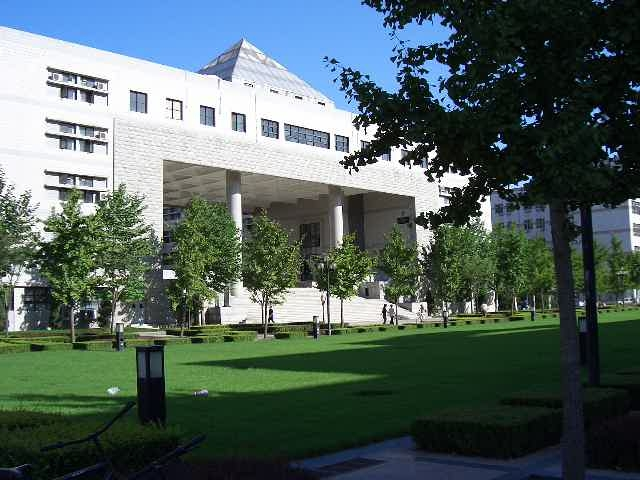
逸夫科技樓

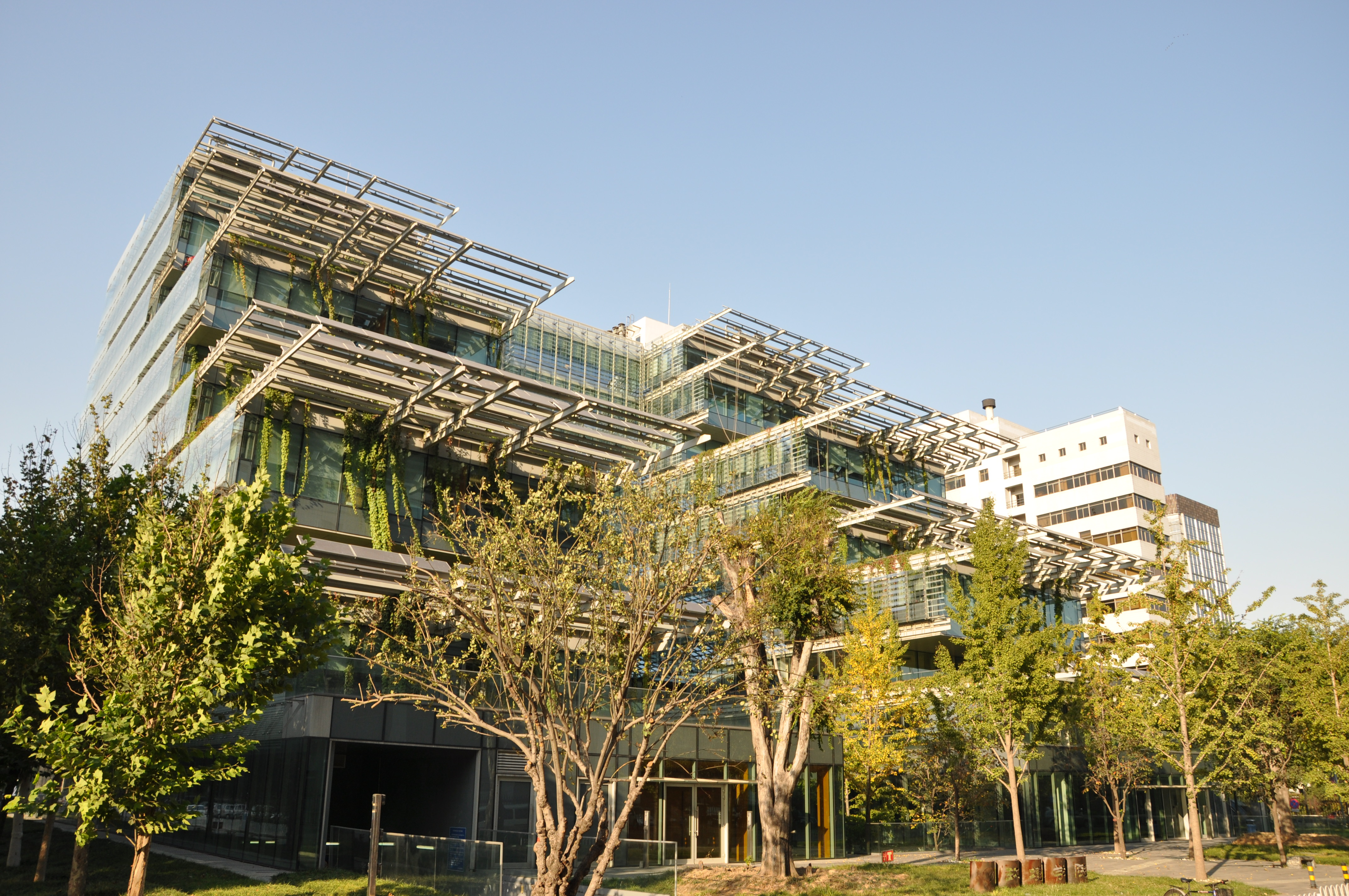
環境節能樓

1990年代是清華建設建设世界一流大学的关键时期，「211工程」的制定開啟建設世界一流大學的序幕，為清華發展帶來極大動力。
1993年2月，中共中央、国务院颁布《中国教育改革和发展纲要》，8月23日，暑期党政干部会上，学校提出：“到2011年，清华大学建校100周年，争取把清华大学建成世界第一流的、具有中国特色的社会主义大学”。1994年，学校制定《清华大学“211工程”整体规划》，1996年9月开始实施，总投资4.6亿元。1995年3月，学校开始制定“九五”事业发展规划，建设目标确定为：「到2000年，清华大学将在人才培养、学科建设、科学研究、管理方面成为国际著名的、处于亚洲前列的大学，部分学科接近或达到世界一流大学的水平，为实现学校总的奋斗目标奠定全面而坚实的基础。」。
1998年5月，江泽民总书记提出建设若干所具有世界先进水平的一流大学目标，国家开始实施“985工程”。8月，清华最终制定《清华大学创建世界一流大学规划（1999-2001）》，即“985”计划，并于2003年通过一期验收。
為了邁向世界一流大學，清華進行部分院系調整。1993年12月恢复人文社会科学学院建制；1994年整合建立信息学院；1996年整合建立机械工程学院；1999年恢复法学院；1999年并入原中央工艺美术学院为美术学院；2000年整合建立土木水利学院建制，同年建立公共管理学院；2001年6月8日，清华大学深圳研究生院挂牌成立，成为清华第一個异地办学实体；2001年建立医学院，同年工业工程专业从精密仪器系分离出来建立工业工程系；2002年建立新闻与传播学院。
科研方面，1999年9月18日，中共中央、国务院、中央军委召开表彰为研制“两弹一星”作出突出贡献的科技专家大会，授予为“两弹一星”事业作出突出贡献的23名科技专家“两弹一星功勋奖章”，其中14位专家曾在清华学习或工作过。
2001年4月29日是清华大学90周年校庆日，海峡两岸的北京清华和新竹清华首次合办校庆。4月22日，北京清华校长王大中率团访问台湾，26日，新竹清华校长刘炯朗率团访问北京。此外，两校之间还举行学生排球友谊赛等诸多庆祝活动。清華的九十周年建校大会在新建成的综合体育馆举行，中共中央总书记、国家主席江泽民、国务院总理朱镕基、中央书记处书记胡锦涛等党和国家领导人出席，海内外及兄弟院校领导、有紧密联系的国内外企业代表、输送优秀生源的中学校长，以及最早为1931年毕业的各级校友出席。江泽民发表讲话，激励青年学子创造时代业绩，建设世界一流大学是中国综合国力的重要体现。

#### 第二个九年（2003—2011年）
2003年初，清华明确“三个九年，分三步走”总体战略，即1994年至2002年，调整结构，初步向综合性研究型大学过渡；2003年至2011年，重点突破，跻身世界一流大学行列；2012年至2020年，整体推进，在总体上达到世界一流大学水平。最终到2050年中国基本实现现代化，争取达到或接近世界著名一流大学的水平。
2003年以来，為了邁向世界一流大學，清華继续進行部分院系調整。2004年在工程力学系、宇航技术研究中心等基础上建立航天航空学院；2006年，与中国协和医科大学紧密合作办学，成立北京協和醫學院—清華大學醫學部；2008年恢复心理学系，同年成立马克思主义学院，邢贲思任院长；2009年成立教育研究院和生命科学学院，同年复建清华国学研究院，由著名哲学家陈来任院长。2011年，成立环境学院。
科技方面，清华开展科研攻关，例如在2003年的非典期间，清华实行封校措施，取消校庆活动，严密控制出校、返校人员，保证师生教学科研安全。同时全校科研机构开展紧急非典科研攻关，生物系饶子和教授领导实验室研究“非典”冠状病毒全基因组蛋白质及相关多肽的大规模表达，环境系、清华同方、深圳清华大学研究院等开展医院垃圾无害化处理和红外线快速体温检测仪器研制生产，并大规模投入使用。清华同方还为附中、附小建设网络教育平台，并对外免费开放远程教育。
然而清華在建設一流大學的同時，也遇到一些困境。學科建設方面，人文學科規模不大，醫學部分一直無法與協和合併；青年教師住房問題長期無法妥善解決；2005年的水木清華BBS事件讓學生與校方嚴重對立，最終學生在校外创办水木社区（“新水”，与校方“旧水”对应）。

### 建设世界一流大学第三个九年与百年校慶
根据清华明确的“三个九年，分三步走”总体战略，2012年至2020年是清华大学建设世界一流大学的第三个九年，战略提出清华大学应整体推进，在总体上达到世界一流大学水平。最终到2050年中国基本实现现代化，争取达到或接近世界著名一流大学的水平。

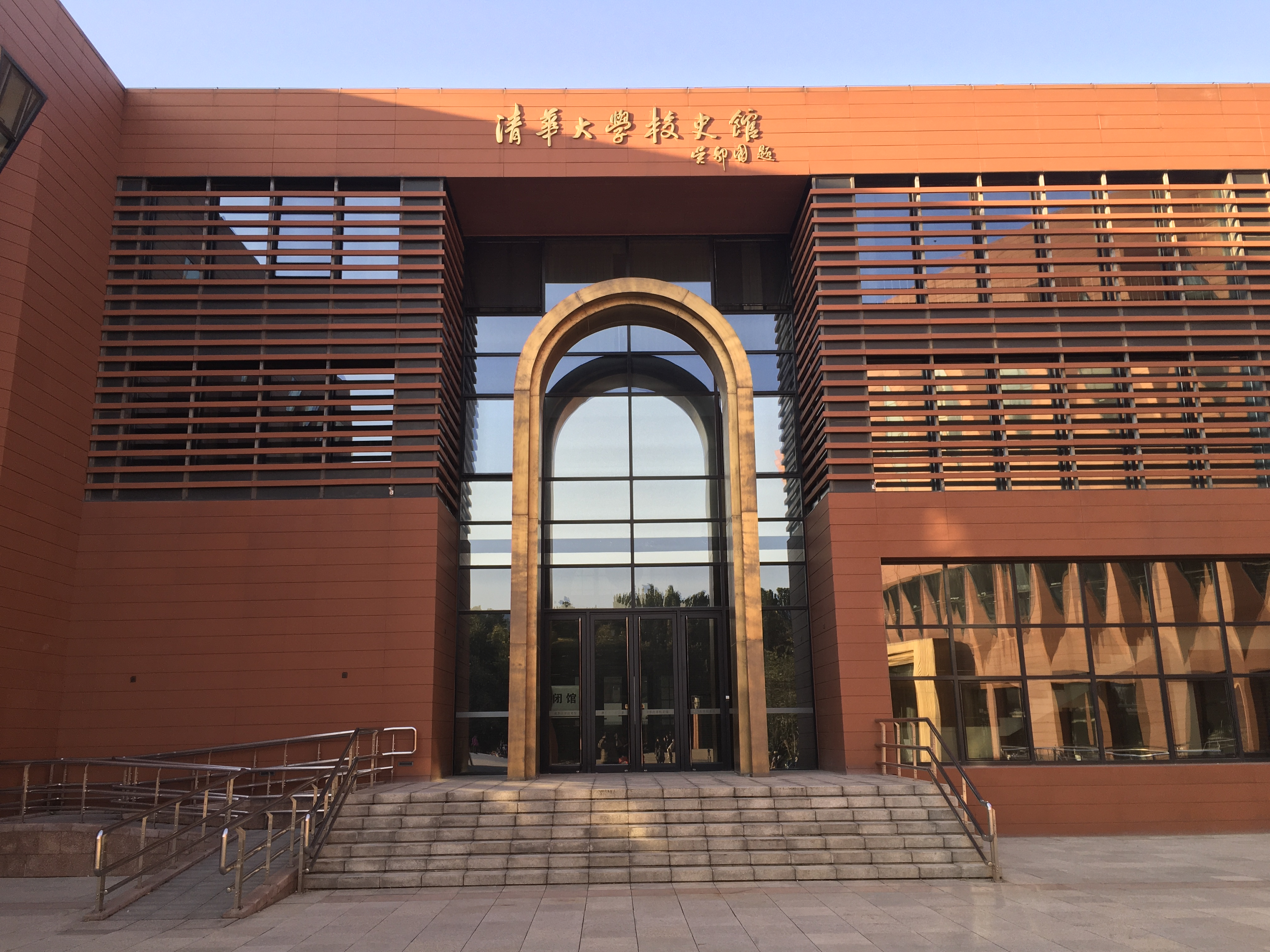
清華大學校史館

2010年，清华在校庆日上宣布启动“百年校庆年”，发布校庆标识，公布校内道路命名方案，开始举办各类学术活动、社会服务、校友互动等。同年7月，北京清华大学和新竹清华大学组成“两岸联合登山队”共同攀登唐古拉山脉中段的各拉丹东雪山。2011年4月24日上午，“庆祝清华大学建校100周年大会”于人民大会堂召开，胡锦涛（1965届水利系校友）、吴邦国（1967届无线电电子学系校友）、温家宝、贾庆林、习近平（1979届工程化学系校友）、李克强等党和国家领导人，北京大学校长周其凤等国内大学代表，耶鲁大学校长莱文等国外大学代表，国内外知名学者代表，台湾新竹清华大学代表团，清华校友代表和师生代表，共8000多人出席大会。校庆前后，胡锦涛、朱镕基（1951届校友、经管学院首任院长）先后回校考察访谈，深圳大运会圣火采集仪式在清华举行，全球130余所大学校长齐聚清华参加“2011大学校长全球峰会暨环太平洋大学联盟第15届校长年会”，世界知名经济学者齐聚清华参加“国际经济学会第16届全球大会”，清华校友、社会人士成立清华新百年发展基金支持清华发展。
百年校庆上，中共中央总书记胡锦涛提出新的建設一流大學計畫，稱為2011计划，與985工程、211工程不同，此計畫取消終身制。百年校庆后，清华又接连入选一系列建设名单，2015年，習近平推出雙一流建設。2016年，985工程、211工程相繼取消。2017年9月21日，教育部公布雙一流建設名單，清華入選為一流大學建設A類高校，並同時有34個學科入選一流學科。2017年12月28日，清华正式发布《“双一流”建设方案》。

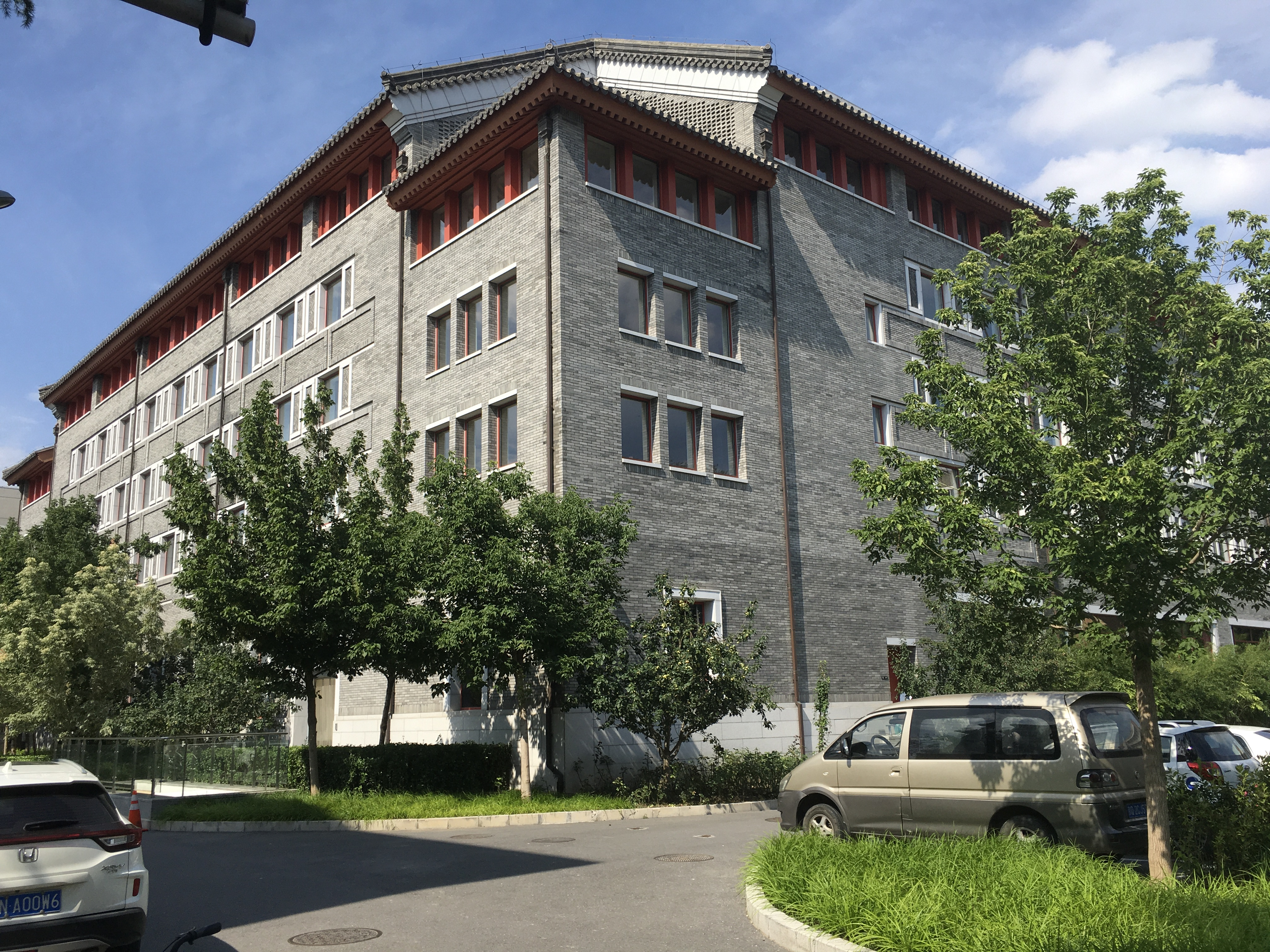
清華大學蘇世民書院

百年校慶之後，清華在辦學上也同样有所突破，2012年，中国人民银行研究生部并入成为清华大学五道口金融学院，成立人文学院、社会科学学院、材料学院。2013年4月，美国黑石集团董事长苏世民宣布向清华大学个人捐赠1亿美元，并筹集2亿美元创建“清华大学苏世民学者项目”，2015年6月18日，清华大学與美国华盛顿大学和微软公司合作创建全球创新学院，这是中国大學第一次到美国办学，建立第一个实体校区和教育科研平台，同年，成立药学院。2016年成立專門培養未來的世界領導者的蘇世民書院，並招收第一屆學生。2018年，成立人工智能研究院；与香港大学签约合办本科双学位课程，2019年，成立天文系、车辆与运载学院；与香港中文大学签约合办本科双学位课程，2020年，成立清华大学万科公共卫生与健康学院、清华大学人工智能国际治理研究院、清华大学智能产业研究院。2021年，成立清华大学求真书院；成立清华大学集成电路学院；建立通用人工智能实验班；成立清华大学北京市中医药交叉研究所；成立清华大学健康中国研究院；成立清华大学碳中和研究院；成立清华大学-中国长江三峡集团有限公司气候变化治理机制与绿色低碳转型战略联合研究中心；入选国家智能社会治理实验基地教育特色基地。成立清华大学-中国电子数据治理工程联合研究院。2022年，组建清华大学闻泰科技工业与车规半导体芯片联合研究中心；成立为先书院。

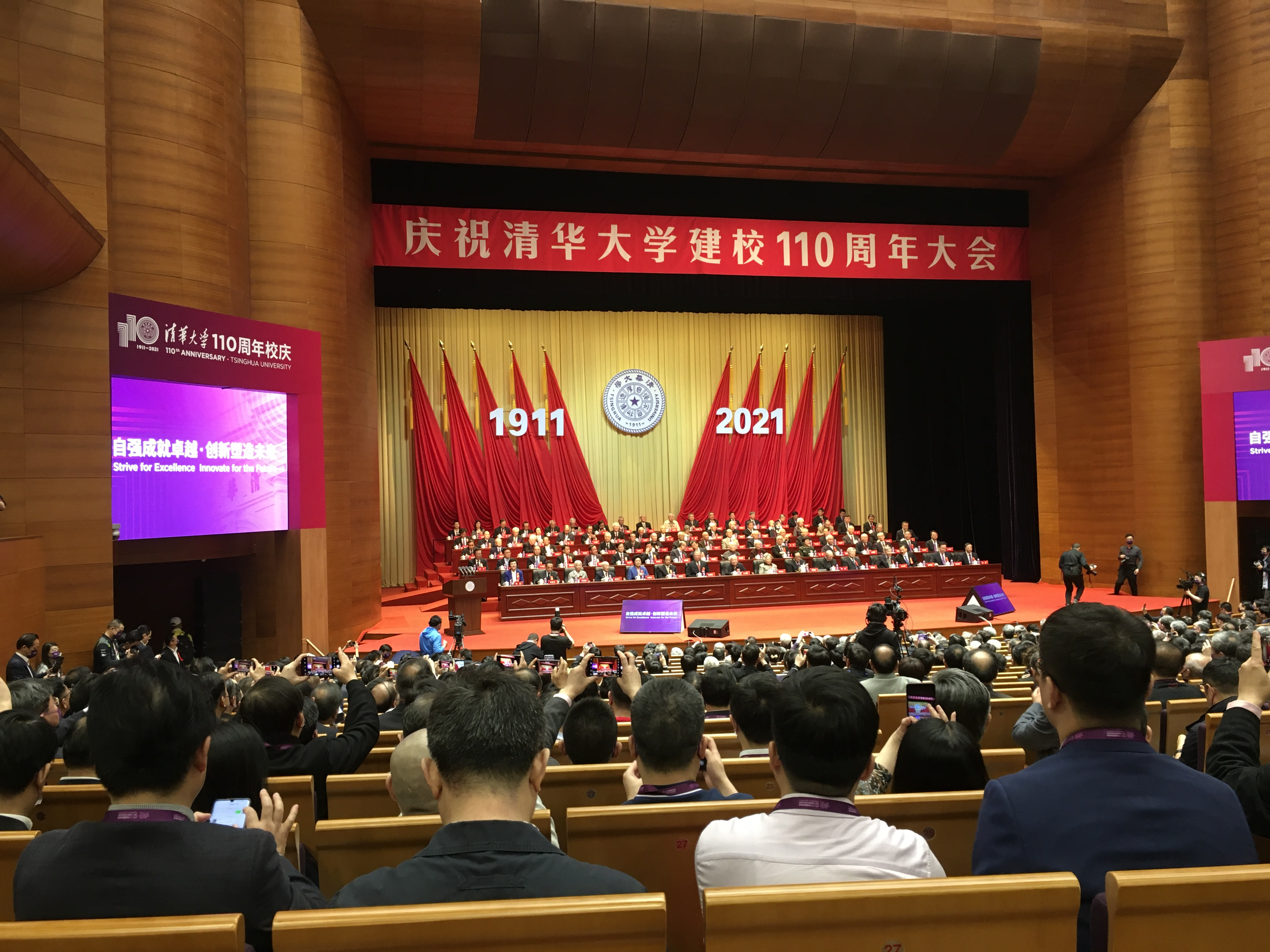
110週年大會

百年校慶之後，清華在教學上進行一些改革。2014年12月，清华大学成立本科生课程咨询委员会（简称课咨委），成为中国大陆第一个学生参与学校教学管理的学生组织。2015年7月8日正式成立的清华大学教学委员会，就在委员会章程中规定，对于涉及本科生的决议，应该通过课咨委征求学生意见。2015年，進行学分绩改革，此年入學的本科生和研究生新生開始，學期成績從百分制改為等級制，在選課制度上，执行“候选队列”方案，取消退课费，並延長退課時間，讓選課更有彈性，降低學生壓力。2017年開始，清華實施大類招生與大類培養，將原本的本科專業分為16個大類，目的是打破學科界限，培養交叉復合型人才。2018年起，本科生中开设“写作与沟通”必修课程，以提升学生的写作能力、沟通能力、逻辑思维和批判性思维能力。成立语言教学中心，以提升学生用非母语交流的能力，並從2019年開始，第二外语成为本科生的必修课。

## 办学概況

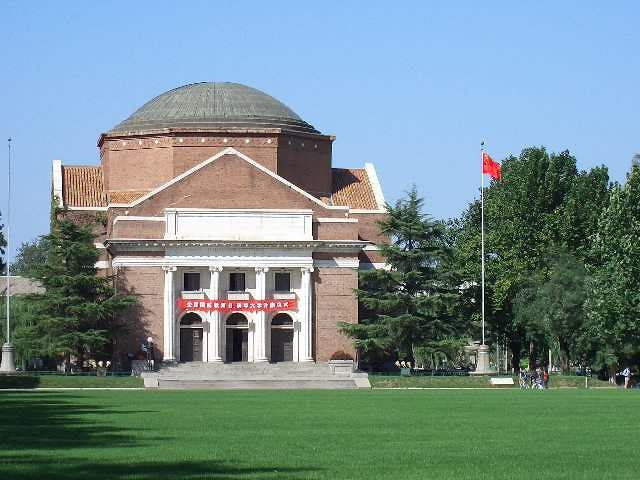
清华大礼堂

清华大学是中华人民共和国教育部直属高等学校，名列211工程、985工程、一流A類大学。被公认为是中国大陆最出色的高等学府之一。
传统上，清华大学为文理并重。1952年院系调整后，文理科移出，成為一所工科強勢的學校。改革開放以後，開始致力于建设多学科的综合性大学，在保持工程领域的优势的形势下，其理、商、法、新闻、管理、生物、艺术等类专业進入世界前百。近几十年来，清华大学常被比喻为中国的麻省理工学院，但是在2017年，根據《美国新闻与世界报导》的世界大學排名，清華大學在工科領域（機械、航天、土木、電子電機）以及計算機科學排名世界第一，超越麻省理工学院、史丹佛大學等名校。
对高中毕业生来说，清华是中国大陆竞争最激烈的两所学校之一，與北京大學並稱清北，每年只有中国各省市高考成绩最优秀的高中毕业生才有机会被清华录取。清华大学的本科生毕业后相当一部分到美国的院校攻读博士学位，在2006年，清华是获得美国院校博士学位最多的本科生生源院校。
清华大学也是国家工程科研的重要中心之一，在航空航天、信息产业、计算科学、核物理、应用物理、生命科技等众多领域不断创造国家顶尖技术。

### 学科
截至2022年8月，清華大學現有21個學院、59個系，包含建筑、土木水利、环境、机械、航天航空、信息、理学、生命科学、医学、藥學、公衛、经管、人文、社科、法学、美术、公管、新闻、马克思主义、金融、材料等。本科專業共有有88個，第二學士學位18個，碩士專業有66個，博士專業則有有60個。清華入選雙一流學科分別是法學、政治學、馬克思主義理論、數學、物理學、化學、生物學、力學、機械工程、儀器科學與技術、材料科學與工程、動力工程及工程熱物理、電氣工程、信息與通信工程、控制科學與工程、計算機科學與技術、建築學、土木工程、水利工程、化學工程與技術、核科學與技術、環境科學與工程、生物醫學工程、城鄉規劃學、風景園林學、軟體工程、管理科學與工程、工商管理、公共管理、設計學、會計與金融、經濟學和計量經濟學、統計學與運籌學、現代語言學等34個學科。
- 院系专业[297]

| 本科专业                               | 学院（系）                       | 本科专业                           | 学院（系）                       |
| -------------------------------------- | -------------------------------- | ---------------------------------- | -------------------------------- |
| 建筑学                                 | 清华大学建筑学院                 | 经济学                             | 清华大学社会科学学院             |
| 城乡规划                               | 清华大学建筑学院                 | 社会学                             | 清华大学社会科学学院             |
| 风景园林                               | 清华大学建筑学院                 | 国际政治                           | 清华大学社会科学学院             |
| 建筑环境与能源应用工程                 | 清华大学建筑学院                 | 国际政治（国际事务与全球治理方向） | 清华大学社会科学学院             |
| 土木工程                               | 清华大学土木水利学院             | 心理学                             | 清华大学社会科学学院             |
| 工程管理                               | 清华大学土木水利学院             | 政治学与行政学                     | 清华大学社会科学学院             |
| 交通工程                               | 清华大学土木水利学院             | 哲学                               | 清华大学人文学院、日新书院       |
| 水利水电工程                           | 清华大学土木水利学院             | 历史学                             | 清华大学人文学院、日新书院       |
| 水利科学与工程                         | 清华大学土木水利学院             | 汉语言文学                         | 清华大学人文学院、日新书院       |
| 土木、水利与海洋工程                   | 清华大学土木水利学院             | 科学史                             | 清华大学人文学院                 |
| 环境工程                               | 清华大学环境学院                 | 英语                               | 清华大学人文学院                 |
| 环境工程（全球环境国际班）             | 清华大学环境学院                 | 英语（世界文学与文化实验班）       | 清华大学人文学院                 |
| 给排水科学与工程                       | 清华大学环境学院                 | 日语                               | 清华大学人文学院                 |
| 测控技术与仪器                         | 清华大学机械工程学院、为先书院   | 法学                               | 清华大学法学院                   |
| 机械工程                               | 清华大学机械工程学院             | 法学（国际班）                     | 清华大学法学院                   |
| 机械工程（实验班）                     | 清华大学机械工程学院             | 新闻学                             | 清华大学新闻与传播学院           |
| 微机电系统工程                         | 清华大学机械工程学院             | 马克思主义理论                     | 清华大学马克思主义学院、日新书院 |
| 车辆工程                               | 清华大学机械工程学院             | 广告学                             | 清华大学美术学院                 |
| 车辆工程（车身方向）                   | 清华大学机械工程学院             | 艺术史论                           | 清华大学美术学院                 |
| 工业工程                               | 清华大学机械工程学院             | 动画                               | 清华大学美术学院                 |
| 统计学                                 | 清华大学机械工程学院             | 绘画                               | 清华大学美术学院                 |
| 能源与动力工程                         | 清华大学机械工程学院             | 雕塑                               | 清华大学美术学院                 |
| 能源与动力工程                         | 清华大学航天航空学院             | 摄影                               | 清华大学美术学院                 |
| 工程力学                               | 清华大学航天航空学院             | 中国画                             | 清华大学美术学院                 |
| 航空航天工程                           | 清华大学航天航空学院             | 艺术设计学                         | 清华大学美术学院                 |
| 航空航天工程（飞行学员班）             | 清华大学航天航空学院             | 视觉传达设计                       | 清华大学美术学院                 |
| 电气工程及其自动化                     | 清华大学电机工程与应用电子技术系 | 环境设计                           | 清华大学美术学院                 |
| 电气工程及其自动化（能源互联网国际班） | 清华大学电机工程与应用电子技术系 | 产品设计                           | 清华大学美术学院                 |
| 电子信息科学与技术                     | 清华大学信息科学技术学院         | 服装与服饰设计                     | 清华大学美术学院                 |
| 电子信息工程                           | 清华大学信息科学技术学院         | 公共艺术                           | 清华大学美术学院                 |
| 电子科学与技术                         | 清华大学信息科学技术学院         | 工艺美术                           | 清华大学美术学院                 |
| 微电子科学与工程                       | 清华大学信息科学技术学院         | 数字媒体艺术                       | 清华大学美术学院                 |
| 自动化                                 | 清华大学信息科学技术学院         | 艺术与科技                         | 清华大学美术学院                 |
| 软件工程                               | 清华大学信息科学技术学院         | 陶瓷艺术设计                       | 清华大学美术学院                 |
| 计算机科学与技术                       | 清华大学信息科学技术学院         | 工业设计                           | 清华大学美术学院                 |
| 计算机科学与技术（计算机科学实验班）   | 清华大学交叉信息研究院           | 药学                               | 清华大学药学院                   |
| 人工智能                               | 清华大学交叉信息研究院           | 生物医学工程                       | 清华大学医学院、为先书院         |
| 工程物理                               | 清华大学工程物理系               | 临床医学（八年制）                 | 清华大学医学院                   |
| 工程物理（能源实验班）                 | 清华大学工程物理系               | 临床医学                           | 北京协和医学院—清华大学医学部    |
| 核工程与核技术                         | 清华大学工程物理系               | 政治学、经济学与哲学               | 清华大学新雅书院                 |
| 高分子材料与工程                       | 清华大学化学工程系               | 智能工程与创意设计                 | 清华大学新雅书院                 |
| 化学工程与工业生物工程                 | 清华大学化学工程系               | 理论与应用力学（钱学森力学班）     | 清华大学行健书院                 |
| 材料科学与工程                         | 清华大学材料学院、为先书院       | 化学                               | 清华大学理学院化学系             |
| 数学与应用数学                         | 清华大学理学院数学科学系         | 化学生物学                         | 清华大学理学院化学系             |
| 数学与应用数学                         | 清华大学致理书院                 | 化学生物学（药学方向）             | 清华大学探微书院                 |
| 信息与计算科学                         | 清华大学致理书院                 | 生物科学                           | 清华大学生命科学学院             |
| 数理基础科学                           | 清华大学致理书院                 | 生物技术                           | 清华大学生命科学学院             |
| 物理学                                 | 清华大学致理书院                 | 行政管理                           | 清华大学公共管理学院             |
| 化学                                   | 清华大学致理书院                 | 信息管理与信息系统                 | 清华大学经济管理学院             |
| 化学生物学                             | 清华大学致理书院                 | 经济与金融                         | 清华大学经济管理学院             |
| 生物科学                               | 清华大学致理书院                 | 会计学                             | 清华大学经济管理学院             |
| 数学与应用数学（英才计划）             | 清华大学求真书院                 | 工商管理                           | 清华大学经济管理学院             |
| 数学与应用数学（领军计划）本博贯通     | 清华大学求真书院                 | 金融学                             | 清华大学经济管理学院             |
| 数理基础科学                           | 清华大学理学院物理系             | 金融学                             | 清华大学经济管理学院             |
| 物理学                                 | 清华大学理学院物理系             | 经济学（学堂班）                   | 清华大学经济管理学院             |
| 应用物理学                             | 清华大学理学院物理系             | 经济学（学堂班）                   | 清华大学经济管理学院             |

- 双学士学位及交叉培养项目[297]

| 项目名称                                  | 学院（系）                               |
| ----------------------------------------- | ---------------------------------------- |
| 计算机与金融                              | 清华大学计算机科学与技术系，经济管理学院 |
| 数理基础科学+建筑环境与能源应用工程       | 清华大学未央书院                         |
| 数理基础科学+土木水利与海洋工程           | 清华大学未央书院                         |
| 数理基础科学+环境工程                     | 清华大学未央书院                         |
| 数理基础科学+机械工程                     | 清华大学未央书院                         |
| 数理基础科学+测控技术与仪器               | 清华大学未央书院                         |
| 数理基础科学+能源与动力工程               | 清华大学未央书院                         |
| 数理基础科学+工业工程                     | 清华大学未央书院                         |
| 数理基础科学+电气工程及其自动化           | 清华大学未央书院                         |
| 数理基础科学+微电子科学与工程             | 清华大学未央书院                         |
| 数理基础科学+工程物理                     | 清华大学未央书院                         |
| 数理基础科学+材料科学与工程               | 清华大学未央书院                         |
| 数理基础科学+软件工程                     | 清华大学未央书院                         |
| 化学生物学+环境工程                       | 清华大学探微书院                         |
| 化学生物学+给排水科学与工程               | 清华大学探微书院                         |
| 化学生物学+化学工程与工业生物工程         | 清华大学探微书院                         |
| 化学生物学+高分子材料与工程               | 清华大学探微书院                         |
| 化学生物学+生医工程                       | 清华大学探微书院                         |
| 理论与应用力学+土木水利与海洋工程         | 清华大学行健书院                         |
| 理论与应用力学+车辆工程                   | 清华大学行健书院                         |
| 理论与应用力学+航空航天工程               | 清华大学行健书院                         |
| 理论与应用力学+能源与动力工程（烽火班）   | 清华大学行健书院                         |
| 理论与应用力学+能源与动力工程（航空航天） | 清华大学行健书院                         |
| 中外文化综合班                            | 清华大学人文学院外国语言文学系           |

### 师生

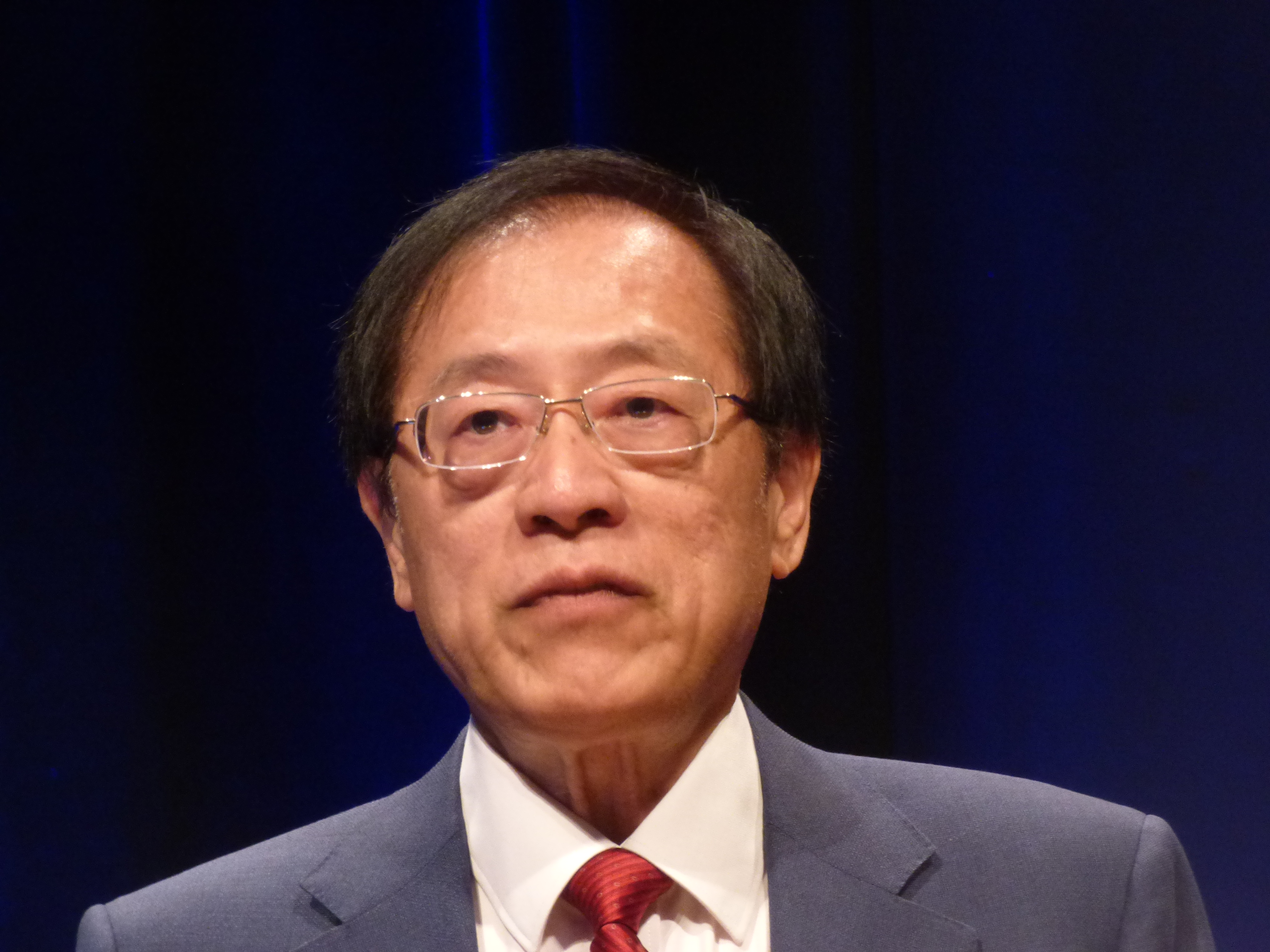
姚期智，图灵奖得主

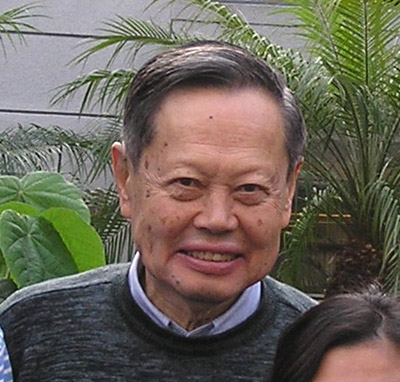
杨振宁，物理诺贝尔奖得主

截至2022年8月31日，清華在校生共有59270人，其中本科生16320人（国际生946人），硕士生22423人（国际生1659人），博士生20527人（国际生467人）。清華的港澳台侨学生共1001人。清華大學國際化程度高，留學生數量居中國高校前列，留學生共有3440名，其中本科生41%、硕士生28%、博士生8%、交換生15%、中文進修生8%，分別來自126个国家，其中韩国、美国、德国、日本、法国、加拿大、巴基斯坦、马来西亚、新加坡、泰国、澳大利亚、英国、伊朗、印尼的留学生人数居前十四位。
截至2022年8月31日，清華的教職員工共有16270人，其中教师3803人、职工9695人、博士后在站2772人，在職教師中，有诺贝尔奖获得者1名（杨振宁）、图灵奖获得者1名（姚期智），中国科学院院士54人，中国工程院院士38人。

### 教学科研机构
清華大學共有21个学院、59个系，是擁有理学、工学、医学、文学、历史学、哲学、法学、经济学、管理学、教育学、艺术学等学科的综合性研究型大学。
| 学院             | 系                 | 系馆           | 学院           | 系               | 系馆           | 学院           | 系             | 系馆           |
| ---------------- | ------------------ | -------------- | -------------- | ---------------- | -------------- | -------------- | -------------- | -------------- |
| 建築學院         | 建築系             | 梁𨱇琚樓       | 美术学院       | 藝術史論系       | 美术学院大楼   | 航天航空学院   | 航空宇航工程系 | 蒙民伟科技大楼 |
| 建築學院         | 城市規劃系         | 梁𨱇琚樓       | 美术学院       | 工業設計系       | 美术学院大楼   | 航天航空学院   | 工程力學系     | 蒙民伟科技大楼 |
| 建築學院         | 建築技術科學系     | 梁𨱇琚樓       | 美术学院       | 环境艺术设计系   | 美术学院大楼   | 机械工程学院   | 機械工程系     | 李兆基科技大楼 |
| 建築學院         | 景觀学系           | 梁𨱇琚樓       | 美术学院       | 陶瓷藝術設計系   | 美术学院大楼   | 机械工程学院   | 基礎訓練中心   | 李兆基科技大楼 |
| 社会科学学院     | 社會學系           | 熊知行楼       | 美术学院       | 視覺傳達設計系   | 美术学院大楼   | 机械工程学院   | 车辆与运载学院 | 李兆基科技大楼 |
| 社会科学学院     | 心理學系           | 伟清楼         | 美术学院       | 服裝藝術設計系   | 美术学院大楼   | 机械工程学院   | 精密儀器系     | 曾宪梓楼       |
| 社会科学学院     | 政治学系           | 明齋           | 美术学院       | 信息藝術設計系   | 美术学院大楼   | 机械工程学院   | 能動工程系     | 动力机械馆     |
| 社会科学学院     | 國際關係學系       | 明齋           | 美术学院       | 工藝美術系       | 美术学院大楼   | 机械工程学院   | 工業工程系     | 舜德楼         |
| 社会科学学院     | 經濟學研究所       | 明齋           | 美术学院       | 繪畫系           | 美术学院大楼   | 人文学院       | 中国语言文学系 | 蒙民伟人文楼   |
| 经济管理学院     | 會計系             | 伟伦楼         | 美术学院       | 雕塑系           | 美术学院大楼   | 人文学院       | 哲学系         | 蒙民伟人文楼   |
| 经济管理学院     | 經濟系             | 伟伦楼         | 理学院         | 數學系           | 理科楼         | 人文学院       | 历史系         | 蒙民伟人文楼   |
| 经济管理学院     | 金融系             | 伟伦楼         | 理学院         | 物理系           | 理科楼         | 人文学院       | 科学史系       | 蒙民伟人文楼   |
| 经济管理学院     | 市場營銷系         | 伟伦楼         | 理学院         | 化學系           | 何添楼         | 人文学院       | 外国语言文学系 | 文南楼         |
| 经济管理学院     | 组织管理系         | 伟伦楼         | 理学院         | 地球系统科学系   | 蒙民伟科技大楼 | 医学院         | 基础醫學系     | 医学科学楼     |
| 经济管理学院     | 创业战略系         | 伟伦楼         | 理学院         | 天文系           | 蒙民伟科技大楼 | 医学院         | 生物醫學工程系 | 医学科学楼     |
| 经济管理学院     | 管理科学系         | 伟伦楼         | 土木水利學院   | 土木工程系       | 何善衡楼       | 医学院         | 臨床醫學院     | 医学科学楼     |
| 信息科學技術學院 | 電子工程系         | 罗姆楼         | 土木水利學院   | 建设管理系       | 何善衡楼       | 药学院         | 药学院         | 医学科学楼     |
| 信息科學技術學院 | 集成电路学院       | 东主楼         | 土木水利學院   | 水利水電工程系   | 新水利馆       | 衛健學院       | 衛健學院       | 明理樓         |
| 信息科學技術學院 | 計算機科學与技术系 | 东主楼         | 环境学院       | 環境工程系       | 环境节能楼     | 材料学院       | 材料学院       | 逸夫技术科学楼 |
| 信息科學技術學院 | 軟件學院           | 东主楼         | 环境学院       | 環境科學系       | 环境节能楼     | 生命科学学院   | 生命科学学院   | 生命科学馆     |
| 信息科學技術學院 | 自動化系           | 中央主楼       | 环境学院       | 環境規劃與管理系 | 环境节能楼     | 電機工程系     | 電機工程系     | 西主楼         |
| 信息科學技術學院 | 信息国家研究中心   | 信科大楼       | 新闻与传播学院 | 新闻与传播学院   | 宏盟楼         | 工程物理系     | 工程物理系     | 刘卿楼         |
| 信息科學技術學院 | 網絡研究院         | 中央主楼       | 法学院         | 法学院           | 明理楼         | 化學工程系     | 化學工程系     | 英士楼         |
| 马克思主义学院   | 马克思主义学院     | 善齋           | 公共管理学院   | 公共管理学院     | 伍舜德樓       | 交叉信息研究院 | 交叉信息研究院 | 信科大楼       |
| 五道口金融学院   | 五道口金融学院     | 五道口金融学院 | 蘇世民書院     | 蘇世民書院       | 蘇世民書院     | 教育研究院     | 教育研究院     | 文南楼         |

| 書院     | 書院     | 書院     | 書院     | 書院     | 書院     | 書院     | 書院     |
| -------- | -------- | -------- | -------- | -------- | -------- | -------- | -------- |
| 新雅書院 | 日新書院 | 未央書院 | 探微書院 | 致理書院 | 行健書院 | 求真書院 | 为先書院 |

| 實體科研機構           | 實體科研機構 | 實體科研機構       | 實體科研機構     | 實體科研機構           |
| ---------------------- | ------------ | ------------------ | ---------------- | ---------------------- |
| 核能与新能源技术研究院 | 高等研究院   | 丘成桐数学科学中心 | 航空发动机研究院 | 低碳能源实验室         |
| 生物医学交叉研究院     | 未来实验室   | 脑与智能实验室     | 智能产业研究院   | 出土文献研究与保护中心 |

### 學科評估
在中華人民共和國教育部学位与研究生教育发展中心组织的第四轮学科评估中，清華大學共有54個一級學科參加，其中共有21個學科評為A+，數量居高校首位。第四轮学科评的結果按照「分档」呈現，將排名前70%的学科分成9档：前2%（或前2名）为A+、2%～5%为A（不含2%，下同）、5%～10%为A-、10%～20%为B+、20%～30%为B、30%～40%为B-、40%～50%为C+、50%～60%为C、60%～70%为C-。
| 結果 | 學科代號 | 學科                 | 參評大學數 | 結果 | 學科代號 | 學科           | 參評大學數 | 結果 | 學科代號 | 學科               | 參評大學數 |
| ---- | -------- | -------------------- | ---------- | ---- | -------- | -------------- | ---------- | ---- | -------- | ------------------ | ---------- |
| A+   | 0305     | 馬克思主義理論       | 231        | A+   | 1202     | 工商管理       | 240        | A-   | 1304     | 美术学             | 93         |
| A+   | 0703     | 化學                 | 150        | A+   | 1204     | 公共管理       | 143        | B+   | 0101     | 哲学               | 84         |
| A+   | 0710     | 生物學               | 161        | A+   | 1305     | 设计学         | 94         | B+   | 0201     | 理论经济学         | 90         |
| A+   | 0801     | 力學                 | 80         | A    | 0301     | 法学           | 144        | B+   | 0401     | 教育学             | 101        |
| A+   | 0802     | 機械工程             | 189        | A    | 0701     | 数学           | 182        | B+   | 0403     | 体育学             | 78         |
| A+   | 0804     | 儀器科學與技術       | 73         | A    | 0702     | 物理学         | 127        | B+   | 0501     | 中国语言文学       | 148        |
| A+   | 0805     | 材料科学与工程       | 172        | A    | 0809     | 电子科学与技术 | 106        | B+   | 0602     | 中国史             | 82         |
| A+   | 0807     | 动力工程及工程热物理 | 84         | A    | 0810     | 信息与通信工程 | 137        | B+   | 0713     | 生态学             | 100        |
| A+   | 0808     | 电气工程             | 84         | A    | 0814     | 土木工程       | 134        | B+   | 0714     | 统计学             | 120        |
| A+   | 0811     | 控制科学与工程       | 162        | A    | 0817     | 化学工程与技术 | 144        | B+   | 0803     | 光学工程           | 80         |
| A+   | 0812     | 计算机科学与技术     | 238        | A    | 0835     | 软件工程       | 165        | B+   | 0837     | 安全科学与工程     | 52         |
| A+   | 0813     | 建筑学               | 54         | A-   | 0202     | 应用经济学     | 155        | B-   | 0603     | 世界史             | 58         |
| A+   | 0815     | 水利工程             | 49         | A-   | 0302     | 政治学         | 76         | B-   | 0825     | 航空宇航科学与技术 | 25         |
| A+   | 0827     | 核科学与技术         | 20         | A-   | 0303     | 社会学         | 65         | C+   | 0706     | 大气科学           | 14         |
| A+   | 0830     | 环境科学与工程       | 155        | A-   | 0502     | 外国语言文学   | 163        | C+   | 0712     | 科学技术史         | 21         |
| A+   | 0833     | 城乡规划学           | 51         | A-   | 0503     | 新闻传播学     | 81         | C-   | 0402     | 心理学             | 51         |
| A+   | 0834     | 风景园林学           | 56         | A-   | 0831     | 生物医学工程   | 70         | C-   | 0823     | 交通运输工程       | 52         |
| A+   | 1201     | 管理科学与工程       | 187        | A-   | 1301     | 艺术学理论     | 50         | 其他 | 0704     | 天文学             | 8          |

### 科研成就
抗战时期，清华主要服务军事研究，1939年起，清华研制了军用飞机、军事通信，研制出中国第一个电子管。抗战胜利后，各研究所并入相关各系。中华人民共和国成立后，科研多受到苏联的帮助，在此期间，清华增设实验核物理、放射性稀有元素工艺学等当时的尖端技术专业，从事工业和国防现代化的科研，尤其是核武器。1958年后，开展教育领域“大跃进”。为适应中华人民共和国发展，清华进行农业、水利、机械等方面的科研工作。文化大革命時期，清华大学科研受阻。改革开放后，清华大学科研进一步走向现代化，1978年-1982年，学校获得各级科技奖、专利奖250项，一批科研项目获得成功，如：新型焊接电弧控制法、紫外曝光精缩机、大规模集成电路、数字式电可控频率捷变系统、20万千瓦大型发电机组电子计算机模拟系统。
改革開放後，清華在許多科研領域有所突破。1994年，清华大学国家CIMS工程中心（National CIMS Engineering Research Center）获美国制造工程师学会的大学领先奖。2000年6月28日18时37分，“航天清华一号”微小卫星顺利发射升空。2004年4月18日23时59分，首颗自主研发纳型卫星“纳星一号”在西昌成功发射。2001年，工物系与清华同方研制同方威视大型集装箱检查系统，装备各地海关、机场并出口多国，但后卷入行贿事件。核研院于2000年12月建成世界首座模块式高温气冷实验堆，实现满功率运行和并网发电，为安全民用核能与核潜艇事业奠定基础。物理系研究高温超导技术，建成产业化生产线，与中国联通合作建立高温超导滤波系统示范CDMA移动通信基站。2008年，校友向清华大学捐赠2388枚竹简。清华大学成立出土文献研究与保护中心对其进行研究，经测定为战国中期偏晚（公元前305±30年）竹简，大多为历史类书籍，包括焚书坑儒后失传的《尚书》，具备极高的历史价值，称之为“清华简”。2012年，由清华大学主持、北京品驰医疗设备有限公司和北京天坛医院参与共建的神经调控技术国家工程实验室成立，完成了“脑起搏器关键技术、系统与临床应用”项目。2013年1月，清华大学交叉信息研究院姚期智教授宣布研制出世界上第一个量子路由器，并在实验室成功演示；同年3月，薛其坤院士团队首次发现量子反常霍尔效应。
清華大學的科研規模宏大，在2010至2014年共發表37342篇論文，其中高被引论文有1177篇，是中國大陸高校第一，論文平均年引用次為1.298次，高被引學者有109位，是中國大陸高校第一。根据中国科学技术信息研究所2021年12月公布的数据，2011-2020年清华大学被SCI收录的论文中有43908篇论文被引用1013820次，居全国高校第二位。2019年，清华大学被网络版SCI收录论文数为5983篇，居中国大陆高校第九位；被工程索引（EI）收录论文5794篇，保持中国大陆高校排名第一位；被科学技术会议录索引（CPCI-S）收录论文874篇，在中国大陆高校排名第一。
科研项目方面，2021年，清华获批中国国家自然科学基金各类项目689个，国家重点研发计划项目34个，国家2030重大项目立项项目11个，国家发改委、工信部、建设部、环保部等部委项目161个，北京市各类科技计划基金项目77个。全年合同额超过29亿元。同年，清华文科院系新增课题904项，到款经费超过4亿元。国家社科基金重大项目立项11项，教育部哲学社会科学研究重大攻关项目立项1项。
在科研獲獎方面，2017年共有18项科研成果獲得国家科学技术奖励，其中国家自然科学奖3项，国家技术发明奖5项，国家科学技术进步奖10项。其中作為第一單位獲獎有11項，數量高居高校首位。2020年共獲得国家自然科学奖3项，国家技术发明奖2项，国家科技进步奖10项，省部级科技奖48项，其他各类科技专项奖298项，發表科技论文9808篇，其中国际会议1357篇，国内会议194篇，国外刊物5665篇，全国刊物2592篇。出版专著76本。SCI收录5968篇，EI收录4944篇，CPCI-S收录1493篇。申请大陸专利3860项，授权专利3535项；申请国外专利586项，授权专利311项；软件登记364项。科研经费收入74.36亿元。海外科技合作新签298项，合同金额5.5亿人民币，海外科技合作到款432项，金额4.27亿人民币。截至2020年底，清華累计获国家科学技术奖励607项，其中：国家最高科技奖获奖者2人、国家自然科学奖84项、国家技术发明奖159项、国家科学技术进步奖362项。

### 国际交流
清华大学历史上与国际交流频繁，1909年（宣统元年），外务部与学部上奏设立肄业馆（清华大学前身）之后，于7月17日（六月初一）正式建立了游美学务处，三年间共组织三批近200人赴美留学。1914年10月，美国建筑师墨菲与丹纳为学校规划校园，布置留美预备学校和综合大学。中华人民共和国成立后，1953年起，清华着手聘请大量苏联专家，学者教授。改革开放后，1978年6月23日，因邓小平指示，清华大学经过严格考核，选拔，于1978年12月向美国派遣了改革开放后第一批留学人员52名，其中清华大学校教师9名，从而拉开了中国教育领域改革开放的序幕。
近年来，清华更加重视国际交流。清华大学与国际院校合作开设了54项联合培养双授联授学位项目和28个全英文讲授研究生学位项目，与全球50个国家的293所大学与研究机构签署校际合作协议。清华-瑞典皇家工学院核学科双硕士学位项目、清华-亚琛高端装备创新设计制造国际领军人才培养项目、精准医学与公共健康博士研究生联合培养项目等11个项目入选国家留学基金委“创新型人才国际合作培养项目”，清华-瑞士日内瓦大学可持续发展公共政策双硕士学位项目和清华-耶鲁环境双硕士学位项目入选中国国家留学基金委“国际组织后备人才培养项目”。清华大学还设立了博士生出席国际会议基金，派研究生出席高水平会议或赴国际一流大学访学研究。自2017年启动国际组织人才推送工作至2021年底，清华大学累计有300余名学生赴国际组织实习任职，其中60%实习地点在海外。
2007年，清华与比利时鲁汶大学相互举办“清华—鲁汶周”和“鲁汶—清华周”，2008年和2010年，与日本东京大学相互举办“清华—东大周”和“东大—清华周”，与美国伯克利大学相互举办“清华—伯克利周”和“伯克利—清华周”，举行各类学术研讨会和校园文化交流活动。2010年4月，作为99周年校庆项目，清华组织大批教授和学生艺术团访美交流。6月，清华与麻省理工学院、香港中文大学三校联合成立理论计算机科学研究中心，广泛开展学生交换、师资交流和国际研究项目。
在國際化辦學部分清華也取得重要的進展。2014年5月，清华與以色列特拉维夫大学签署合作协议，创建并启动交叉创新中心，联合开展创新性研究与教育。2014年9月7日，清华与加州大學柏克萊分校、深圳市联合創辦清华-伯克利深圳学院，打造全球教育创新平台，同年，清华-耶鲁環境、清华-约翰霍普金斯全球政治与经济、清华-哥伦比亚商务分析等学位项目相继设立。2017年，清華與米兰理工大学合作，在義大利成立米兰艺术设计学院以及中意设计创新基地，是清華首次在歐洲設立的教育科研基地。
清华大学还屡次发起高校联盟。17年发起，成立亚洲大学联盟并担任主席单位。2019年倡议成立世界大学气候变化联盟并担任主席学校，包括剑桥大学、麻省理工学院、东京大学在内的9个国家12所大学成为联盟成员。2020年12月，发起成立“世界慕课联盟”，担任主席单位；2021年12月，“世界慕课与在线教育大会”举办，联盟更名为“世界慕课与在线教育联盟”。
科研合作方面，2017—2021年期间，清华与300家国际企业累计开展1000项科研合作，目前运行的涉外校企联合研究机构为23家，涉外校校联合机构10家。截至2021年底，与英国剑桥大学、帝国理工学院、日本东京大学、东北大学、加拿大多伦多大学、阿尔伯塔大学、俄罗斯圣彼得堡帝国理工大学、德国亚琛工业大学等16所大学和科研机构签署战略科研合作协议，并启动联合种子基金项目170余项。
国际生源方面，2017年，清华在本科国际学生招生中采取国际通行的“综合考核”制。2018年，调整国际博士生招生录取，设立国际学生学者中心，改革国际学生的管理机制。将国际学生纳入学生发展支持体系，提供入学教育、职业发展支持、学习发展指导、团体心理辅导等服务。2018年1月9日，部署启动“国际化能力提升计划”（简称“2020计划”），并由学校20余个职能部门共同参加。从2017年至2020年，“2020计划”共完成603项任务，其中涉及信息化相关问题116项，涉及多语言多文化问题157项，涉及学习和学术研究问题330项。

### 排名聲譽
- 清华大学作為中國近代史上具有深刻影響的大學[393]，学术水平位于中國前沿，以自然科学及工程技术见长[394][395]。
- 與北京大學并称“清华北大/北大清華”，获廣泛認為是中國大陸最高學府之一[396]。
- 清华大学得到世界上众多排名机构的高度认可，多次位列中国第一與亞洲第一。

| 大学排行榜                       | 排名年份  | 排行榜總排名 | 两岸四地排名 | 前一名兩岸四地大學 | 后一名兩岸四地大學 |
| -------------------------------- | --------- | ------------ | ------------ | ------------------ | ------------------ |
| QS世界大学排名                   | 2022-23年 | 14           | 2            | 北京大學           | 香港大學           |
| QS亞洲大學排名                   | 2020年    | 2            | 1            | -                  | 香港大學           |
| QS金磚五國大學排名               | 2016年    | 1            | 1            | -                  | 北京大學           |
| 泰晤士高等教育世界大学排名       | 2021-22年 | 16           | 1            | -                  | 北京大学           |
| 泰晤士高等教育亞洲大学排名       | 2019年    | 1            | 1            | -                  | 香港科技大學       |
| 泰晤士高等教育《世界聲譽排名》   | 2021年    | 10           | 1            | -                  | 北京大學           |
| 世界大學學術排名                 | 2021年    | 28           | 1            | -                  | 北京大學           |
| 世界大學學術排名《附屬排名》     | 2015年    | 80           | 1            | -                  | 北京大學           |
| 世界大學學術排名《兩岸四地排名》 | 2017年    | 1            | 1            | -                  | 北京大學           |
| USNEWS世界大學排名               | 2022-23年 | 23           | 1            | -                  | 北京大學           |

### 資產

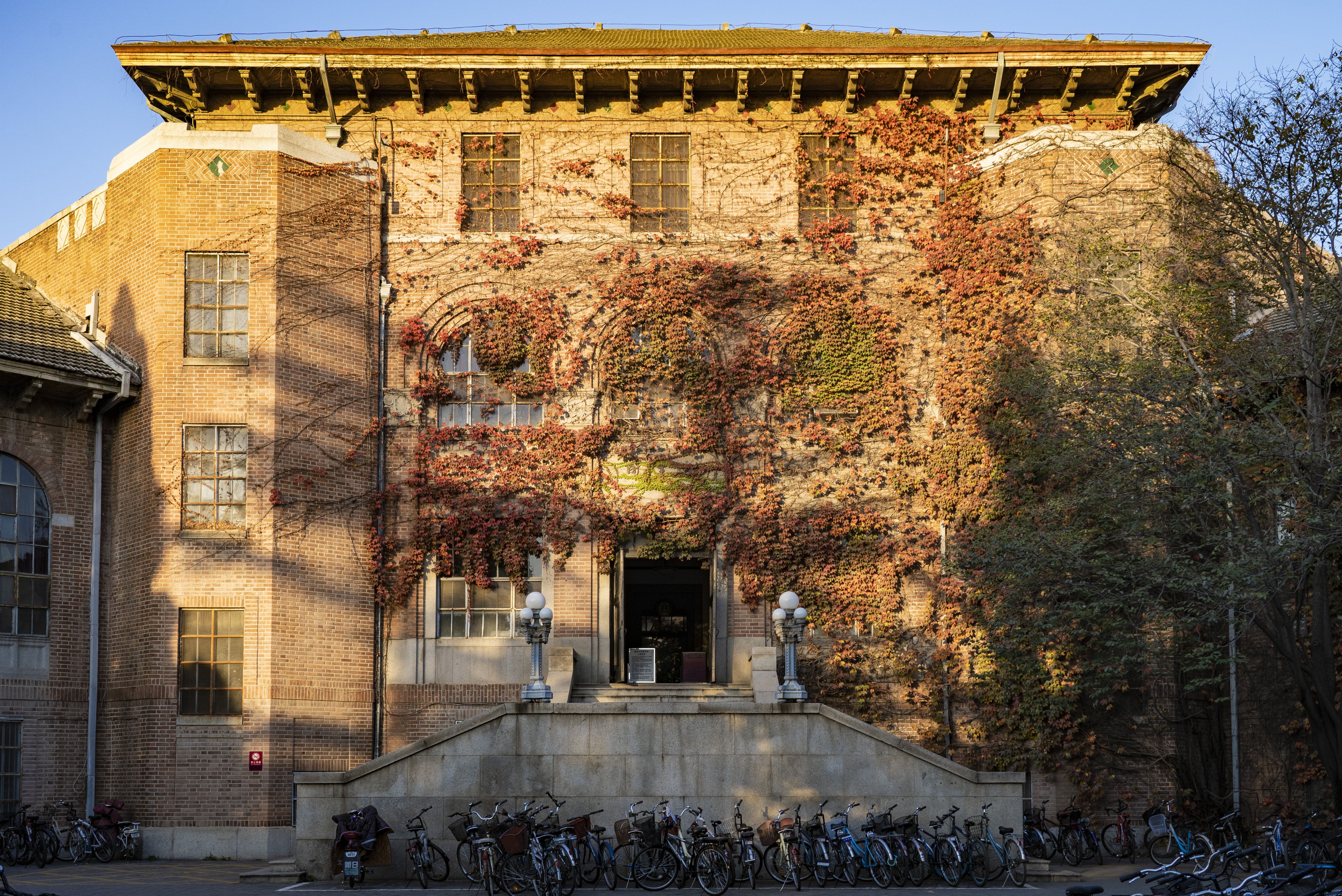
清華大學老館正门

清華大學是2020年两岸四地辦學經費最多的大學，根據校方統計，2020年清華擁有固定资产240.23亿元，2021年的辦學預算為317.28億元。清華大學校園面積廣大，校园面积為442.12公顷，建筑面积287.69万平方米，是中國大陸綜合性大學的第一。
校園裡政府批准的科研機構有161个、學校自設的科研機構有148个、聯合共建科研機構有138个、境外合作科研機構有14个，其中國家研究中心1个，国家重点实验室13个，国家工程实验室11个，教育部重点实验室16個，北京市重点实验室19個，含有儀器設備共38.28万台件，折合价值113.91亿元。清華大學圖書館总馆由老館、逸夫馆以及李文正馆（又稱北館）組成，此外清華還擁有六個專業圖書館，分別為经管图书馆、建筑图书馆、法律图书馆、文科图书馆、美术图书馆、金融图书馆，总建筑面积7.86万平方公尺，阅览座位4094余席。截止到2020年底，清華圖書館共藏書548.46万册，古籍线装书22.24万册、期刊合订本约60.84万册，還擁有校馆统筹年订购印刷型中外文报刊2,466种，研究生论文16.82万篇、缩微资料2.82万种、各类数据库913个、电子期刊17.16万种、电子图书696.84万册、电子版学位论文1252.04万篇。
為了增加學校收入，清華創立了三家工厂、一家后勤服务企业，以及2015年中國最大的校辦企業清华控股有限公司，其总资产超過3500亿人民幣，總市值達到3054.53億人民幣，旗下控股上市公司有诚志股份有限公司等，在2013年凈利潤總額為19.13億元，是中國最賺錢的校辦企業。

## 传统

### 理念
在中国的大学中，清华的校园文化独具特色。因前身是留美预备学校，受美國文化影響很深，但同時擁有悠久的中華文化傳統，中西文化在校園內和谐共生。
| 傳統                                                                            | 內容                       | 解釋與來源 |
| ------------------------------------------------------------------------------- | -------------------------- | --- |
| 校训                                                                            | 自强不息 厚德载物          | 1914年，梁启超先生到清华以“君子”为题做演讲，以《周易》“乾”、“坤”二卦的象辞“天行健、君子以自强不息；地势坤、君子以厚德载物”为中心内容激励清华学子发奋图强。此后，学校即以“自强不息、厚德载物”尊为校训，制定校徽。1917年修建大礼堂即以巨徽嵌于正额，以壮观瞻，同时期产生的校徽中也已有此八字。 |
| 校風                                                                            | 行胜于言                   | 来源于1920级毕业纪念物——位于大礼堂前草坪南端的日晷上的中文铭言。 |
| 学风                                                                            | 严谨勤奋 求实创新          | 1985年五月，清華校黨委書記李傳信在第二十四屆学生代表大会上發表演說，提出要發揚严谨、勤奋、求实與創新的優良學風。 |
| 校箴                                                                            | 人文日新                   | 清华大礼堂南墙上方悬挂匾额：“人文日新”，体现了清华人的勇于求新、不断求新的精神。 |
| 清华精神                                                                        | 爱国奉献 追求卓越          | 在纪念90周年校庆期间，全校开展了整整一年的“清华精神”大讨论，但最終沒有得出明確的定義，直到2003年，清华校长顾秉林在任职致词中正式提到清华精神为“爱国奉献、追求卓越”才確立。 |
| 办学风格                                                                        | 中西融会 古今贯通 文理渗透 | 清华早年延续传统，无论是中文国学，还是外文西学，无论是通古文化，还是现代科技，无论是人文社科，还是理学工程，都应融会贯通，认真钻研。 |
| 育人理念                                                                        | 又红又专 全面发展          | 理念来自于蒋南翔校长所倡导，让清华学生具备完整的共产主义思想，更加专注于科研，全面发展为共和国的工程栋梁。 |
| 清华大学日晷：行胜于言位於三教的學風校训：自强不息 厚德载物位於大禮堂的人文日新 |                            | |

### 校旗與校色

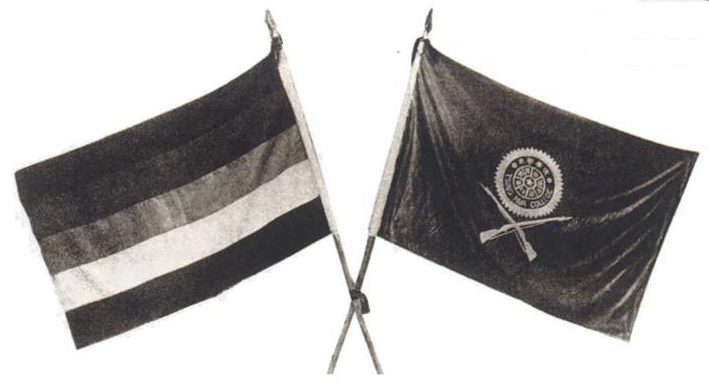
北洋政府五色旗与清华校旗（右，底色为紫，图案为白）

清华早期确定的校旗与校色均对应英文「Color」一词，指以特定颜色制定的学校旗帜、绶带等。1916年秋，清華学校为增强学生体魄，成立兵操训练营，但此时少一面军旗。1916年12月28日《清华周刊》的消息称：“兵操军旗式现已绘定。旗系紫色，中间置白色圆圈，内有‘自强不息，厚德载物’八个字。圈下绘枪两支，亦系白色。”此消息並沒有提到此旗如何創造的，創意緣由和設計者也沒提及。1917年6月，《清华年刊》（Tsinghuapper）刊登兵操军旗式，兵操军旗即成为清华校旗，在隆重场合悬挂使用。
但在一般场合或印刷品上，通常采用长三角型校旗，该校旗依旧为紫、白两色，印有中文、英文校名。校旗深受学生尊重，经常被歌颂。时至今日，老校旗不再被使用，一般活动中悬挂旗帜即为今校徽与毛体清华中英文校名图样。
清华事实上一直以紫色、白色作为校色，但1949年前无准确学校规定。在建校初期的英文校歌中，即有“（中文：噫清華，嘻清華，吾校巋巍，美哉吾校旗，願日增汝之光輝）”这样的词句，说明最初已形成紫、白校色的文化。紫色是由红蓝两色混合而成的，紅色代表中國；藍色象徵西土，红蓝相融蕴含着中西文化的融合，符合清华文化的特征。如今在北京清华官网上，规定了准确的校色。
| 紫色 | C=58%,M=90%,Y=0,K=0 | #82318E |
| 白色 | C=0,M=0,Y=0,K=0     | #FFFFFF |

### 校徽與校标

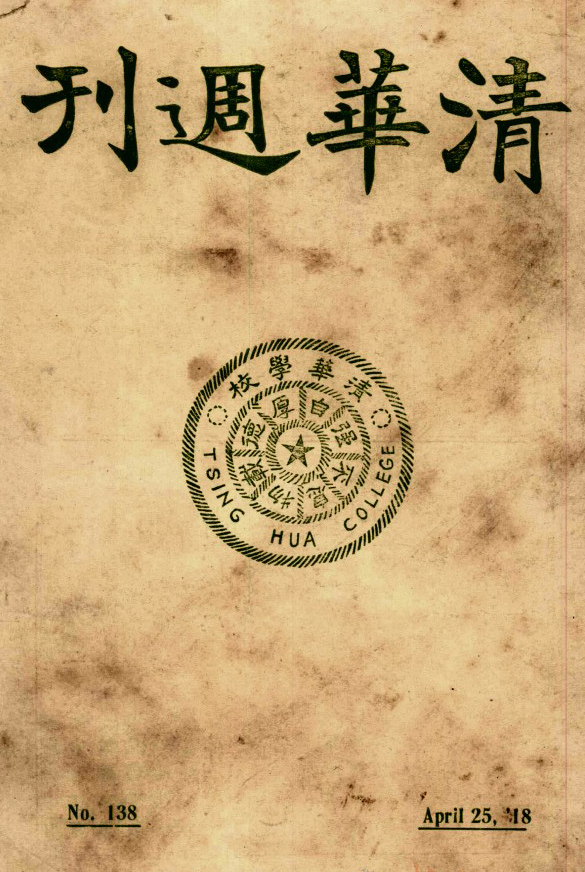
1918年第13-14期《清华周刊》封面，用上徽标

1917年6月，《清华年刊》刊登兵操军旗的同时，将其中圆圈内部分作为年刊封面，但未说明此标志。1918年到1919年期间的《清华周刊》封面上也采用此标志，略有不同，但没有对这个图案作任何文字说明。1926年11月25日，校评议会议决：“通过校徽之格式：圆形、斜十字”。1928年9月，清华学校改为国立清华大学，11月末《清华周刊》目录页出現国立清华大学校徽图案，但孟凡茂認為，此圖案並非正式校徽。1932年3月《国立清华大学校刊》刊登启事，向全校師生徵求校徽圖案。1934年6月1日《清华周刊》刊登國立清华大学校徽图案，成為目前校徽的基本形制。
1949年，改为清华大学，后调整校徽至今。清华现有校徽为圆形，最中心为五角星，中间层为校训“自强不息，厚德载物”，最外层为“清华大学”及英文与建立年份“1911”字样。
1949年后，梁鸿文根据清华闻亭内的古钟样式，制作成新校标（或称钟形徽），示意警钟长鸣，亦显端重大方。如今在清华官方网站上，同样确定为官方校标，其颜色与校徽相同。校标同样为圆形，相比校徽装饰较少，圈内环绕清华大学英文字样，中心为古钟样式，内部书写篆体“清华”二字，下标明成立年份“1911”。1998年，以“清华钟型图案”為名，被注册為在教育和科研領域类的服務商標，是清華大學第二個服务商标。

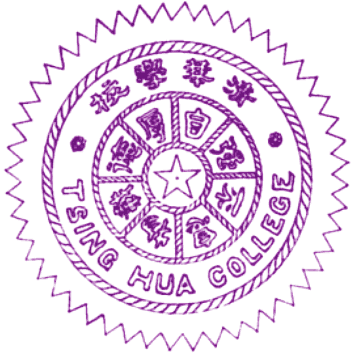
清华学校校徽
国立清华大学校徽，国立清华大学（新竹市）沿用至今
清华大学校徽，清华大学（北京市）沿用至今
清华大学校标（钟形徽）
鳥形（鷹翅）老校徽，配戴用

### 校歌

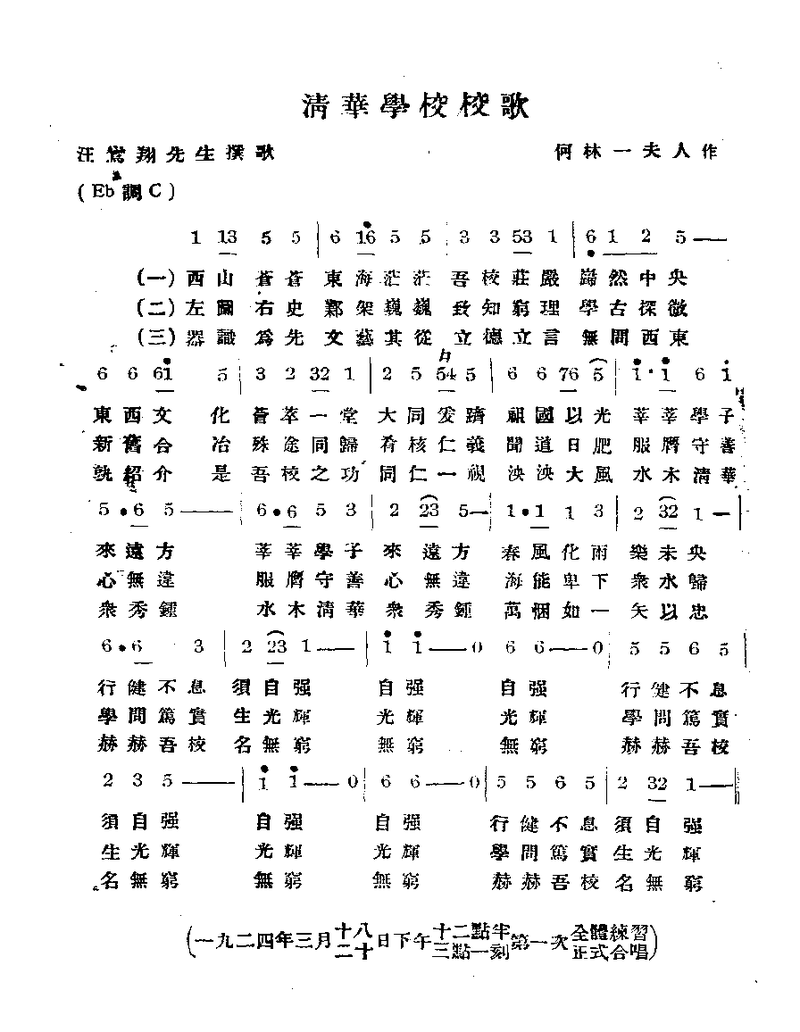
清华学校校歌原稿，刊于1924年3月28日《清华周刊》

清华大学建校之初即制定校歌。第一首校歌由清华学校聘请的美籍音乐教师卡瑟琳·西理（Katharine Elizabeth Seelye）所作，歌词为英文，题名“Tsing Hua College Song”，歌词首次于1914年刊，词曲刊登在1916年出版的清華年刊上。1917年通过征文，将其译为中文，刊登在1917年6月的《清华周刊·增刊》上。“Tsing Hua College Song”的歌曲词谱以及中文译文均不理想。同时期还产生「清華優勝歌」，歌词亦为英文，名为“Cheer for Old Tsinghua”，深为师生喜爱，但不宜作為校歌。后出现《清华爱国歌》、《清华进行曲》（March Forward Tsing Hua）等歌颂清华歌曲，但仍然不適合做校歌。
1923年前后，清华大学重新公开征集校歌，最终采用汪鸾翔用文言文写成的歌词，并由何林一夫人張麗珍谱曲。于1924年3月18日全体练习试唱，3月20日在大礼堂正式合唱，刊载于1924年3月28日《清华周刊》第307期。为帮助学生理解，汪鸾翔于1925年秋在《清华周刊》上发表《清华中文校歌之真义》，對校歌逐段作解析。贺麟先生言之：“可以表示中国文化之精神。而同时又能符合校训，达出清华教育的宗旨。且校歌措词亦颇得体，……而大家均觉欣赏此歌。”此后英文校歌由中文校歌取而代之，中间一度被遗忘，后重新拾起，并沿用至今。目前中文校歌在学校内认同率很高。
1930年5月4日，国立清华大学19周年校庆游艺晚会上，校长罗家伦宣布制作新歌，杨振声、吴宓修正，赵元任谱曲，並在晚會上请练习者登台一唱，獲得滿堂喝彩，但半个月后罗家伦被部分学生驱赶而辞职，新校歌不了了之。1939年，西南联大常委会核定《满江红》（罗庸作词，张清常作曲）为联大校歌。新中國成立後，舊校歌因為不符合新社会的要求，不能继续使用，改革开放后才恢復校歌的地位。

### 校花

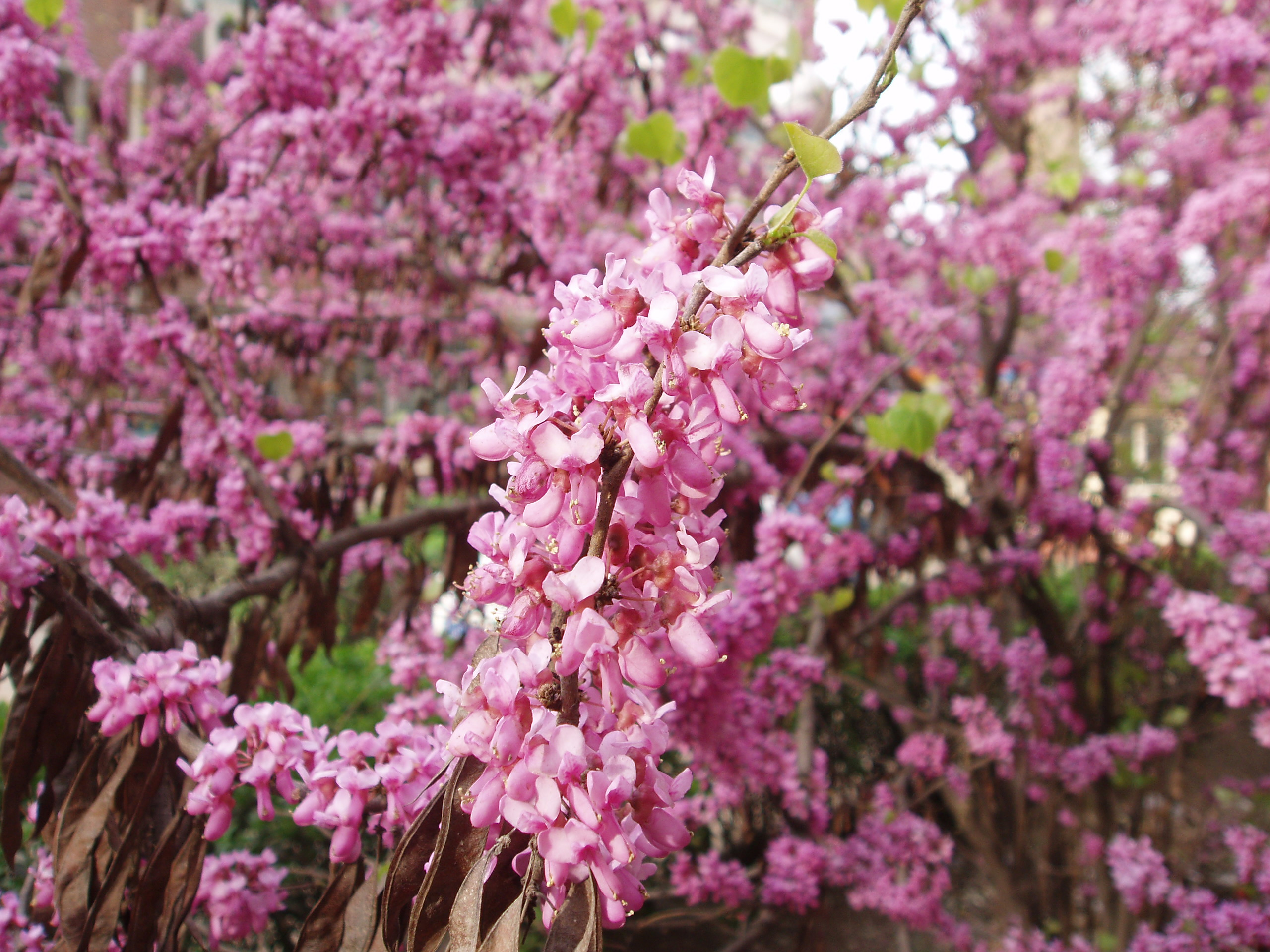
紫荆花——清华校花之一

清华大学的校花是紫荆花和丁香花。紫荊和丁香視為清華的校花的時間不可考，至少在1949年前便已約定俗成，其理由最早可能来自1916年除夕，闻一多及其班上同学公开表演莎士比亚演剧“Much Ado about Nothing”，中文题名为《紫荆魂》。
之所以将其看做校花，首先紫荆花为紫色、丁香花有紫和白两种，与校色、校旗相同；再者，清華園內種植許多紫荊花及丁香花，並且均在校庆日（4月底）前后开放；同時，紫荊花形簇簇群拥，在中國古代象徵著和睦、團結之意，也代表清華學子親密相處、共發芬芳。
清华校内有众多设施、机构被以“紫荆”或“丁香”命名，目前供部分本科生、博士生與留学生居住的公寓群被称为“紫荆学生公寓”，还有紫荆园、丁香园食堂等。

### 校庆日

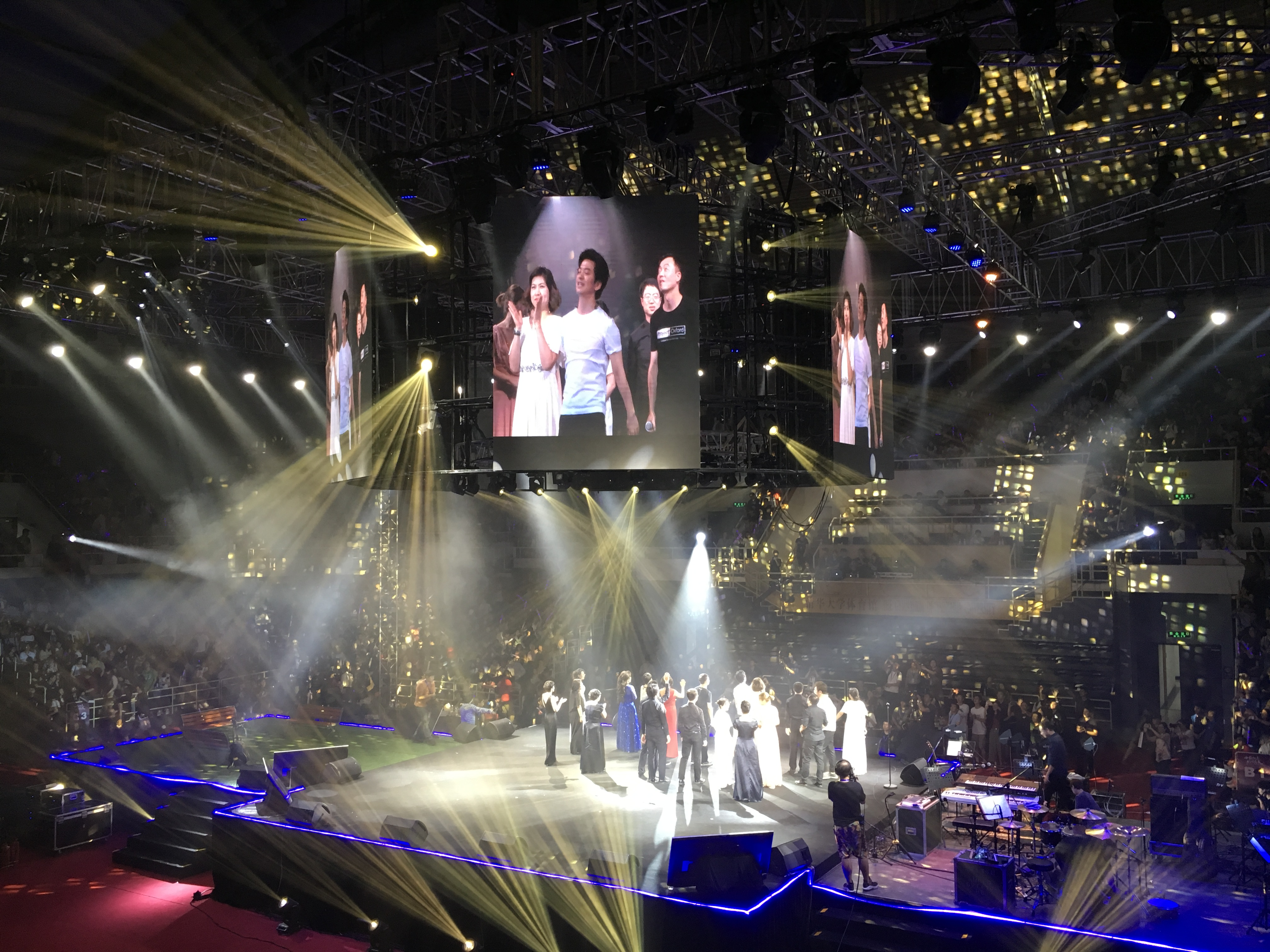
李健在校慶日回母校開演唱會

清华大学目前公认的校庆日为四月最后一个星期日，追溯到1911年清华学堂建立。
对于清华学堂开学日，历来说法各异，通常有“1911年4月29日（四月初一）”、“1911年4月1日”、“1911年4月29日（阴历三月初一日）”、“3月24或25日，即阳历四月二十九日”、“1911年3月30日（三月初一）先行开学”。
根据清宫档案《外务部为订立清华学堂章程事奏折稿》、《吴宓日记》等记载，清华学堂于1911年3月30日（阴历三月初一，星期四）上午11时举行暂行开学仪式（可能只有中等科），4月1日（星期六）高等科在工字厅举行开学仪式，并计划暑假后的10月16日（阴历八月二十五日）举行正式开学仪式，但由于辛亥革命而未能举行。4月3日（星期一）开始上课。
建校初期，由于民国成立改换公历纪年，将阳历四月初一混作阴历，即以为4月29日（星期六），校内书刊误传，各类庆祝活动均定于四月末举行，又因美式传统，定做4月最末的星期日，延续至今。
校庆日活动通常有校友返校，各系館、实验室、圖書館开放参观，以及举行“马约翰运动会”等等。早年还有开放女生宿舍供男生参观的节目。

### 班号與级号
清华以入学年份最后数字命名為“几字班”，比如2017年入學的，称为“七字班”。清华的班号命名方式与级号和专业有关。“班号”的是以“专业代号（汉字）+级号代码+班级序号”。级号代码是通常是1位数，班级序号一般为1位数，也有2位数的情况。比如化72班，其中“化”是专业代号，代表化学工程学专业；“7”代表7字班，入学年份最后数字為“7”；“2”为班级序号，是此专业的第2班。
清华“级号”稱呼在不同時代有不同命名方式。最早的稱呼，為第幾批庚款留美生，共有三批。清华学校時期，“级号”為毕业年份，並且农历年号和西元年号并用，例如1920年毕业生的级号为“庚申级”或“1920级”。1925年創立大学部之後，招收新制生，1925年入学的为“第一级”，1926年入学为“第二级”（亦称1930级），以此類推，一直到抗戰發生前的“第十二级”（亦称1940级）為止。西南联大時期，則以公元毕业年为级号。
院系调整之後，以入学年为“级”，以毕业年为“届”，並且以“届”为级号，并把毕业年的尾数称为“某字班”，“某”为级号代码。比如，胡锦涛1959年入学，学制6年，1965年毕业，則称为1965届（简称65届），5字班。1970年招收工农兵学员之後，以入学年为级号，並以入学年尾数为“某字班”，並延續至今。

## 學生活動

### 社團活動

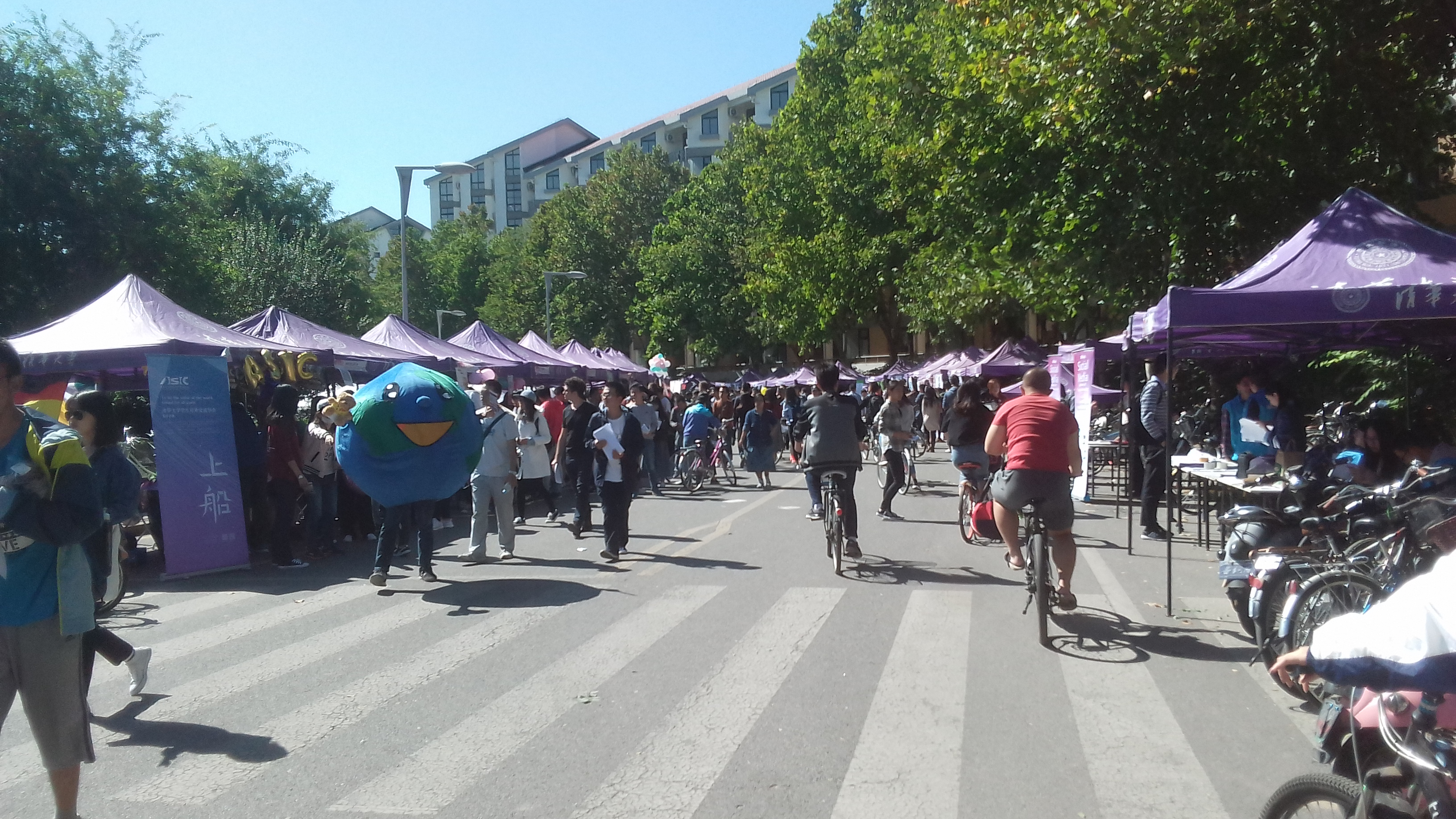
紫荊公寓前百團大戰

清華學生社團具有悠久的历史和深厚的文化底蕴，自1912年成立第一个社团至今已有百年的发展。在二十世紀二三十年代，就已经有數十家社團，科学社、文学社、唯真学会、美术社、戏剧社等学生社团留下了创办者叶企孙、闻一多、梁实秋等前辈的足迹。改革开放后，清華学生社团蓬勃发展，出现一批在校园内外具有影响的优秀社团。社团已成為清華學生成長的「第二集体」，具有豐富校園文化、培养兴趣爱好、促进全面发展等重要作用。
2016年統計，清華大學有學生社團共245家，分別類屬文化、艺术、体育、科创、公益和素质拓展等六大領域，社團成員总数超过3.2万人次，平均每位本科生參加2.5个社团。清華社團活動十分活躍，每學期初舉辦的“百团大战”联合招新都吸引逾万人次关注，社团文化节、“地球村”国际文化交流活动、“梦想学校”公益社会实践项目、学生创业计划大赛等活動也是較具影響力的社團活動。

### 體育活動

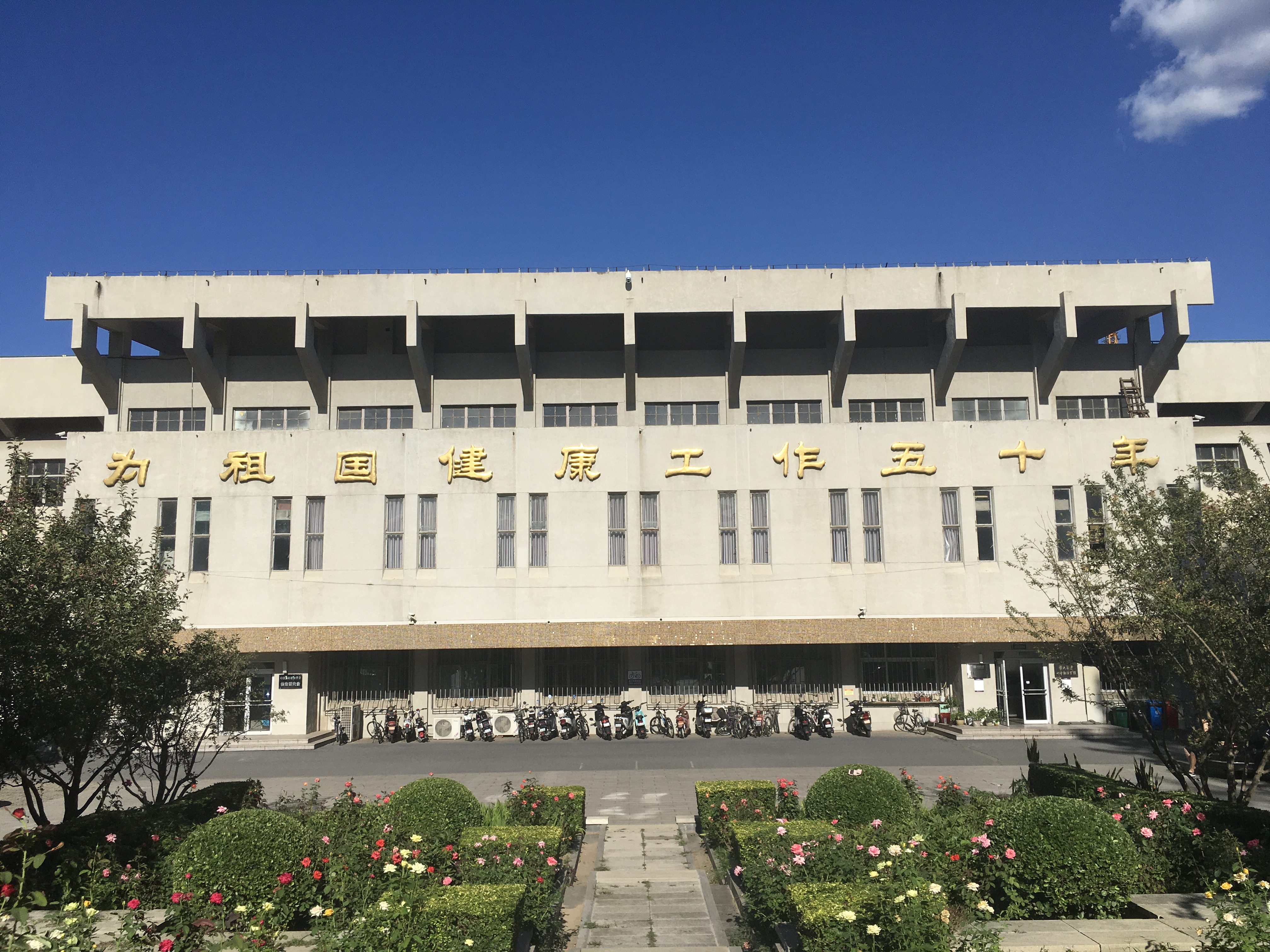
為祖國健康工作50年

清华大学有着深厚的体育锻炼传统，从建校之始就认识只有身體強壯，才能担负起國家社會的重責大任。新中國成立後，時任校長蔣南翔提出“为祖国健康工作五十年”，延續體育鍛鍊的傳統，清華的运动氛圍再次热烈起来。每年清華都會舉辦大型運動會——马约翰杯，此活動將持續一年，全校的師生、教職員工，甚至校友代表，都會組隊參加賽事，比賽項目有田徑、各種球類以及棋類等各種項目。除了大型活動，每個院系內都會舉辦班級間的篮球赛与足球赛，也會组建各種賽事的体育俱乐部和爱好者协会。清華對體育的要求十分高，本科生需完成“阳光长跑”计划和大一体育专项等，有時被學生戲稱為“五道口体校”，從2017級本科新生開始，需要學會游泳才能畢業。每年的毕业季，清华大学还有“毕业长跑”活动。

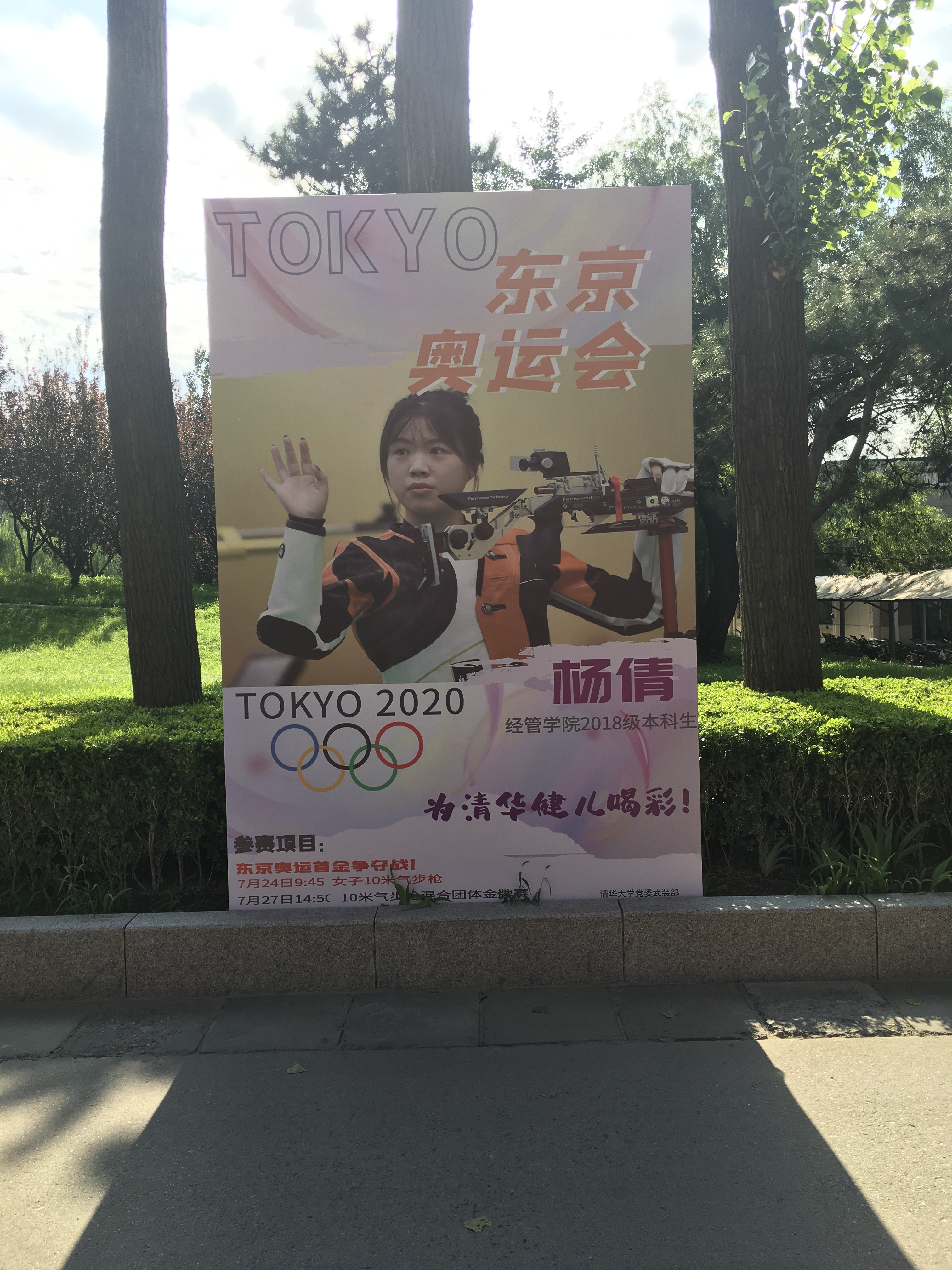
楊倩參加2020年東京奧運，並獲得金牌

2001年5月，在第三届北大—清华赛艇对抗赛中，清华以18分50秒41战胜北大代表队。7月10日，清华大学登山队5名队员成功登顶念青唐古拉山中央峰。9月23日，在首届世界名校赛艇对抗赛决赛中，最终耶鲁大学代表队夺冠，清华获得亚军。12月，经管学院诸宸再次夺得国际象棋女子世界冠军。在2001年11月举行的九运会上，清华参赛选手夺得2金、3银、1铜；在2005年举行的十运会上，清华参赛选手夺得4金、5银、1铜。从2000年开始，清华开始组织学生参加北京国际马拉松赛，2004年参加人数增加到6447人，占总参赛人数2万5千人的四分之一，其中770人向全程冲刺，627人跑完全程。1999年开始，清华与国家射击射箭运动管理中心开展合作，将清华大学射击队列入国家射击训练队管理体系，由王义夫担任教练。到2009年底，在十年中，射击队在国内外比赛中夺得149块金牌、111块银牌、58块铜牌。2005年8月，经管学院体育特长生胡凯在伊兹密尔第23届夏季世界大学生运动会夺得男子100米赛跑冠军，被称为“眼镜飞人”，王颖夺得女子三级跳金牌。2008年北京奥运会期间，胡凯作为参赛运动员闯入男子4×100米接力决赛，清华3700余同学参与志愿服务，总服务时长超过52万小时。环境系郝吉明院士作为“北京奥运空气质量保障研究领衔专家”开展北京空气质量研究，陈明游泳馆运营团队接待248批次训练运动员，体育部主任陈伟强担任北京奥运会田径比赛总裁判长，校长办副主任黄晓霞担任国家游泳中心场馆团队观众服务经理。2012年7月，经济管理学院2011级学生易思玲在第30届夏季奥林匹克运动会女子10米气步枪决赛中为中国队夺得本届奥运会首金。2021年7月24日，经济管理学院2018级学生楊倩在2020年東京奧運女子10米气步枪决赛中为中国队夺得本届奥运会首金，並以251.8环的成績破奧運紀錄。

### 学生节日

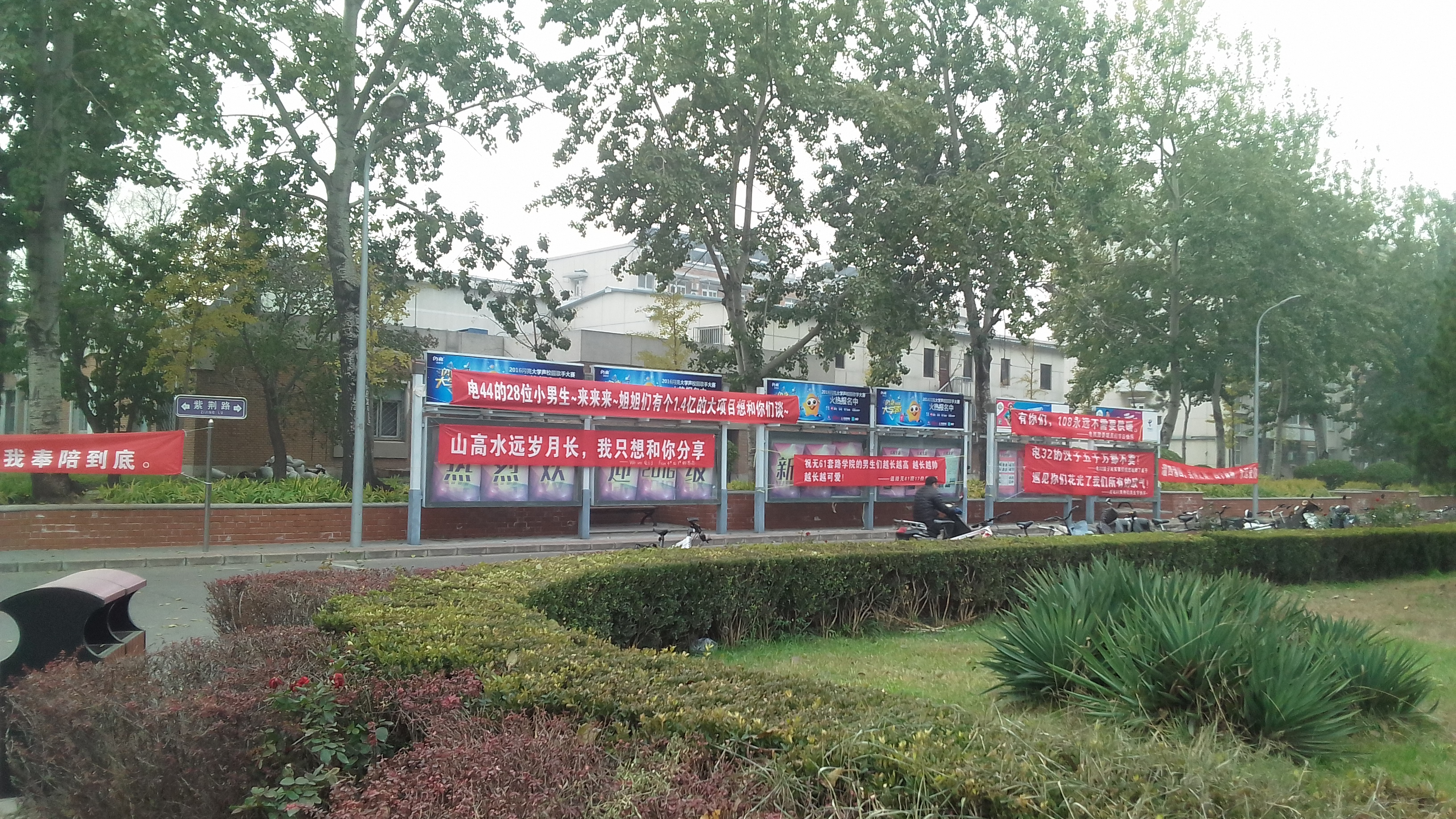
男生節的橫幅

男生节与女生节是清华大学重要的學生活動，在这两天男女同学会相互表达祝福及友情。每年的11月12日为男生节，3月7日为女生节。其寓意是祝福男生们度过“光棍”（11月11日）找到所属，女生们永远保持青春活力不步入妇女阶段（3月8日为国际妇女节）。
清华男生节始于2002年，设立它的初衷是在清華校園內男多於女的情況下，營造男女雙方良好的溝通氛围。男生節的常規活動有：女生在校園四處張貼祝賀男生節的橫幅、男生宿舍樓下獻歌、創意布置男生寢室、給男生送早餐或獨特禮物、玩轉紫荊活動等。
清華女生節始于1993年，當時的女生節活動主要是關愛女生的系列講座以及女生節晚會。2010年，清華掛出第一條女生節橫幅，2012年起，充滿創意女生節橫幅照片受到媒體的廣泛關注，紅色的橫幅成為女生節不可缺少的一部分。除了掛橫幅，節日當天會舉辦“心願牆”、趣味遊戲、“青鳥傳書”等活動，學校部分院系的男女比例不平衡，一些理工科女生們甚至收到三十份禮物。

### 集體建設
清華大學集體主義文化濃厚，「班集体」與「共青团支部」是清華學生在校生活的重要一部份，許多集體活動如男生节、女生节、主题教育等，都是以班級為單位。班级是同学的第一集体，清華學生在此共同学习和集体生活並一起成長，展開豐富的班级文化。
主题教育是清華學生培養的重要工作，每年不同的班級進行不一樣的主題，通过开展团日、报告会、社会实践、志愿服务等多种形式，完成思想教育工作。自2013年開始，清華创新主题教育形式，展開面向大一新生的新生梦想秀活动，時間為大一軍訓期間，截至2016年，共有800多位新生向师生展示自己的梦想。团支部等级评估（甲團）是清華每個班級團支部的年度重要大事，在此活動中，班級團支部會展示在一年中，班級進行的各種集體活動與成果

### 社会实践
社會實踐是清華學生假期生活的重要一部份。自1981年開始，清華學生社會實踐已經有30多年歷史。1981年二月，清华大学团委組織學生到京郊平谷县进行经济调查，並撰寫「平谷县农村经济情况调查报告」。此後，每年寒暑假、双休日，清華學生到各地參與各種社會實踐，從中瞭解社會與服務社會。2006年以来，每年参与社会实践的总人数均突破一万人，特色实践活动包括扶贫支教、社会调研、校友访谈、科技服务，以及與世界著名大學联合开展的中外支教。
2016年寒暑假期間，清華本科生共組織721個支隊、人數6702人進行社會實踐；研究生出行支队168支、人次数达到1643人，創歷史新高。實踐地點涵蓋33個省級行政區，以及亚洲、非洲、欧洲、北美、南美等五大洲20多个国家，其中博士生必修课实践也首次前往肯尼亚的蒙内铁路進行考察。2016年，清華組織「学习调研团」社会实践，共有294支支队、2800余人次深入各地调研宣讲；同年，整合校內生科技教育交流协会、书脊支教团、粉刷匠工作室三大公益社团資源，推出「清华梦想学校」项目，到各地從事乡村教师培训、学生夏令营、校园环境改造、乡村调研等方面為當地提升整体教育水平。

### 文艺活动
清華校內有豐富的文藝文化活動，如校園歌手大賽，是清華校內最受歡迎的文藝活動之一，也是北京高校規模最大的學生活動之一，每年有將近500名音乐爱好者參賽；秋季學期有「一二九合唱比赛」，以及「一二九文化周」系列活動；每年各院系還會舉辦学生节，展現學生自编自演的文艺晚会；「新年聯歡晚會」是清華師生迎接新年的大型文藝活動，每年的晚会上有抽奖、各类协会社团表演等环节，以及播放新年贺岁電影。
清华大学学生艺术团辖下的十二支队伍是清華的藝術代表隊，是清華艺术教育成果的集中体现。学生艺术团負責管理的「白楊計劃」是專門培養優秀學生主持人的項目，於2015年啟動，2016年舉辦首屆清華大學校園主持人大賽，展現項目成果。清華師生創作了許多優秀的文藝作品，如話劇《馬蘭花開》、舞蹈《馬蘭花魂》、國標舞《我們的歌》、相聲《胡同趣聞》和《海峽見聞》等。

### 公益服务
紫荆总队成立於1996年，是清華大學負責公益項目的學生組織，截至2016年底，紫荆总队共有76个下级注册团体，19767名志愿者，累積项目1556个，累计志愿工时359049小时。清華校內有眾多的志愿者服务团，提供各式公益服務，如校园义务讲解、展開「情系母校」回高中母校交流、「紫荆信箱」回复联系中学生、「学友计划」（Buddy Program）帮助支持国际交换生等等。
清華為大型活動提供志願服務，如G20峰会第一次协调人会议、世界洲际月季大会、环青海湖国际公路自行车赛等。每年清華會在国际志愿者日舉辦志愿公益嘉年华，12月的第一周舉辦清华大学公益文化周，在此活動中展現校园优秀志愿活动。清華從2006年開始，每两年评选一次「十佳紫荆志愿者」，選出10位清华紫荆志愿者中的优秀代表，是清华大学授予校内优秀志愿者的最高荣誉。

## 校园环境

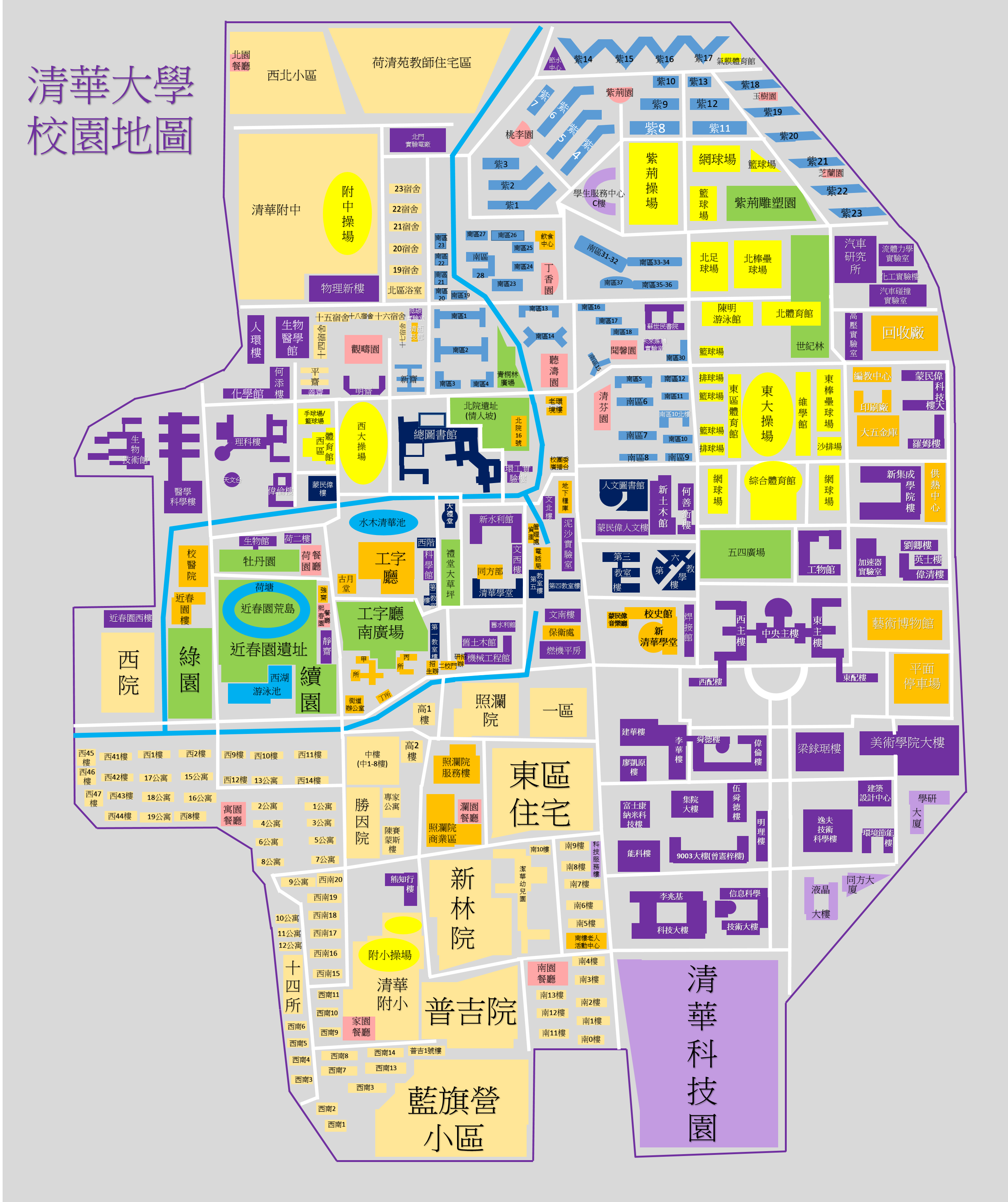
清華大學校園地圖2022年

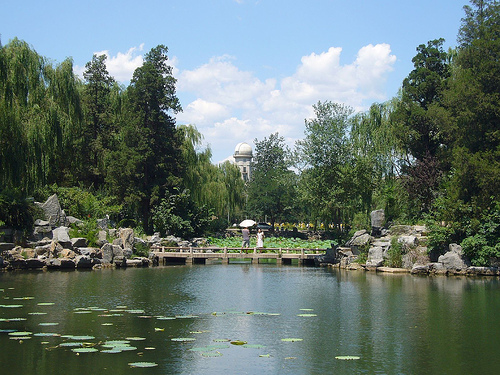
清华荷塘

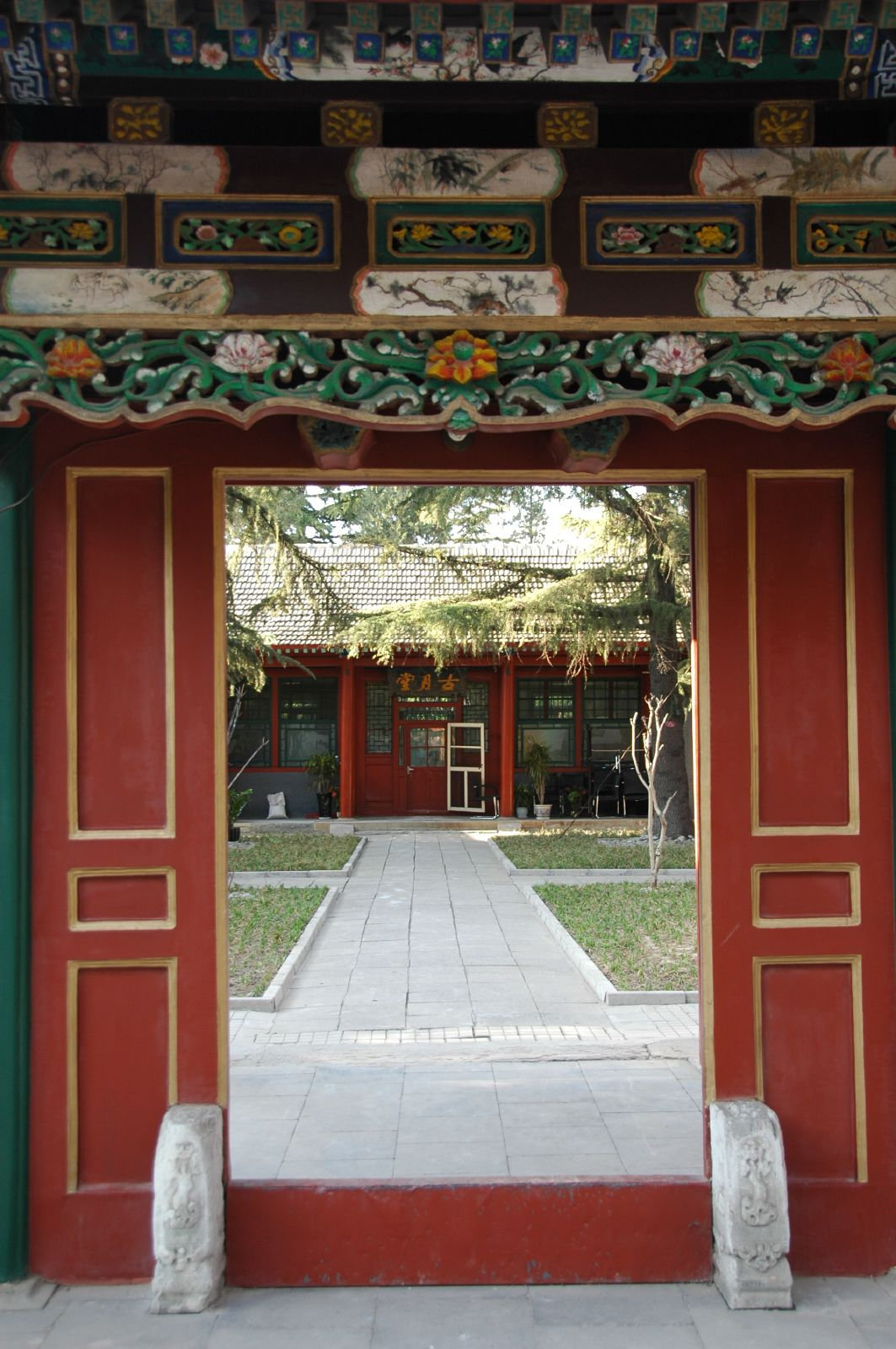
古月堂

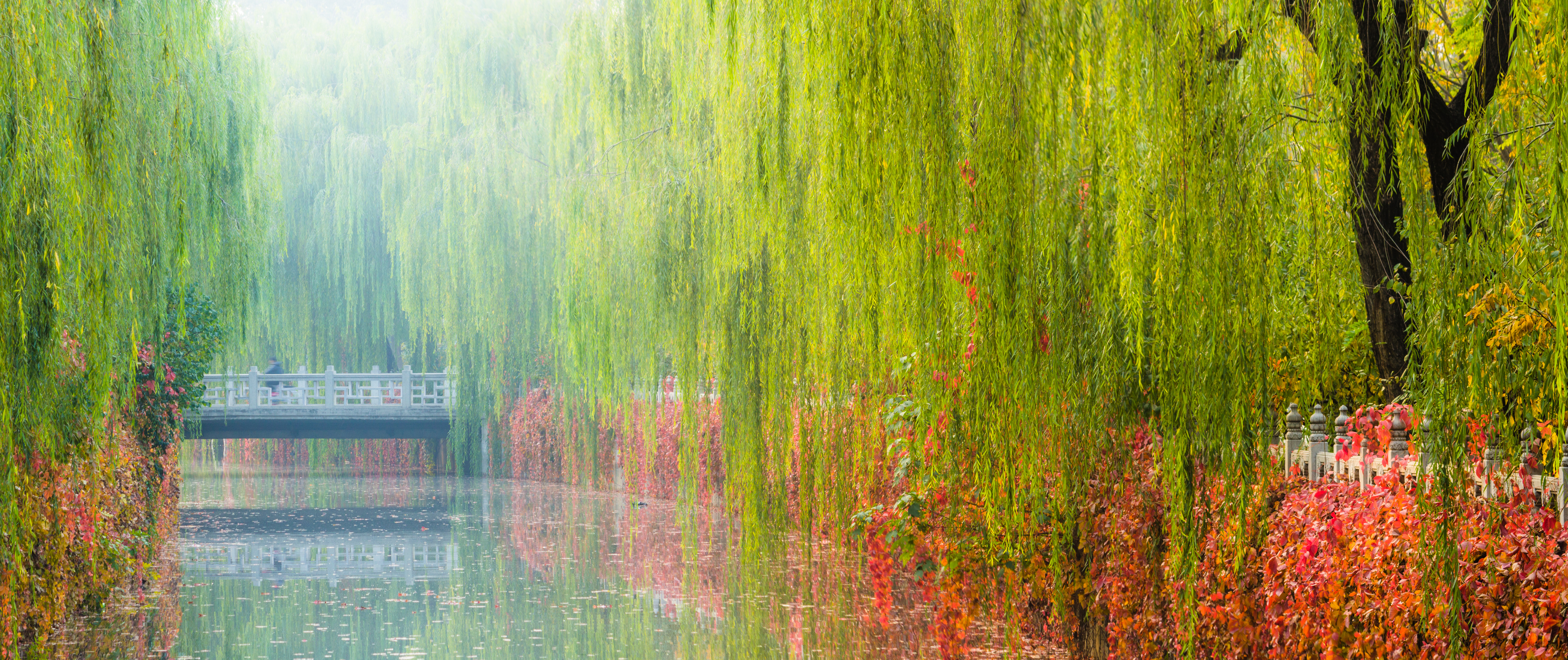
清华校河，即万泉河

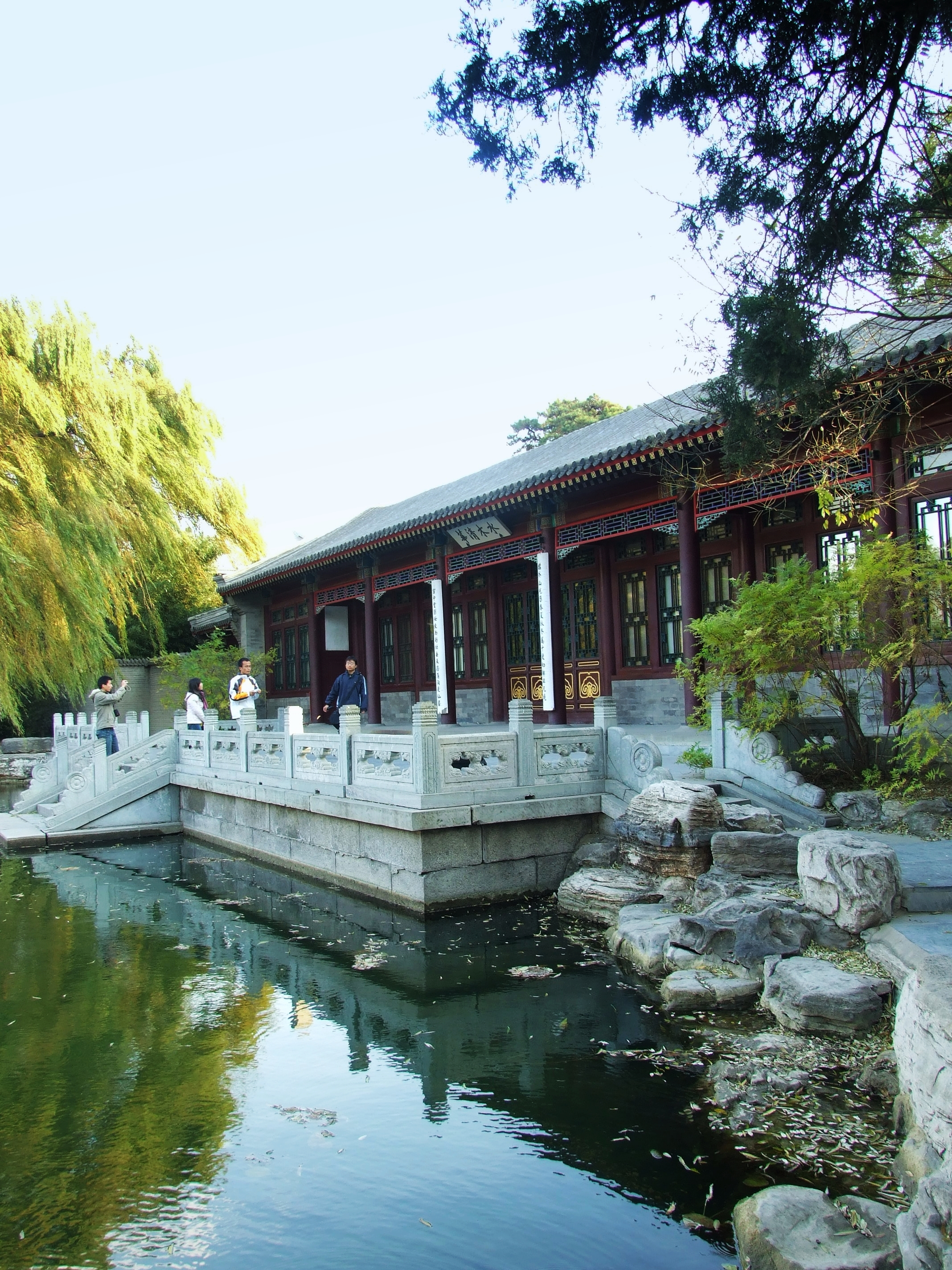
水木清华

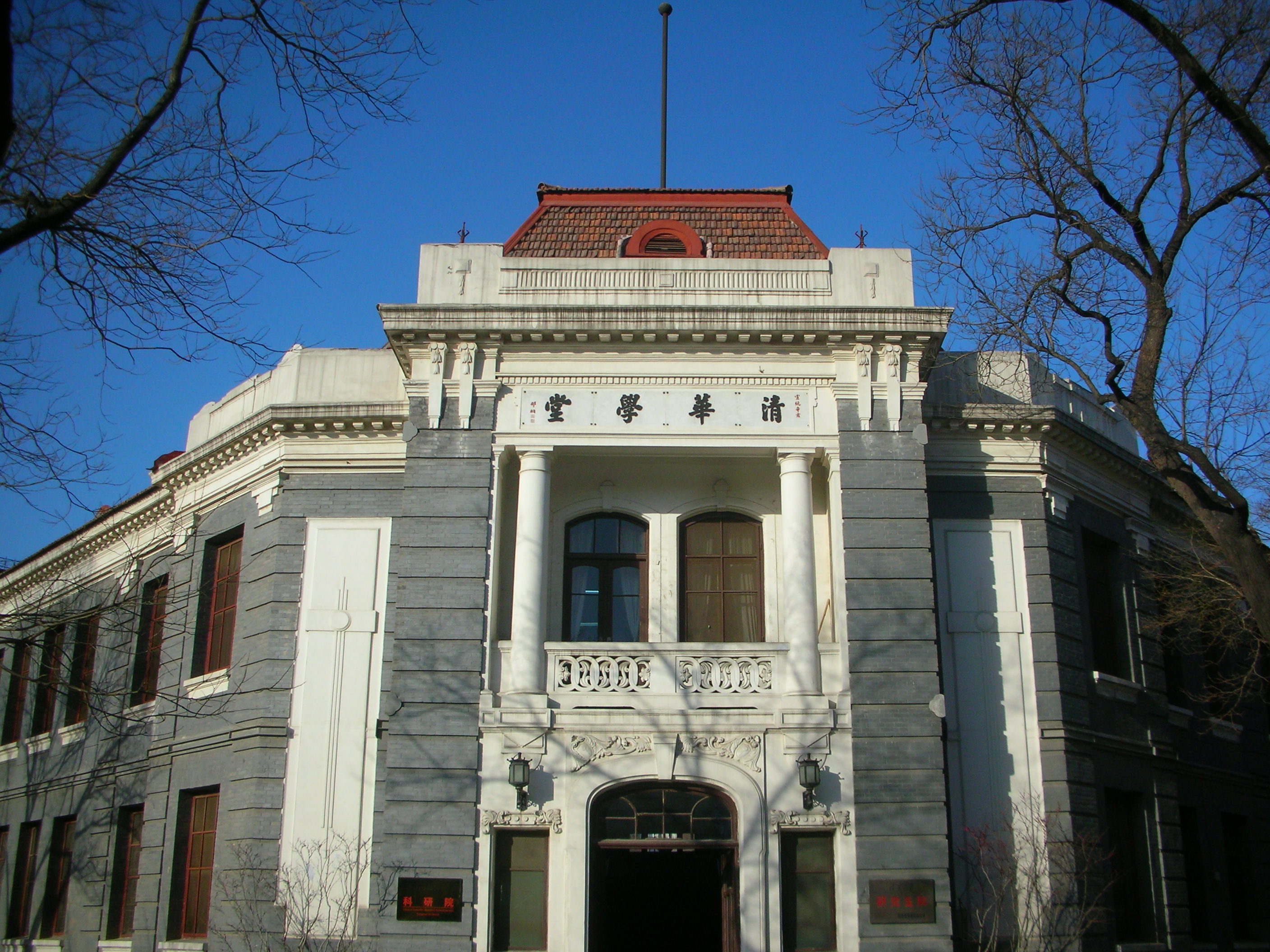
清华学堂

清华大学校园基本为一个整体，形狀呈長方形，南北長2.5公里，東西寬2公里，位于北京市海淀区，北四环与北五环之间，东临地铁13号线，西临北京大學、圆明园。此外，建築中的光華路校區、核研院（北京昌平）、深圳研究生院、附属医院以及少量疗养所、教工住宅位于校本部之外。
清华校园按照南门主路（学堂路）分为东区、西区。西区校园为老校区，以美式的校园布局和众多西洋风格的砖石结构历史建筑为特色。大礼堂为中心景观，图书馆（一、二、三期工程）、科学馆、清华学堂、同方部、西体育馆及理学院等建筑分布其间，原王府庭园工字厅、古月堂、水木清华等古建筑及朱自清先生在《荷塘月色》中描述的“荷花池”（近春园遗址）则展示了中国传统的园林风格。东区则以1950年代兴建的苏式主楼为主体，以及建筑馆、明理楼、经管学院、逸夫科技馆等现代风格的建筑物。
西区老校区多为美式红砖建筑，东区多为白色的现代建筑，因此曾被一代人戏称为“红区”、“白区”，此外东北部为紫荊学生公寓区、西北部为教工生活區與清华附中、西南部为照澜院社区。
清華校园内綠化程度高，各个不同时期的建筑形成不同风格的建筑群落。截至2010年底，校园内共有乔木4.5万株、灌木20万株、竹子8.7万棵、宿根花卉4.4万株、色块27.4万株、百年以上老樹240棵。校园内的树木种类达1210种，全校绿化面积135公頃，绿化程度54.8%。
清華校园内教学與生活设施完善，全校共有6座教學樓，兩個階梯教室，面積達到5.3公頃、教室276间、座位数22806个，其中第六教学楼建筑面积3.4公頃，可容纳7500余人上课；清華擁有的学生公寓面积為50公頃，共1.457万间，新建的紫荆学生公寓占地约28.6公顷，总建筑面积约37万平方米，位於校園北邊偏東，紫荊學生公寓區內有c樓，提供超市、银行、邮局等服務；校园内共有19个食堂與餐厅，其中建筑面积为1.3万平方米的“紫荆园”是大陸高校较大的學生食堂，可容纳3000余人同时就餐。
清华体育氛圍濃厚，校内体育设施先进且齐全。体育运动场地面积达22万平方公尺，有游泳馆、射击馆等专业场馆，也還有手球、沙滩排球、攀岩、排球、籃球、足球、棒球等专业的户外设施。擁有三個體育館，分別是西区体育馆、东区体育馆、综合体育馆（又稱為「曹光彪体育中心」）；擁有3個操場，分別是东大操场、西大操场、紫荆操场；游泳館兩個，分別是西湖游泳池、陈明游泳馆；一個棒壘球場「北操」、一個射擊館「维学馆」。
2010年3月，美国财经杂志评选出“全球最美大学校园”。入选的14个校园中，10个来自美国，3个来自欧洲，唯一上榜的亚洲院校是清华大学。福布斯认为自然环境对于校园十分重要，清华所拥有的皇家园林清华园旧址具有得天独厚的优势，紧靠颐和园，既有传统中国式景观建筑，又有传统西式建筑和现代景观建筑。

### 早期建筑
清華大學早期的建築物現存有二十座，比較著名的有清华学堂、清华图书馆、体育馆、清华大礼堂、清华科学馆等。清华位於原为清代康熙时期修建的熙春园。道光二年的時候，熙春园被分为东西两园，咸丰年间將东园改名为清华园。早期的建築物分成三批建设：
第一期于1909年开工建設，仿製文艺复兴券柱式大门的新校门（今二校门）以及清华学堂、校医院、二院、三院等建筑。沿用清代的工字厅、怡春院和古月堂三组传统四合院建筑，另外修建的一院（今清华学堂西半部）、二院（部分已拆）、三院（已拆）、校医院、同方部等，于1912年基本完工。一院采用德国古典建筑风格，为二层砖木结构楼房。二院为行列式平房，三院为折中式平房。
第二期則从1914年开始建設，周诒春校长委托美国建筑师墨菲拟定首个校园规划，将一院向东扩建为清华学堂，另外修建图书馆、科学馆、体育馆（前馆）和大礼堂，这四座建筑被称为“清华学校之四大建筑”。四大建筑均采用当时美国流行的大学建筑风格，科学馆为红色砖墙，屋顶铺设石板瓦，大礼堂也是红砖外墙，入口处有大理石柱廊，图书馆室内則采用磨光花岗石装饰。1917年至1927年兴建旧甲所、旧乙所（已拆）、旧丙所、旧丁所（已拆）、南院（今照澜院）、西院（旧）、工艺馆（今舊土木馆）等。
1928年改名為國立清華大學，清華聘请设计师重新规划校园，興建一些建筑，例如西校门、气象台以及学生宿舍，另外还扩建了体育馆、图书馆等建筑。第三期是1930-1936年间興建的建築，其風格採用美国近代折衷式的校园建筑风格，特点是砖混结构，外形对称，比例端庄，立面三段式划分，利用清水砖墙面砌出线脚。

### 現代建築區

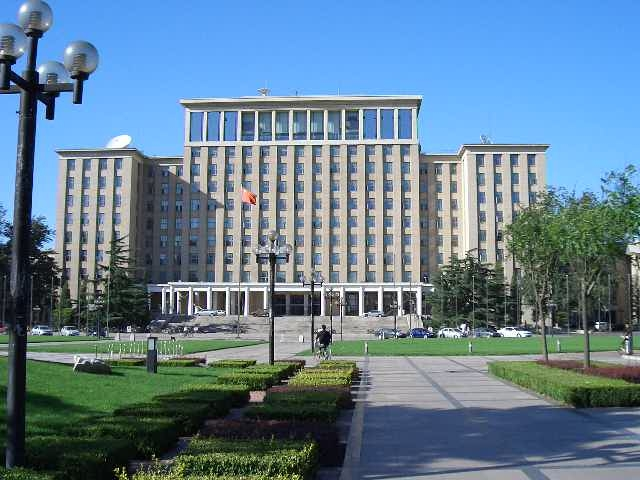
中央主樓

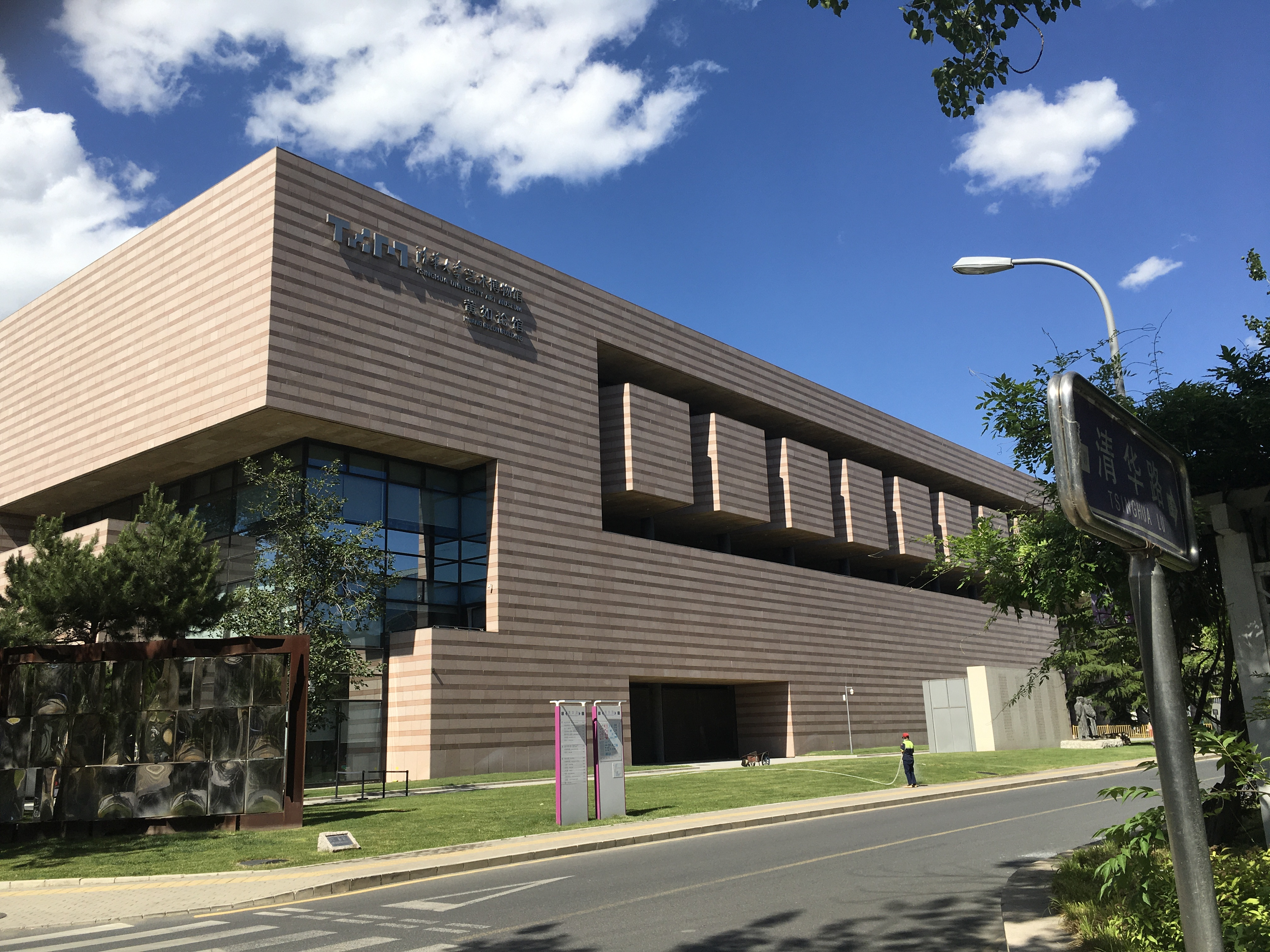
藝術博物館

現代建築區位於清華東部，屬於白區，是1950年代京張鐵路東移後的新校區，由學堂路、至善路、日新路、荷清路所圍成的長方形區域。清華大部分的院系系館、第三至第六教學樓皆位於此。現代建築區的大部分建築都在王大中校長任內完成，佔當時的清華園所建校舍的54%，可謂跨越式發展，主要經費來源為國家撥款、社會捐贈以及銀行貸款。
東區以中央主樓為中心，主樓前面有個巨大的綠色草皮，呈現十字狀，綠地周邊環繞四座建築物，西側是經管偉倫樓與法學明理樓；東側是建築學院與逸夫技術科學樓。主樓後面則是綜合體育館、東大操場、東區體育中心，以及羅姆樓、蒙民偉科技大樓、土木何善衡樓、工物館等系館。主樓的東側則有美術學院、環境節能樓、藝術博物館；西側則是新清華學堂、蒙民偉音樂廳以及校史館。

### 歷史名人故居區

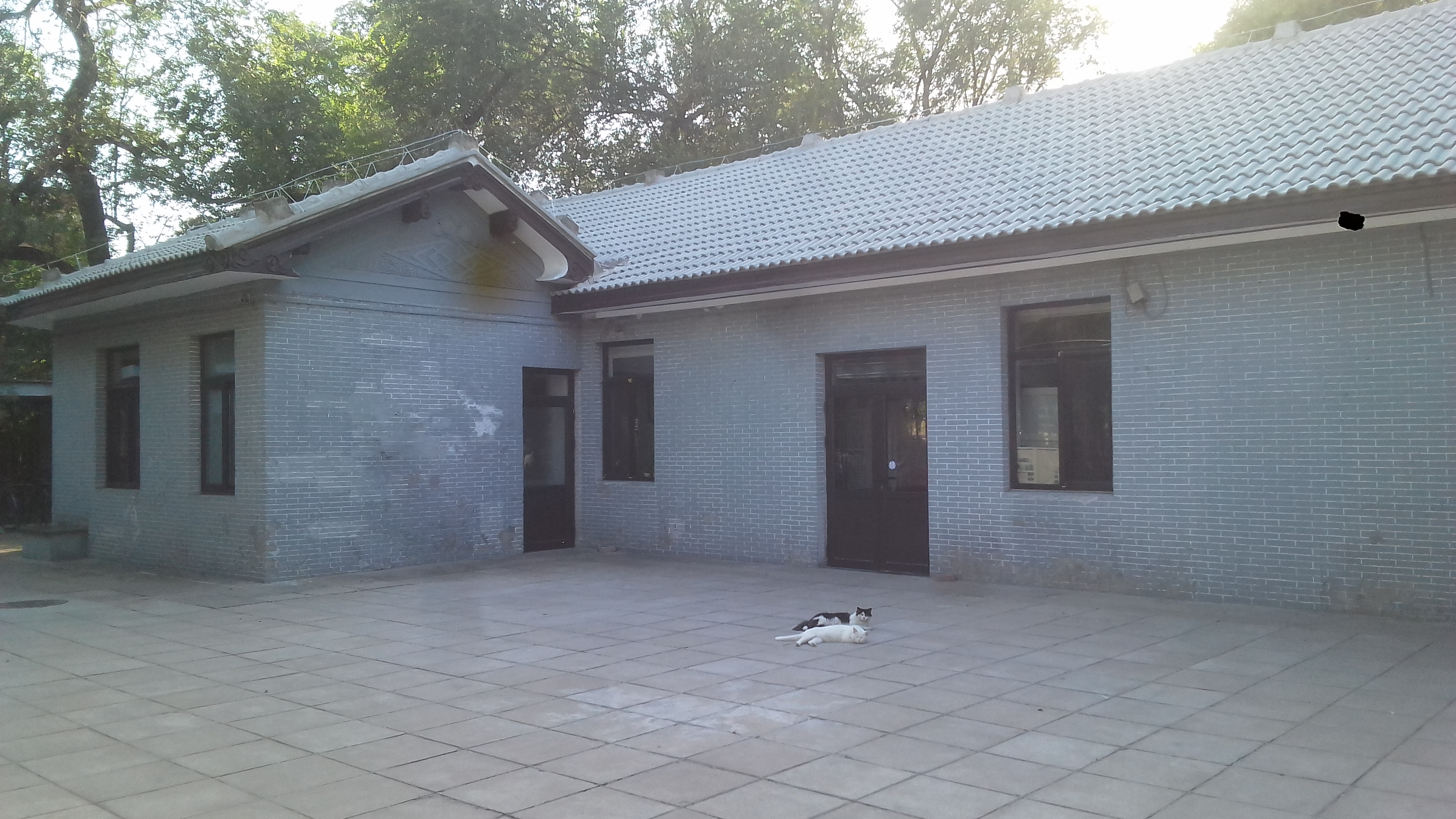
朱自清故居，北院16號

歷史名人故居區位於清華大學西南邊，為教工生活區域，有大量住宅，具有早期四座教授住宅院：照瀾院、西院、新林院以及勝因院。此區域由清華路、學堂路、成府路、清華南路圍成的方形區域，許多清華著名教授都曾住在這。這些教授住宅院，被北京市政府列為北京市第一批历史建筑。
老清華的住宅名稱最初以東南西北為命名，分別有北院、南院、西院。之後隨著校園的擴大，出現了「新南院」、「新新南院」。抗戰勝利後，朱自清提議，根據諧音將舊南院改為照瀾院，新南院改為「新林院」。根據陳岱孫回憶，在昆明的清華委員會為了紀念清華某些研究所曾經設在「大普吉村」，把「新新南院」正式定名為普吉院。因抗戰時期西南聯大曾經租借昆明的勝因寺為校舍，因此出現了「勝因院」為教授住宅院。於是在1948年，清華有北院、西院、照瀾院、新林院、勝因院五座教授住宅院，以及一個職工住宅「普吉院」。
1990年代，清華擴建圖書館，北院逐漸成為教學區的孤立住宅，於是逐漸被拆除，目前僅存原為朱自清故居的北院16號，現已改建成後勤辦公室。

### 紫荊學生公寓區

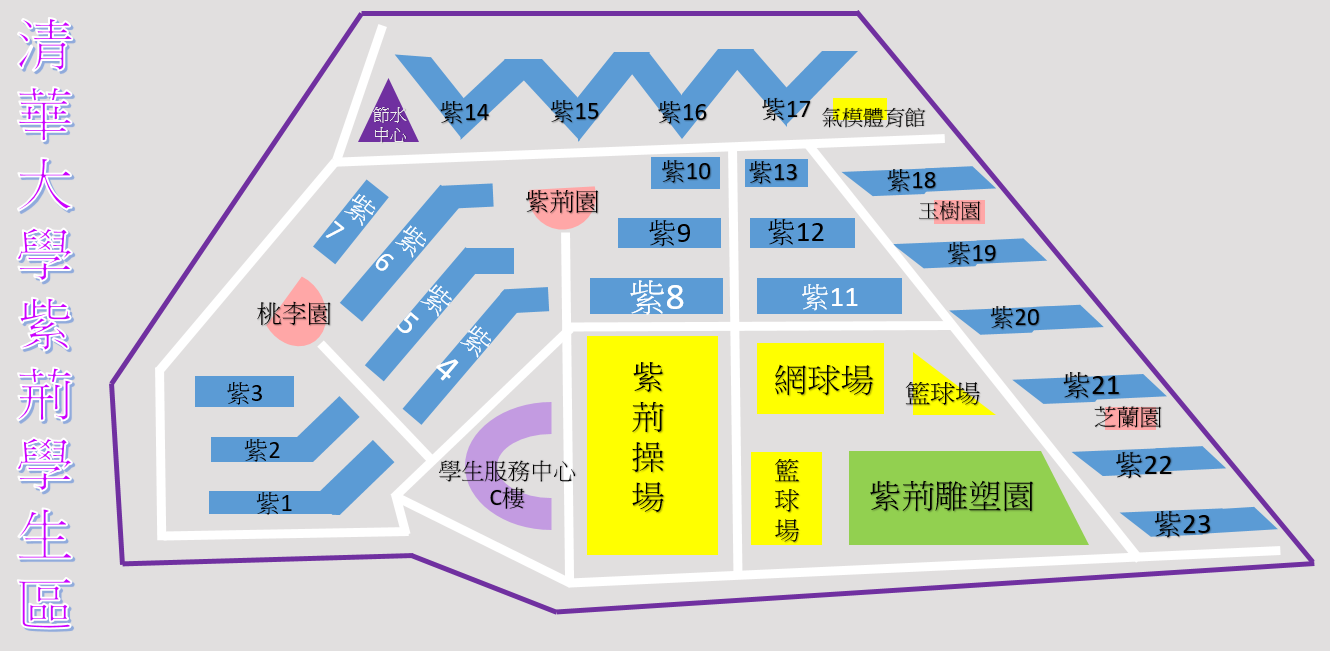
紫荊學生公寓區

紫荊學生公寓區位於清華東北部，由荷清路、清華校河、紫荊路圍成的梯形區域，包含紫荊公寓1至23號樓、老樓31至37號樓，以及一些運動場館。
2000年以来，学校宿舍、教室数量与质量逐渐无法满足越来越多的学生要求，开始筹划建设新学生公寓。在王大中校长的努力下，清华全额向银行贷款，整个工程动态投资14.5亿元，並於2000年12月15日開工，由同濟大學建築設計研究院負責設計，設計可容納學生為2萬2240人，其中本科1萬4千人、碩士3千人、博士1240人、留學生和繼續教育學員各2000人。。
学校在清华校园北的大石桥地区的预留发展用地处征地，并于2001年初开始建设“大石桥学生公寓”，后依照清华校花之一“紫荆花”更名为“紫荆学生公寓”。2002年9月，近4万平方米的一期工程建成，并迎来本科生新生入住；本科生二期工程于2003年9月前竣工；2004年，留学生、博士生、继续教育学员公寓建成。
紫荆学生公寓采用筒子楼式布局。本科生柱紫荊1至13號樓，為7層坡屋頂，平面以折線分布，內部設計為四人一间，上铺下居，插座、网络端口到桌，每两间宿舍合用一间小厅，配置电话和电视接口；研究生住平面呈「W」型的白色15層大樓，為紫荊14至17號樓，同時也是清華最高的樓層，內部設計為为一人一间，並配有獨立卫生间與浴室；留學生居住在沿荷清路自北向南排列的6座11層板式樓，為紫荊18至23號樓。全部公寓架空2.2米作为零层，存放自行车。
此外，在紫荊學生公寓區，配置桃李園和紫荊園兩個大型食堂，在留學生公寓部分還有芝蘭園與玉樹園兩個食堂。配置紫荆公寓学生服务中心（「C樓」）提供各類社區服務、商業服務以及活動場地，配置紫荊操場，擁有足球場、籃球場、網球場等眾多體育場地，東北角還有氣膜館提供桌球與羽球場地。

## 行政管理

### 行政隸屬
1909年所建游美学务处及其附设肄业馆，隶属清政府外务部与学部共同管辖。1911年，肄业馆改名清华学堂后，隶属关系未变。1912年5月23日，北洋政府外交部、教育部撤销游美学务处，同期北洋政府教育总长范源濂提议清华归外交部，不再隶属教育部。
1928年6月，南京国民政府进入北京后，宣布接管清华，更名“国立清华大学”，几经磋商后由中华民国大学院会同国民政府外交部共同管理，聘任董事会管理学校。1929年4月，董事会宣布集体辞职，后召开全体学生大会和教授会议，最终报批南京国民政府，清华仅隶属教育部。
1949年1月10日，北平军管会文化接管委员会宣布接管清华大学，6月，隶属华北高等教育委员会，11月1日，中央人民政府教育部成立后，隶属教育部。1952年，国家成立高等教育部，清华隶属之；1958年，教育部和高等教育部合并为教育部；1963年，再次分设教育部和高等教育部，清华隶属高等教育部；1966年，两部再次合并；1970年6月，撤销教育部，成立国务院科教组，清华隶属之；1975年1月，撤销国务院科教组，恢复教育部，清华隶属之；1985年6月，撤销教育部，设立国家教育委员会，清华隶属之；1998年，撤销国家教育委员会，恢复教育部，清华隶属之至今。

### 主要負責人
| 校長   | 任期                   | 校党委书记 | 任期                    |
| ------ | ---------------------- | ---------- | ----------------------- |
| 刘达   | 1978年6月 - 1983年5月  | 劉達       | 1977年4月 - 1982年7月   |
| 高景德 | 1983年5月 - 1988年10月 | 林克       | 1982年7月 - 1984年2月   |
| 高景德 | 1983年5月 - 1988年10月 | 李传信     | 1984年2月 - 1988年9月   |
| 张孝文 | 1988年10月 - 1994年1月 | 方惠坚     | 1988年9月 - 1995年9月   |
| 王大中 | 1994年1月 - 2003年4月  | 贺美英     | 1995年9月 - 2002年2月   |
| 顾秉林 | 2003年4月 - 2012年2月  | 陈希       | 2002年2月 - 2008年12月  |
| 陈吉宁 | 2012年2月 - 2015年3月  | 胡和平     | 2008年12月 - 2013年11月 |
| 邱勇   | 2015年3月 - 2022年2月  | 陳旭       | 2013年12月 - 2022年2月  |
| 王希勤 | 2022年2月 - 2023年12月 | 邱勇       | 2022年2月               |
| 李路明 | 2023年12月 -           |            |                         |

清華在不同時期主要負責人有不同名稱與職權，在清華學堂時期，主要負責人叫做監督，負責校內一切行政，改制為清華學校時，負責人為校長。1917年9月，北洋政府為了加強對清華經費的控制，清華逐步推行董事會領導制度，由外交部選任10人擔任董事，負責除了教務以外的事物。然而隨著董事的權力逐步的增大，與學校師生之間的矛盾逐漸擴大，使得校長人事不穩定，多次更迭。
1929年6月29日，教育部宣布取消清華大學董事會，實施校長領導制，並規定校長負責綜理清華校務，校長由教育部長提請國民政府任命，然而因為政權不穩定，國民政府選派的人選有時與師生產生衝突，校長人事仍然不穩，1930年5月至1931年4月，清華甚至沒有校長，學校事務由校務會議處理，直到1931年梅貽琦擔任校長，人事才算穩定。
1937年，抗日戰爭爆發，清華大學、北京大學與南開大學在長沙組成國立長沙臨時大學，教育部派定蔣夢麟、胡適、梅貽琦、張伯苓、傅斯年等11人組成籌備委員會，三校的校長擔任籌備委員會常委，並依照籌備委員會決議處理校務。1938年初，學校由長沙遷往昆明，更名為國立西南聯合大學，領導體制與臨大相同。1938年12月21日，常委會決議，由梅貽琦擔任常委會主席，原本應由三校校長輪流擔任，但因其他兩校校長通常不在昆明，實際校務由梅貽琦主持。
1946年8月，清華回到清華園，領導體制與抗戰期間相同。1948年12月15日，北平由解放軍佔領，梅貽琦離開北平，學校由校務委員會主持工作，並設置主席，1952年6月，由教育部通知成立清華籌備會，主持院系調整期間的工作，1952年10月清華籌備會工作結束。1952年10月，教育部任命蔣南翔為校長，並實施校長負責制，之後在文革之前，領導體制經過三次變更，1956年，蔣南翔擔任清華黨委書記，實施黨委領導下的校長負責制；1959年，改為黨委領導下的校務委員會負責制；1962年，改為黨委領導下的以校長為首的校務委員會負責制。
1966年，文革爆發，清華的領導體制數次變更，由同年6月的文化大革命工作組、8月的文革籌備臨時委員會、12月以蒯大富為首的清華大學井岡山兵團奪取部分行政權力，之後清華持續的混亂，直到1968年7月27工宣隊進校，穩定局勢，掌管學校全部權力，1969年，清華大學革命委員會成立，全面領導學校工作，直至改革開放。
1978年6月，學校取消革命委員會體制，實施黨委領導下的校長分工負責制（黨委決定，校長執行），並逐漸朝校長負責制過度，1988年9月之後，實施校長負責制至今。1992年開始，清華大學成為党委书记和校长列入中央管理的高校（中管高校），校長與校党委书记行政級別均為副部級，並且須由由中共中央任命、中共中央組織部負責宣布任命結果。

### 经费
| 年度      | 原賠款額（美金） | 保留額（美金） | 退款額（美金） |
| --------- | ---------------- | -------------- | -------------- |
| 1909-1910 | 1,022,683        | 539,588        | 483,094        |
| 1911-1914 | 1,080,787        | 539,588        | 1,264,582      |
| 1915      | 1,264,582        | 539,588        | 724,993        |
| 1916-1931 | 1,329,784        | 539,588        | 790,196        |
| 1932-1939 | 1,919,967        | 539,588        | 1,380,378      |
| 1940      | 1,923,374        | 539,588        | 1,380,378      |
| 總計      | 46,189,359       | 17,266,840     | 28,922,519     |

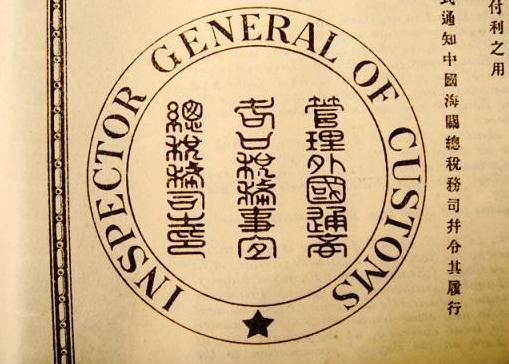
庚子赔款债券

清华前身游美学务处本因庚子赔款的美国“退款”而立。根据1901年八国联军迫使清政府签署的《辛丑条约》，共赔偿各国白银45,000万两，分39年还清，年息4厘，本息合计98,223.815万两，其中美国分得32,939,055两，按当时1:0.742折算，合美金24,440,778.81元，39年本息合计美元53,551,551.15元。美国总统罗斯福、国务卿海约翰认为赔款“实属过多”，最终美国国会于1908年5月25日决定赔款限定为13,655,492.69美元，年息4%，后确定其中差额全部用于办学和赴美留学。从1909年到1914年，每年约还款50万美元，1915年到1931年，每年近80万美元，1932年至1937年，每年约138万美元。1916年之前，清华方面支出无定额，剩余部分存至外交部，作为“清华基金”。1917年后经费定额每年约70万美元。1929年8月，清华全部基金移交“中华教育文化基金会”（中基会）代管。当年确定的校务进行计划大纲规定：美国退款除留美经费外，全部作为清华经费，每年约40余万美元。1932年后，限定清华经费为国币120万元。1932年，国民政府停付美国庚款一年，清华经费突然中断，后由财务部垫付国币100万作为维持。1933年7月起，中基会开始每月拨付清华经费国币10万元。此期间，加上少量直接收入，学校每年收入约124万元，经常支出约100万元，故剩余部分费用增建建筑。
| 年度   | 預算（億人民幣） | 決算（億人民幣） |
| ------ | ---------------- | ---------------- |
| 2012年 | 未公布           | 161.3            |
| 2013年 | 113.77           | 177.3            |
| 2014年 | 164.1            | 175.6            |
| 2015年 | 174.9            | 205.5            |
| 2016年 | 182.1            | 218.8            |
| 2017年 | 233.3            | 247.7            |
| 2018年 | 269.4            | 276.4            |
| 2019年 | 297.2            | 319.6            |
| 2020年 | 310.7            |                  |
| 2021年 | 317.3            |                  |
| 2022年 | 362.1            |                  |

抗战时期，国民政府因抗战将各院校经费按七成支付，长沙临大的日常费用由各校七成经费中抽出一半支付。1938年西南联大初期，三校拨付七成经费中4/7拨至联大，剩余3/7上交教育部它用。1939年后西南联大完全由政府负担，三校不再单独拨款。此时期，联大每年预算约为国币180万，但国币不断贬值，预算猛增致使政府无法拨付，校方只好向银行高额借贷。同时，清华除并入联大外的留美学务与特种研究所仍需经费，太平洋战争爆发后学校在美存款又被冻结，只得由政府担保不断向银行贷款，每年高达数百万。1946年7月，学校迁回清华园，由政府拨款，但由于货币贬值而极度困难，学校不得不动用清华基金利息。1946年底政府拨款39.22余亿元（折战前国币45万余元）；1947年拨款276亿余元（折战前国币46万余元）；1948年拨款金圆券255万余元（折战前国币约24万元）。存于美国银行的清华基金每年约十三四万美金。1949年，学校向北平军管会报告称“基金存于纽约华美协进社及银行”，由梅贻琦亲自经管，无从查考支付。后于1950年，梅贻琦先生在美国继续经营清华基金，并于1955年使用清华基金在台湾筹办“原子科學研究所”，后发展为台湾清华大学。
1949年初，整理结款共200余万元，折合人民券20余万元。从1949年底到1979年，清华经费均依赖政府拨款。其中教育事业费方面，从建国初到1958年大跃进期间，政府拨款迅速从108.9万元上升到800.8万元，1959年增至1437.9万元。由于三年大饥荒，1962年拨款降至971.9万元，之后迅速恢复。1966年“文革”开始后，经费逐渐降至1969年的677万元。改革开放后，政府拨款逐步增加，从1978年的2195.2万元到1990年的5247.5万元。1981年至1991年，世界银行向清华贷款四次，其中1981年到1987年的大学发展项目贷款实际执行1.52亿美元，用于重点学科实验室；1989年的教材开发项目贷款，实际执行65.1万美元；1991年的重点学科建设贷款约140万美元，重点学科发展项目信贷约853万美元。1980年后，学校逐步通过校办企业、校办工厂、科技成果转化、对外服务等获得收入。到2000年，学校产业经营收入65亿元，利润6.45亿元，总资产达到122亿元，科研经费收入7.3亿元。到2009年，科技经费收入达到24.45亿元。2014年，清華年度決算175.6億人民幣，年度收入123.57億人民幣，辦學經費82億人民幣，科研經費近40億人民幣，居兩岸四地第一，經費來源大多來自政府。2015年，收入总计达149.78亿元，与2014年相比，增加26.21亿元，增长21.21%。另外总共接受捐赠5.06亿元。

## 校友
自建校以来，清華已经培養了20万名以上的學生，涌现一大批「学术大师」、「兴业英才」、「治国栋梁」等各領域的傑出校友，为社会进步做出贡献。
根據清華大學章程第三十七条，清華校友是在清華學習或工作過的師生，或是獲得清華授予的名誉学位或荣誉职衔人士。根據2009年版的清華大學校友總會章程，清華校友包含新竹清华大学師生。

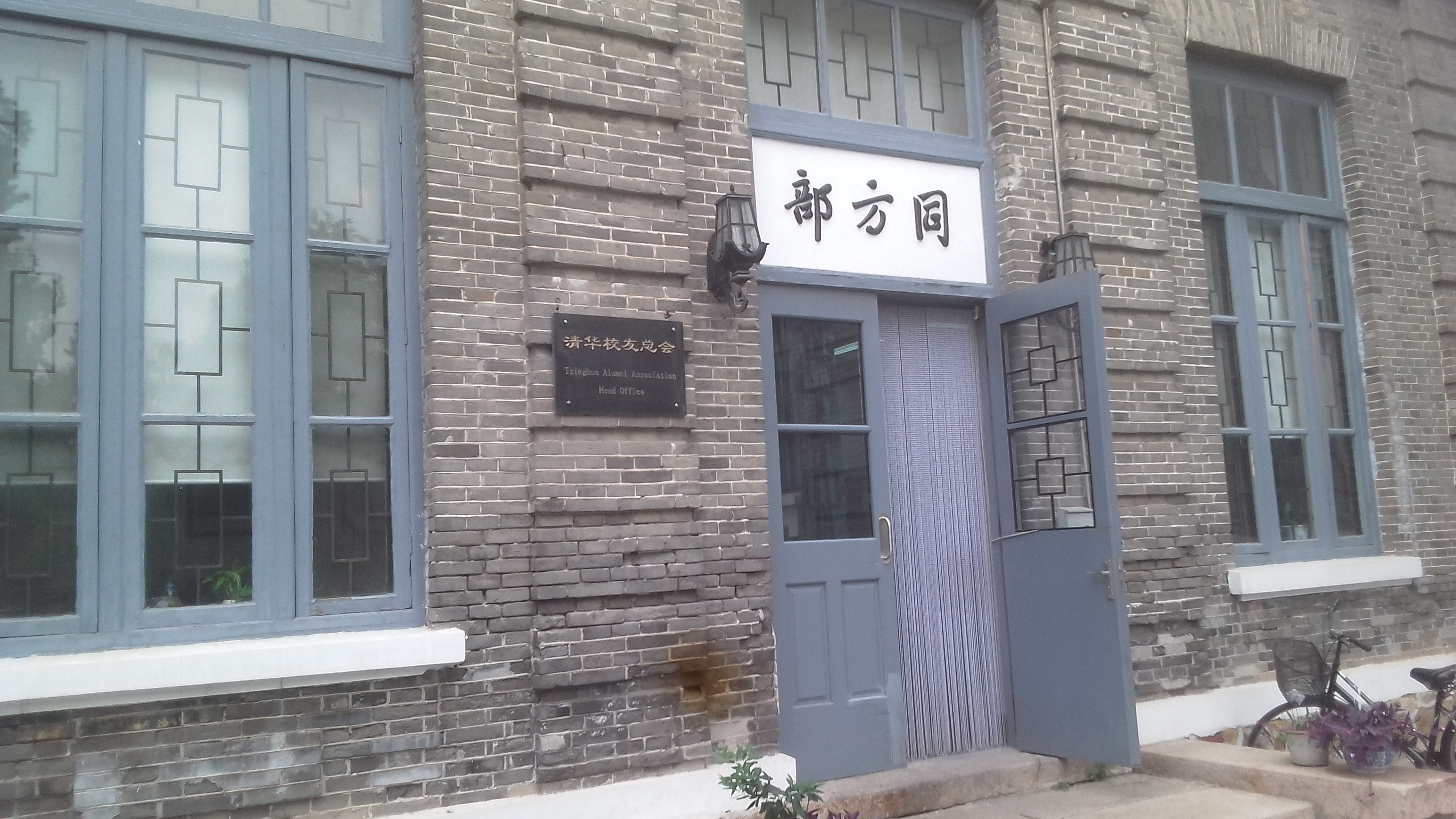
同方部-校友總會所在地

### 校友會
校友总会前身是清华学校留美同学会，成立於1913年6月29日，1981年改為現名。校友總會廣泛聯絡校友，校友聯繫率超過80%，並建立各種校友相關組織。截至2014年，建立各年級校友組織、理事会六十多个；海内外校友会组织196个，其中中國大陸各省市140個，港澳台3個；海外清华校友会组织53个，包括美国、加拿大、英国、法国、德国、荷兰、比利时、澳大利亚、新西兰、日本、韩国、马来西亚、新加坡、印尼、泰国等14个国家。2003年之後，陆续成立20个行业协会以及校友摄影俱乐部、校友合唱团、校友羽毛球协会等多个组织。

### 學術界
在學術界中，清華校友包括楊振寧與李政道兩位物理诺贝尔獎得主，兩位曾就讀於西南联合大学；8位國家最高科學技術獎獲得者，分別是黃昆、金怡濂、劉東生、王永志、葉篤正、吳征鎰、吳良鏞、鄭哲敏；23位獲兩彈一星功勳獎章的人當中，有14人來自清華，其中包含兩彈元勛鄧稼先以及王淦昌、赵九章、彭桓武、钱三强、钱学森、王大珩、陈芳允、郭永怀、屠守锷、杨嘉墀、王希季、朱光亚、周光召。人民科学家、世界最大無線電望遠鏡FAST总工程师南仁東也是清華校友。
院士部分，中央研究院院士曾就学于清华的有59人，畢業於清華的則有32位。截至2011年，共有333名清华校友当选中国科学院院士、147名清华校友荣膺中国工程院院士。自1977年恢復高考以來，共有40位兩院院士畢業於清華。美國院士部分，10位清華校友當選美国国家科学院院士；9位校友當選美国国家工程院院士。

### 軍政界
在政治方面，清華大學培養了中國共產黨第四代領導人胡錦濤、第五代領導人習近平，自1977年以來，有8位中共中央政治局常委出身清華，包括朱鎔基、吳邦國、姚依林、吳官正、黃菊、宋平，為中國高校之最。政治局委員或候補委員部分有刘延东、曾培炎、王汉斌、胡乔木、李锡铭、陳希、黃坤明、陈吉宁、李干杰等。
軍事部分，有抗日名將孫立人、馮仲雲，被毛澤東譽為「一個人能頂幾個師」的著名情報員熊向晖。

### 商界與其他
清华大学校友中有诸多成功的企业家，其中包含搜狐創辦人張朝陽、美團創辦人王興、紫光集團董事長趙偉國、中國女首富、碧桂园集团董事局副主席杨惠妍等。根據中国校友会网調查，清華共培養132個億萬富豪，為中國大陸高校最多。根據Wealth-X公司的調查，清華校友成為超高淨值富豪（淨資產達超過3000萬美元）共有1090人，排名世界第31名，中國第一。其他行業中，知名校友有亞洲第一位女性雨果獎得主郝景芳、音乐人高晓松、歌手李健、世界圍棋冠軍古力。